# Liste der Biografien/She
Liste der Biografien |
Portal Biografien |
Personensuche
# |
A |
B |
C |
D |
E |
F |
G |
H |
I |
J |
K |
L |
M |
N |
O |
P |
Q |
R |
S |
T |
U |
V |
W |
X |
Y |
Z |
?
 
Sa |
Sb |
Sc |
Sd |
Se |
Sf |
Sg |
Sh |
Si |
Sj |
Sk |
Sl |
Sm |
Sn |
So |
Sp |
Sq |
Sr |
Ss |
St |
Su |
Sv |
Sw |
Sy |
Sz
 
Sha |
Shc |
She |
Shh |
Shi |
Shk |
Shl |
Shm |
Shn |
Sho |
Shp |
Shr |
Sht |
Shu |
Shv |
Shw |
Shy
Die Liste der Biografien führt alle Personen auf, die in der deutschsprachigen Wikipedia einen Artikel haben. Dieses ist eine Teilliste mit 961 Einträgen von Personen, deren Namen mit den Buchstaben „She“ beginnt.

## She
- SHE (1926–2022), Schweizer Künstlerin
- She MC, deutsche Rapperin

### Shea
- Shea, Brek (* 1990), US-amerikanischer Fußballspieler
- Shea, Charity (* 1983), US-amerikanische Schauspielerin
- Shea, Cornelius (1863–1952), US-amerikanischer Drehbuchautor
- Shea, David (* 1965), US-amerikanischer Turntablist und Komponist
- Shea, Dorothy (* 1965), US-amerikanische DiplomatinDorothy Shea (* 1965)

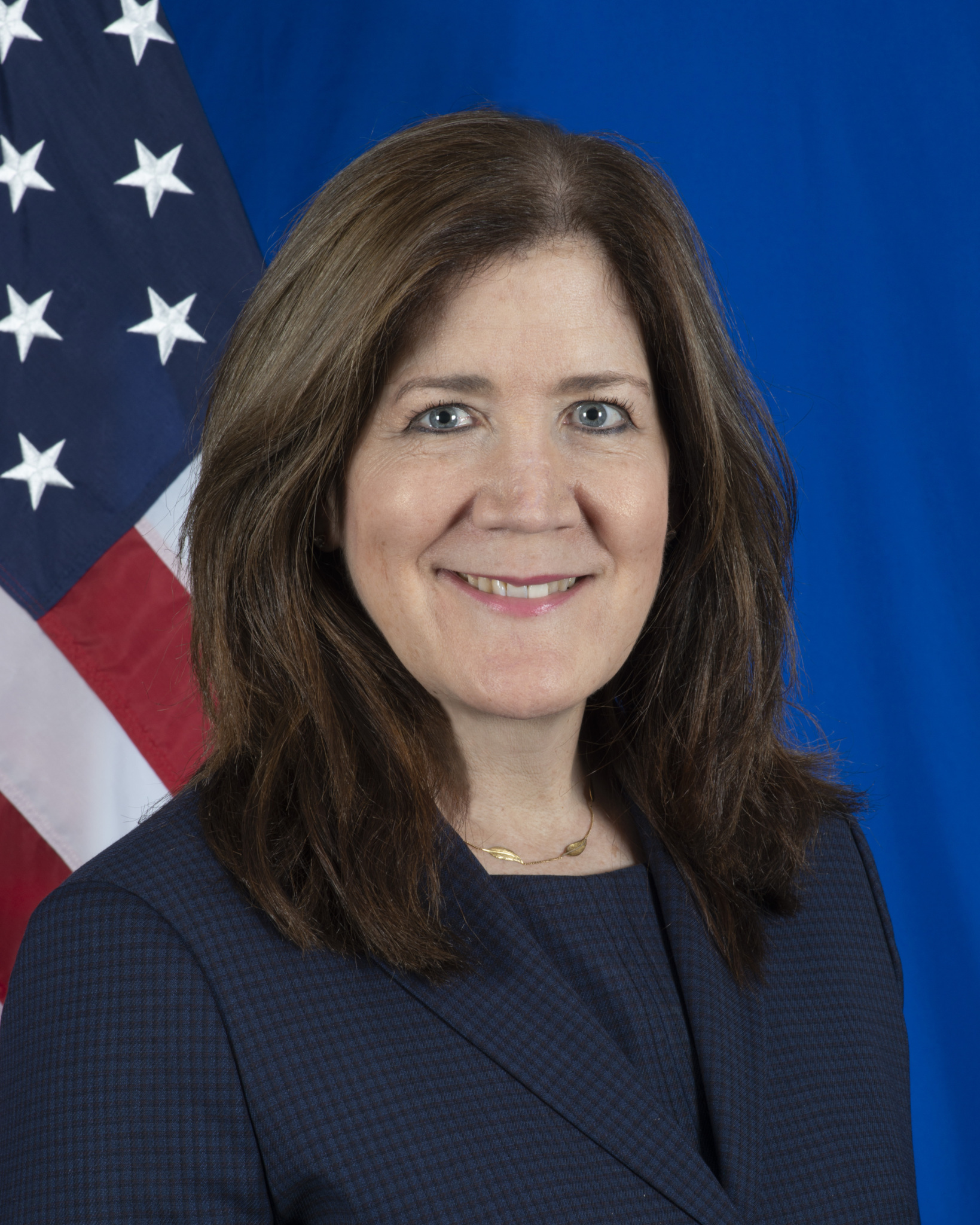
Dorothy Shea (* 1965)

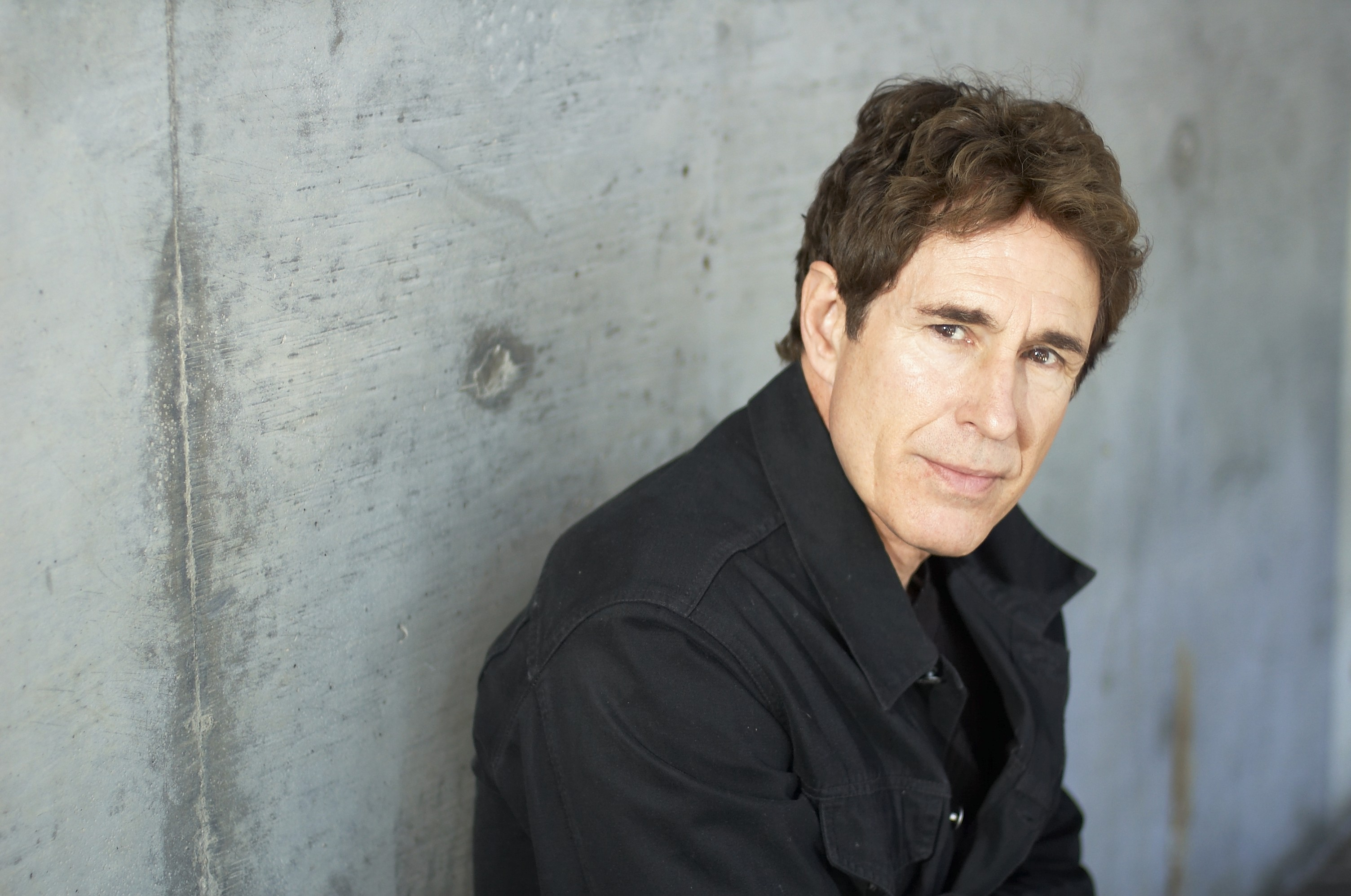
John Shea (* 1949)

- Shea, Eric (* 1960), US-amerikanischer Schauspieler
- Shea, Francis Raymond (1913–1994), US-amerikanischer Geistlicher, römisch-katholischer Bischof von Evansville
- Shea, Frank (1894–1978), US-amerikanischer Sprinter
- Shea, Frank (1930–2024), US-amerikanischer Jazzmusiker (Schlagzeug)
- Shea, George Beverly (1909–2013), kanadischer Gospel-Sänger
- Shea, George D. (1894–1971), US-amerikanischer Offizier, Generalmajor der US Army
- Shea, Glenn M. (* 1961), australischer Herpetologe und Veterinär-Anatom
- Shea, Jack (1910–2002), US-amerikanischer Eisschnellläufer
- Shea, Jack (1928–2013), US-amerikanischer Film- und Fernsehregisseur
- Shea, Jacob, amerikanischer Komponist
- Shea, Jamie (* 1953), britischer NATO-Sprecher
- Shea, Jim (* 1938), US-amerikanischer Skilangläufer und Nordischer Kombinierer
- Shea, Jim (* 1968), US-amerikanischer Sportler
- Shea, John (* 1949), US-amerikanischer SchauspielerJohn Shea (* 1949)
- Shea, John (* 1960), US-amerikanischer Archäologe und Paläoanthropologe
- Shea, Katt (* 1957), US-amerikanische Filmregisseurin
- Shea, Kevin (* 1973), amerikanischer Jazz- und Improvisationsmusiker
- Shea, Leonard C., US-amerikanischer Offizier, Generalmajor der US-Army
- Shea, Matt (* 1974), US-amerikanischer Politiker
- Shea, Michael (1946–2014), US-amerikanischer Schriftsteller
- Shea, Mick (* 1939), britischer Radrennfahrer
- Shea, Robert (1933–1994), US-amerikanischer Schriftsteller
- Shea, William (1907–1991), US-amerikanischer Anwalt und New Yorker Baseballfunktionär
- Shea, William R. (* 1937), kanadischer Wissenschaftshistoriker
- Shea-Porter, Carol (* 1952), US-amerikanische Politikerin
- Shead, Adam (* 1993), US-amerikanischer Jazz- und Improvisationsmusiker (Schlagzeug)
- Shead, DeShawn (* 1989), US-amerikanischer American-Football-Spieler und American-Football-Trainer
- Sheafe, James (1755–1829), US-amerikanischer Politiker (Föderalistische Partei)
- Sheaffe, Roger Hale (1763–1851), britischer General
- Sheaffer, Charles (1904–1989), US-amerikanischer Hockeyspieler
- Sheahan, Brock (* 1984), kanadischer Eishockeyspieler und -trainer
- Sheahan, John (* 1939), irischer FolkmusikerJohn Sheahan (* 1939)

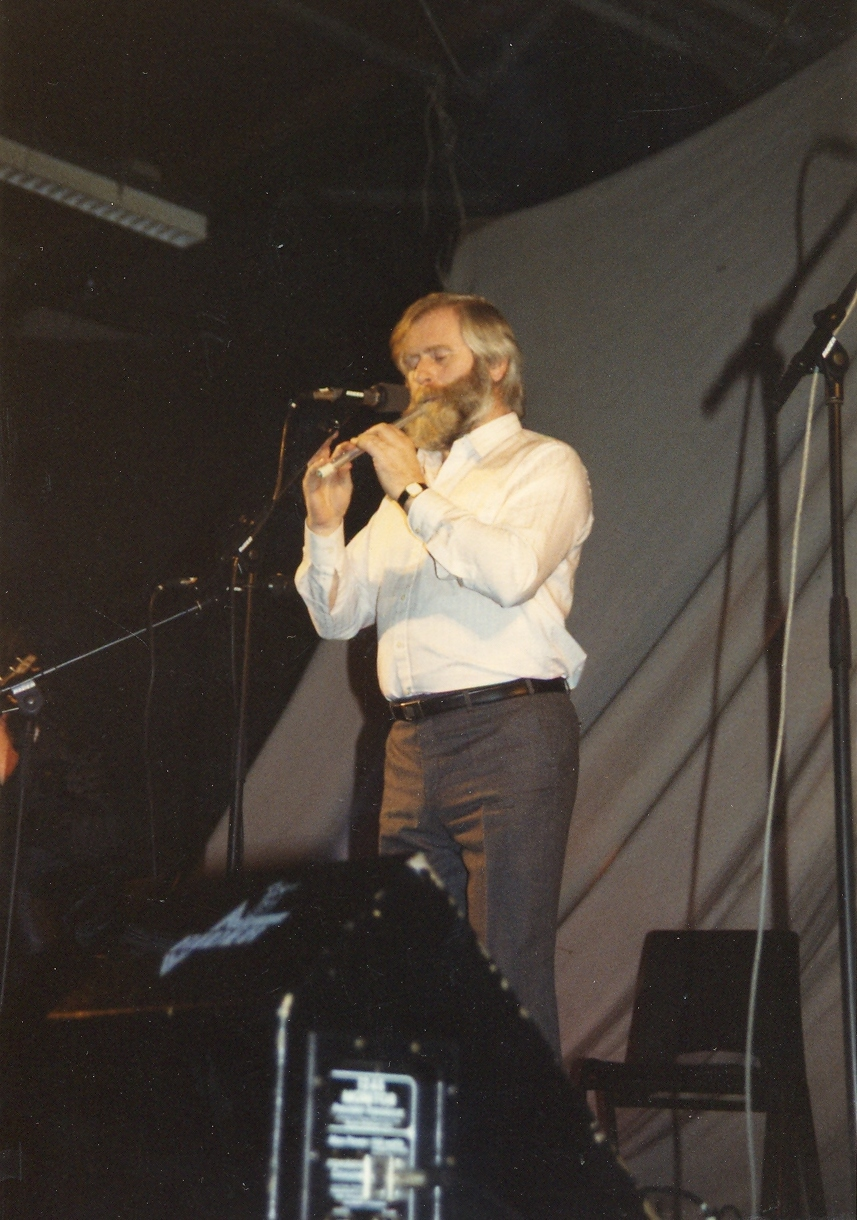
John Sheahan (* 1939)

- Sheahan, Riley (* 1991), kanadischer Eishockeyspieler
- Sheahan, Tom (* 1968), irischer Politiker und Abgeordneter im Dáil Éireann
- Sheakley, James (1829–1917), US-amerikanischer Politiker, Gouverneur von Alaska
- Shealeigh (* 1998), US-amerikanische Sängerin und Songwriterin
- Shealy, Alan (* 1953), US-amerikanischer Ruderer
- Shealy, C. Norman (1932–2024), US-amerikanischer Neurochirurg
- Shealy, Courtney (* 1977), US-amerikanische Schwimmerin
- Sheamus (* 1978), irischer Wrestler und SchauspielerSheamus (* 1978)

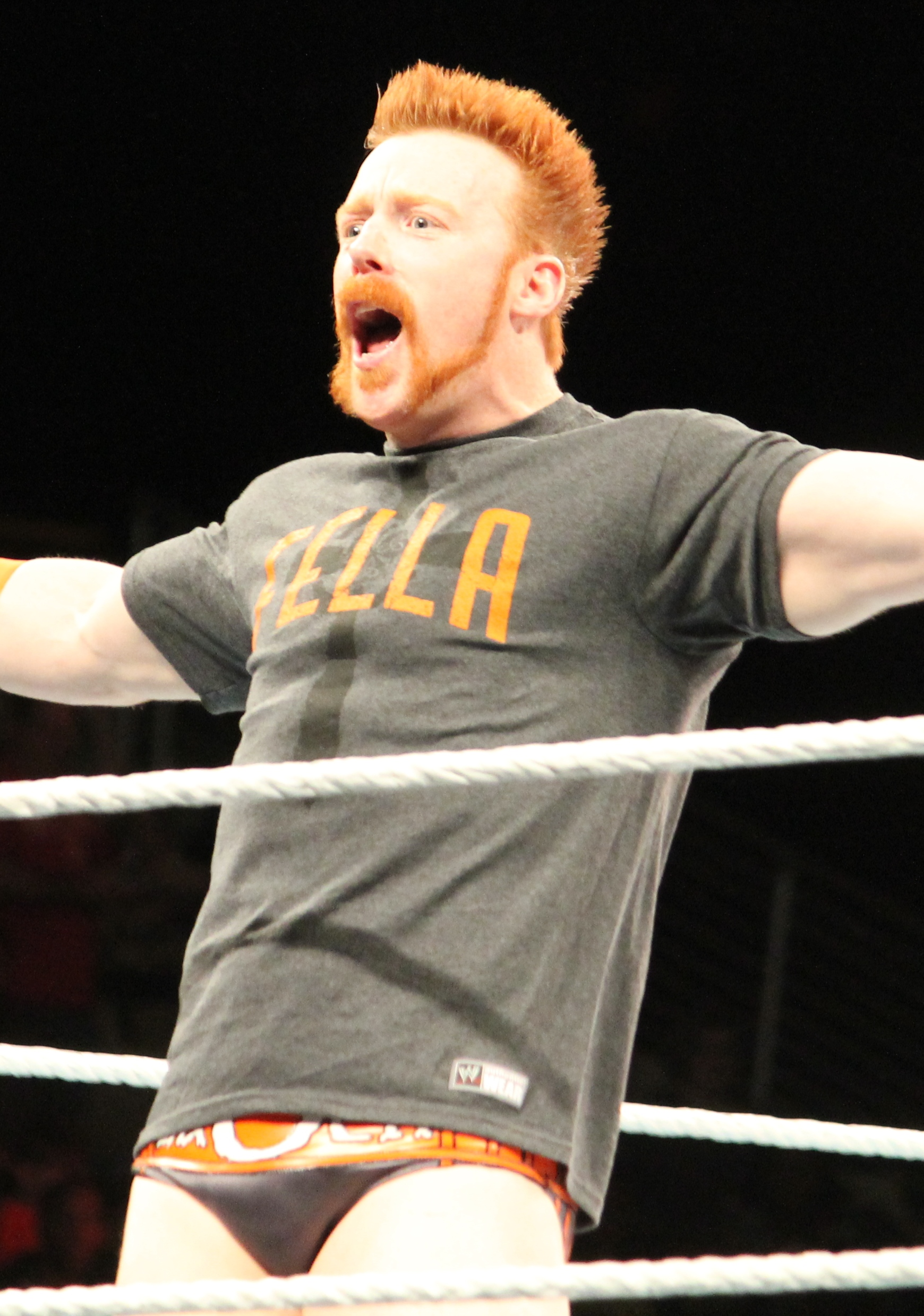
Sheamus (* 1978)

- Shean, Al (1868–1949), US-amerikanisch-deutscher Komödiant
- Shear, Harold E. (1918–1999), US-amerikanischer Admiral der US Navy
- Shear, Howie (1954–2023), US-amerikanischer Jazzmusiker (Trompete)
- Shear, Ione Mylonas (1936–2005), US-amerikanische Klassische Archäologin
- Shear, Josephine Platner (1901–1967), US-amerikanische Klassische Archäologin
- Shear, Julia L. (* 1968), US-amerikanische Klassische Archäologin
- Shear, Rhonda (* 1954), US-amerikanische Schauspielerin und Moderatorin
- Shear, T. Leslie Jr. (1938–2022), US-amerikanischer Klassischer Archäologe
- Shear, Theodore Leslie (1880–1945), US-amerikanischer Klassischer Archäologe
- Shear, Tom (* 1971), US-amerikanischer Musiker und Musikproduzent
- Sheard, Joseph (1813–1883), kanadischer Architekt, Politiker und 19. Bürgermeister von Toronto
- Sheard, Kierra (* 1987), US-amerikanische Gospelsängerin
- Sheard, Michael (1938–2005), britischer Schauspieler
- Shearer, Aaron (1919–2008), US-amerikanischer Gitarrist und Musikpädagoge
- Shearer, Al (* 1977), US-amerikanischer Film-, Fernsehschauspieler und Fernsehmoderator
- Shearer, Alan (* 1970), englischer Fußballspieler und -trainerAlan Shearer (* 1970)

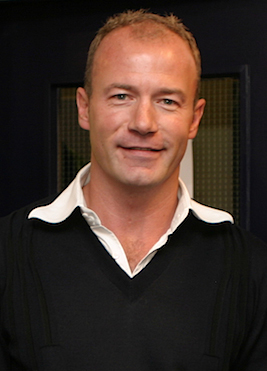
Alan Shearer (* 1970)

- Shearer, Bobby (1931–2006), schottischer Fußballspieler und -trainer
- Shearer, Christopher (1846–1926), US-amerikanischer Landschaftsmaler der Düsseldorfer Schule
- Shearer, David (* 1957), neuseeländischer Politiker (New Zealand Labour Party) und Koordinator für humanitäre Projekte bei den Vereinten Nationen
- Shearer, Douglas (1899–1971), US-amerikanisch-kanadischer Toningenieur
- Shearer, Harry (* 1943), US-amerikanischer Schauspieler, Drehbuchautor und Synchronsprecher
- Shearer, Hugh (1923–2004), jamaikanischer Politiker und Premierminister
- Shearer, Ivan (1938–2019), australischer Jurist, Professor für Völkerrecht
- Shearer, Janet (* 1958), neuseeländische Seglerin
- Shearer, Jesse Lowen (1921–1992), US-amerikanischer Hochschullehrer und Ingenieur
- Shearer, Moira (1926–2006), britische Tänzerin und Schauspielerin
- Shearer, Norma (1902–1983), kanadisch-US-amerikanische Schauspielerin
- Shearer, Philip (* 1974), britischer Fußballspieler von den Turks- und Caicosinseln
- Shearer, Rhonda Roland (* 1954), US-amerikanische Bildhauerin
- Shearer, Rob (* 1976), kanadischer Eishockeyspieler
- Shearer, Sallie (1848–1909), US-amerikanische Bordellbetreiberin
- Shearer, Steve, US-amerikanischer Theater- und Filmschauspieler
- Sheares, Benjamin Henry (1907–1981), zweiter Präsident von Singapur
- Shearing, George (1919–2011), britisch-amerikanischer JazzpianistGeorge Shearing (1919–2011)

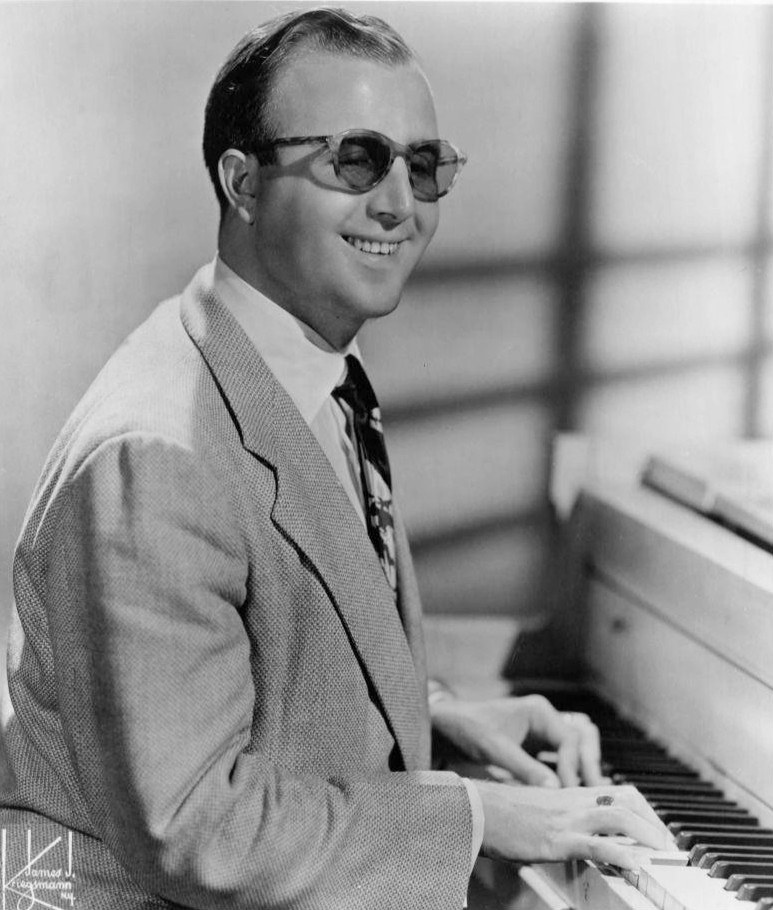
George Shearing (1919–2011)

- Shearlaw, Bessie, englische Badmintonspielerin
- Shearman, Alan (* 1947), US-amerikanischer Synchronsprecher, Schauspieler und Drehbuchautor
- Shearman, Douglas James (1918–2003), britischer Geologe und Sedimentologe
- Shearman, Emily (* 1999), neuseeländische Radrennfahrerin
- Shearman, John (1931–2003), englischer Kunsthistoriker
- Shearman, Linda, britische Eiskunstläuferin
- Shearman, Robert (* 1970), englischer Autor von Fantasygeschichten, Theaterstücken und Drehbüchern
- Shearman, Russell (1905–1956), US-amerikanischer Spezialeffektkünstler
- Shearmur, Allison (1963–2018), US-amerikanische Filmproduzentin
- Shearmur, Ed (* 1966), britischer Filmmusikkomponist
- Shearmur, Jeremy (* 1948), australischer Philosophiedozent und Leiter der philosophischen Fakultät der Australian National University
- Shears, Curtis (1901–1988), US-amerikanischer Degenfechter
- Shears, Jake (* 1978), US-amerikanischer SängerJake Shears (* 1978)

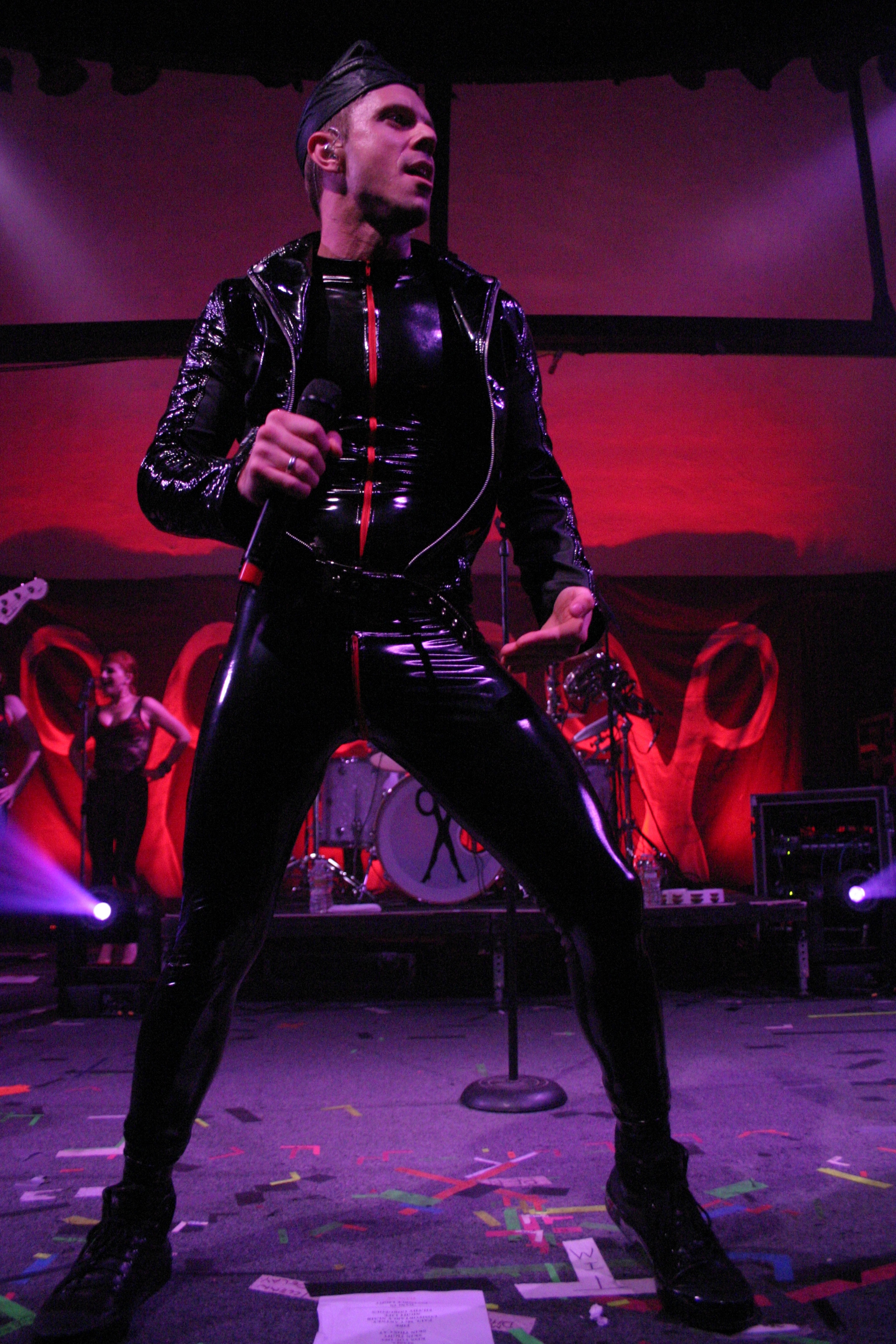
Jake Shears (* 1978)

- Shears, Philip James (1887–1972), britischer Generalmajor
- Shearsby, Billy-Joe (* 1972), australischer Radrennfahrer
- Shearsby, Errol, südafrikanischer Autorennfahrer
- Shearsmith, Paul (* 1946), britischer Musiker (Trompete), Architekt und Instrumentenbauer
- Sheary, Conor (* 1992), US-amerikanischer Eishockeyspieler
- Sheath, Racquel (* 1994), neuseeländische Radsportlerin
- Sheats, Charles Christopher (1839–1904), US-amerikanischer Rechtsanwalt und Politiker

### Sheb
- Shebani, Khalid, libyscher Radrennfahrer
- Shebe, Bothloko (* 1971), lesothischer Leichtathlet
- Shebib, Donald (1938–2023), kanadischer Filmregisseur
- Shebib, Mohamed Mamdouh (* 1989), ägyptischer Handballspieler

### Shec
- Shechter, Hofesh (* 1975), israelischer Tänzer und Choreograf
- Shechter, Itay (* 1987), israelischer Fußballspieler
- Shechtman, Dan (* 1941), israelischer Physiker
- Sheckler, Ryan (* 1989), US-amerikanischer SkaterRyan Sheckler (* 1989)

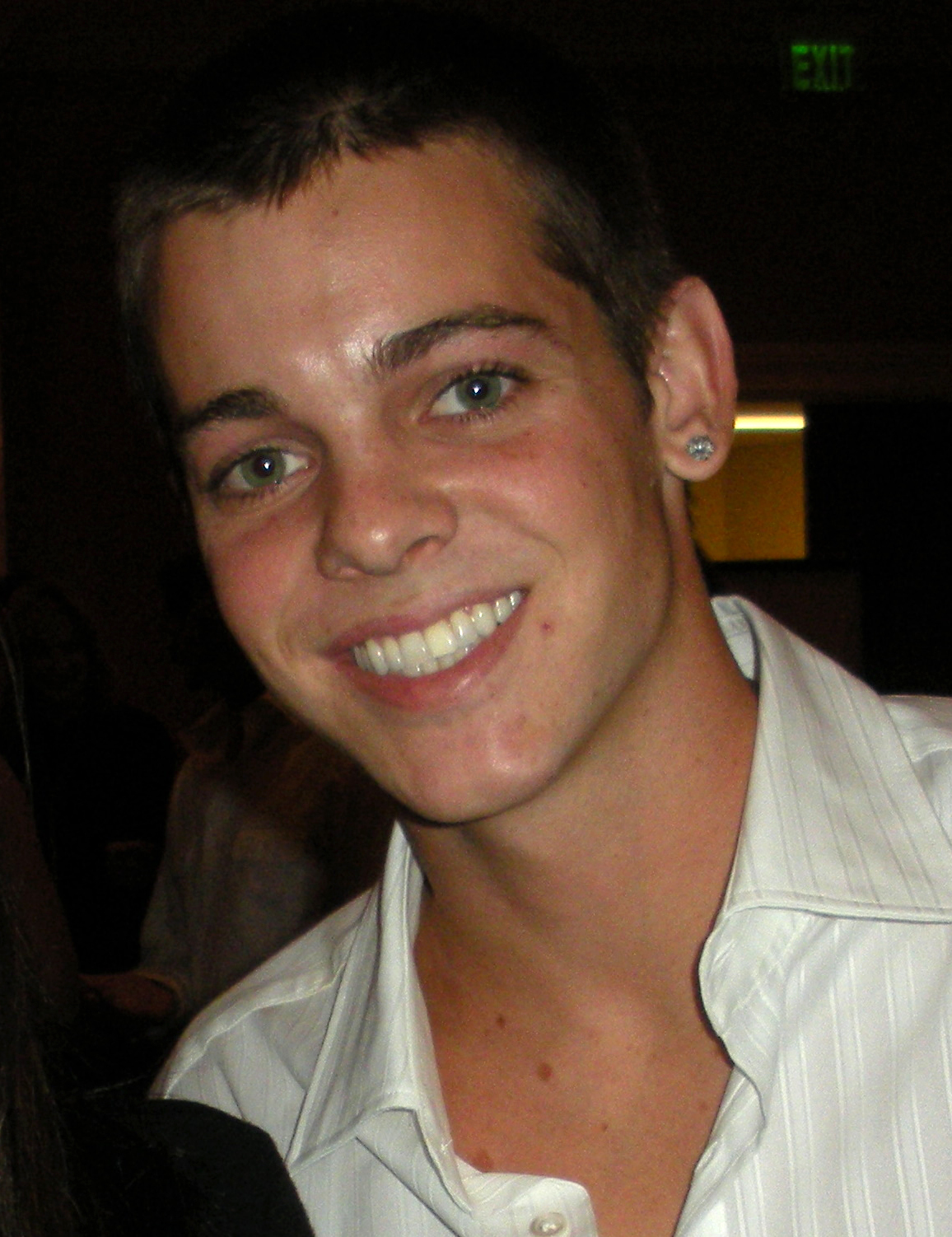
Ryan Sheckler (* 1989)

- Sheckley, Robert (1928–2005), US-amerikanischer Schriftsteller

### Shed
- Shedd, Ben, US-amerikanischer Filmregisseur, -produzent und Drehbuchautor
- Shedd, Hibbard H. (1847–1905), US-amerikanischer Politiker
- Shedd, Marjory (1926–2008), kanadische Badminton- und Volleyballspielerin
- Shedden, Doug (* 1961), kanadischer Eishockeyspieler und -trainer

### Shee
- Shée, Henri (1739–1820), französischer Politiker
- Shee, Martin Archer (1769–1850), irischer Maler
- Sheean, Edward (1923–1942), australischer Matrose im Zweiten Weltkrieg
- Sheean, Eron (* 1976), australischer Filmregisseur und Drehbuchautor
- Sheean, Vincent (1899–1975), US-amerikanischer Journalist und Autor
- Sheeb, Saad al- (* 1990), katarischer Fußballtorhüter
- Sheed, Frank (1897–1981), australischer Theologe
- Sheedy, Ally (* 1962), US-amerikanische SchauspielerinAlly Sheedy (* 1962)

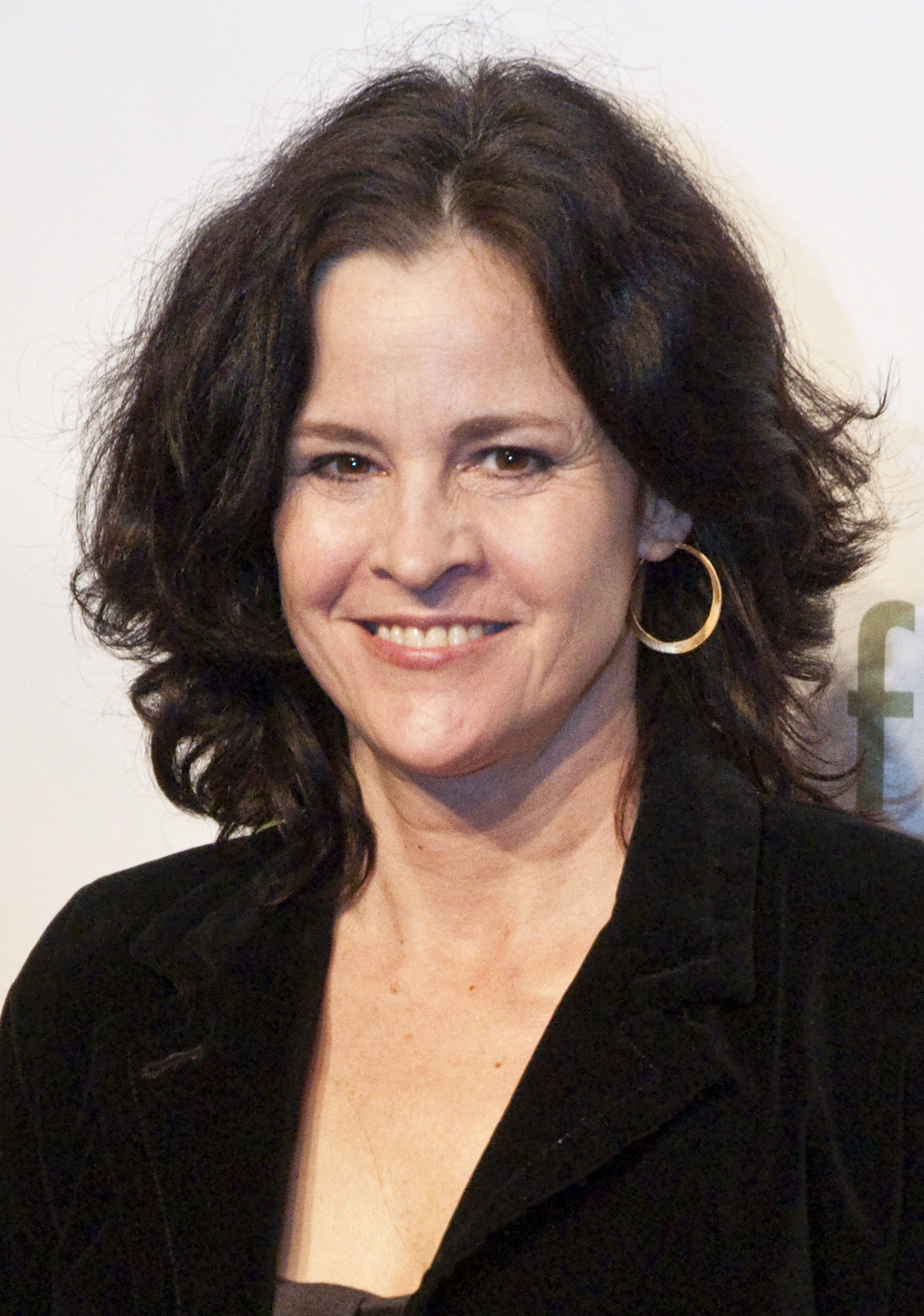
Ally Sheedy (* 1962)

- Sheedy, Kevin (* 1959), irischer Fußballspieler
- Sheedy-Ryan, Felicity (* 1985), australische Triathletin
- Sheehan, Billy (* 1953), US-amerikanischer Bassist
- Sheehan, Bobby (* 1949), US-amerikanischer Eishockeyspieler
- Sheehan, Cindy (* 1957), US-amerikanische Friedensaktivistin
- Sheehan, Con (* 1989), irischer Boxer
- Sheehan, Conor (* 1993), irischer Politiker
- Sheehan, Cristina (* 1998), australische Synchronschwimmerin
- Sheehan, Daniel (* 1945), US-amerikanischer Jurist und politischer Aktivist
- Sheehan, Dessie (* 1949), irischer Snookerspieler
- Sheehan, Douglas (1949–2024), amerikanischer Schauspieler
- Sheehan, Gary (* 1964), kanadisch-schweizerischer Eishockeytrainer
- Sheehan, Heather (* 1961), US-amerikanische Performance- und Installationskünstlerin
- Sheehan, James J. (* 1937), amerikanischer Historiker, Professor für Geschichte an der Stanford-Universität
- Sheehan, John C. (1915–1992), US-amerikanischer Chemiker und Professor für organische Chemie
- Sheehan, Kelly (* 1983), US-amerikanische Songschreiberin und Toningenieurin
- Sheehan, Lyndon (* 1988), neuseeländischer Freestyle-Skisportler
- Sheehan, Michael Jarboe (1939–2023), US-amerikanischer Geistlicher und römisch-katholischer Erzbischof von Santa Fe
- Sheehan, Neil (1936–2021), amerikanischer Journalist und Buchautor
- Sheehan, Pat (* 1958), nordirischer Politiker der Sinn Féin, Mitglied der IRA und Hungerstreikender
- Sheehan, Patrick Augustine (1852–1913), irischer römisch-katholischer Priester und Schriftsteller
- Sheehan, Patrick Francis (1932–2012), irischer Ordensgeistlicher, römisch-katholischer Bischof
- Sheehan, Patrick Joseph (1933–2020), irischer Politiker
- Sheehan, Patty (* 1956), US-amerikanische Golferin
- Sheehan, Riley (* 2000), US-amerikanischer Radrennfahrer
- Sheehan, Robert (* 1988), irischer SchauspielerRobert Sheehan (* 1988)

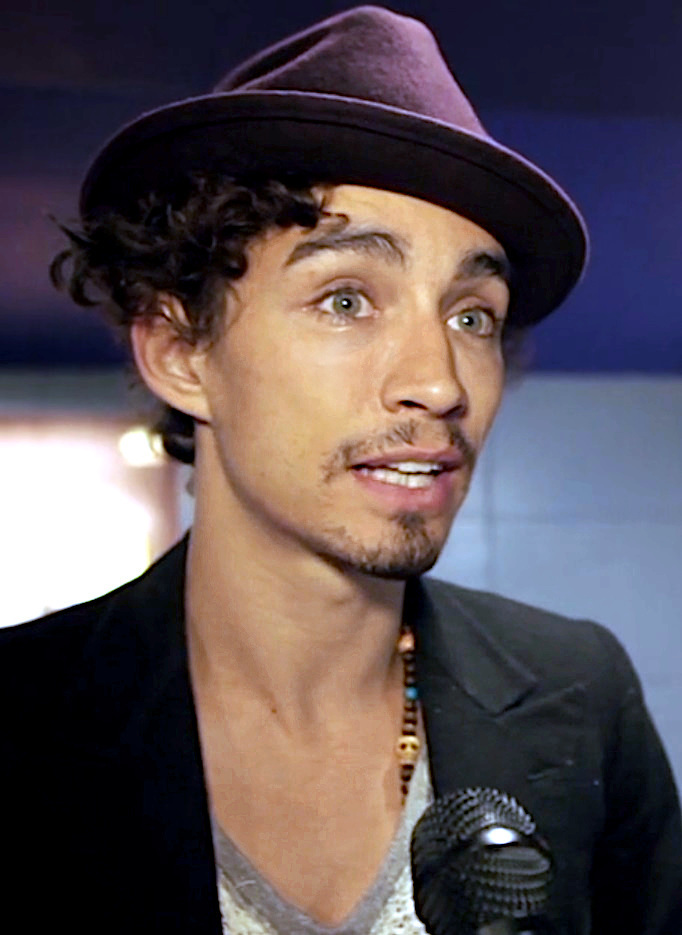
Robert Sheehan (* 1988)

- Sheehan, Timothy P. (1909–2000), US-amerikanischer Politiker
- Sheehan, William F. (1859–1917), US-amerikanischer Rechtsanwalt und Politiker
- Sheehey, Tom (* 1965), US-amerikanisch-irischer Basketballspieler
- Sheehy, Gail (1936–2020), US-amerikanische Autorin und Journalistin
- Sheehy, Kathy (* 1970), US-amerikanische Wasserballspielerin
- Sheehy, Maurice (1928–1991), irischer Altphilologe, Paläograph und Kirchenhistoriker
- Sheehy, Rick (* 1959), US-amerikanischer Politiker
- Sheehy, Tim (* 1985), US-amerikanischer Politiker (Republikanische Partei)
- Sheehy-Skeffington, Hanna (1877–1946), irische Suffragette und Menschenrechtlerin
- Sheek Louch (* 1975), US-amerikanischer Rapper
- Sheel, Jarritt (1976–2022), US-amerikanischer Jazzmusiker (Trompete) und Hochschullehrer
- Sheela (* 1942), indische Schauspielerin des Malayalam-Films
- Sheela, Ma Anand (* 1949), indische Sekretärin und zeitweise Sprecherin sowie rechte Hand des Gurus Bhagwan Shree Rajneesh
- Sheeler, Charles (1883–1965), US-amerikanischer Maler und Fotograf
- Sheeley, Sharon (1940–2002), US-amerikanische Songschreiberin
- Sheels, Christopher, Sklave von George Washington
- Sheen, Charlie (* 1965), US-amerikanischer SchauspielerCharlie Sheen (* 1965)

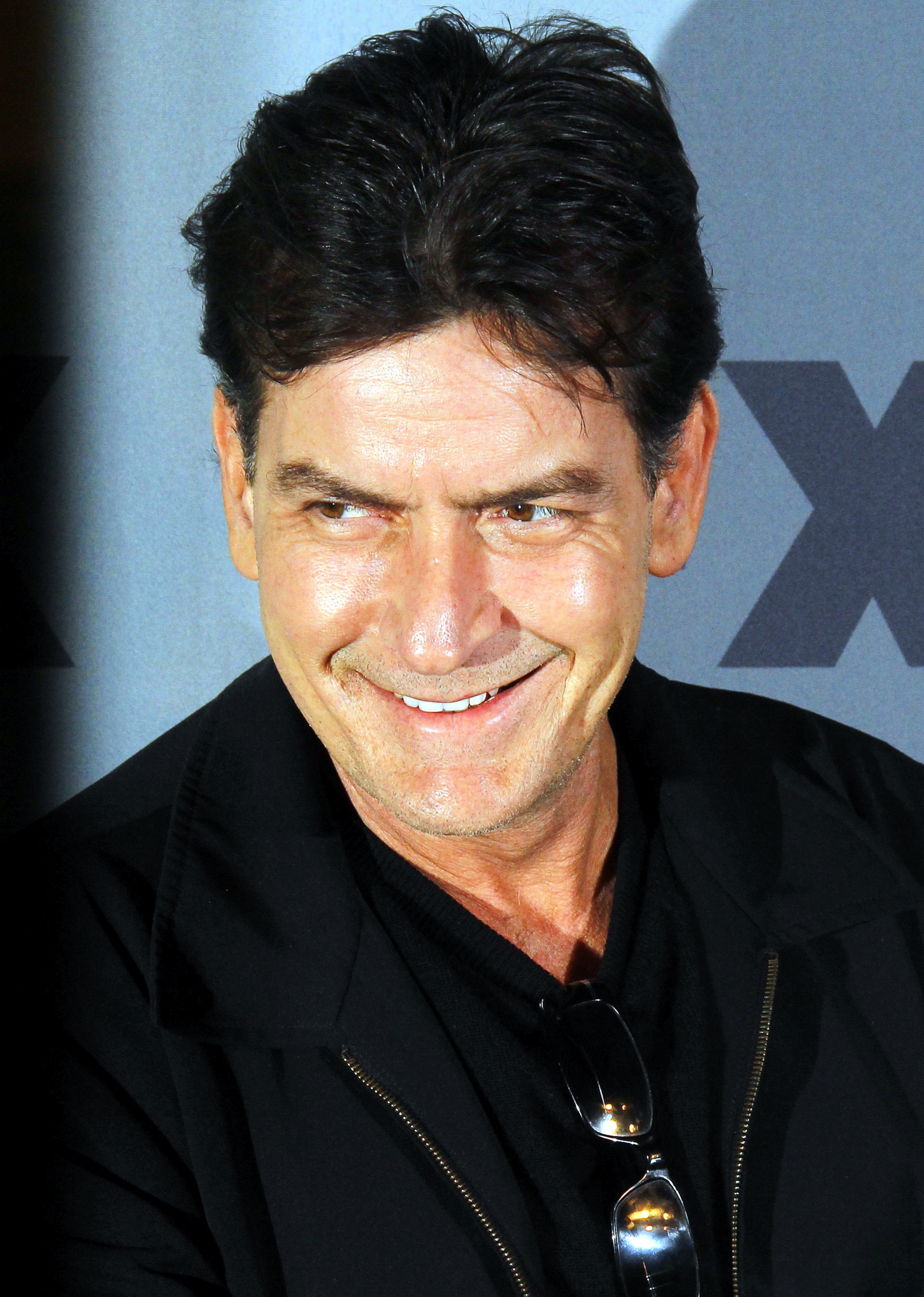
Charlie Sheen (* 1965)

- Sheen, Fulton J. (1895–1979), US-amerikanischer Bischof, Moderator, Autor
- Sheen, Gillian (1928–2021), britische Fechterin
- Sheen, Janet (* 1944), US-amerikanische Filmproduzentin
- Sheen, Martin (* 1940), US-amerikanischer Schauspieler
- Sheen, Michael (* 1969), walisischer Schauspieler
- Sheen, Mickey (1927–1987), US-amerikanischer Jazz-Schlagzeuger
- Sheen, Ruth (* 1952), britische Schauspielerin
- Sheena, Nellickal Verkay (* 1992), indische Leichtathletin
- Sheene, Barry (1950–2003), britischer Motorradrennfahrer
- Sheepshanks, Anne (1789–1876), britische Mäzenin
- Sheepshanks, John (1834–1912), britischer Geistlicher, Bischof von Norwich
- Sheer, Gordy (* 1971), US-amerikanischer Rennrodler
- Sheer, Ireen (* 1949), deutsch-britische Schlagersängerin und Schauspielerin
- Sheeran, Ed (* 1991), britischer Singer-SongwriterEd Sheeran (* 1991)

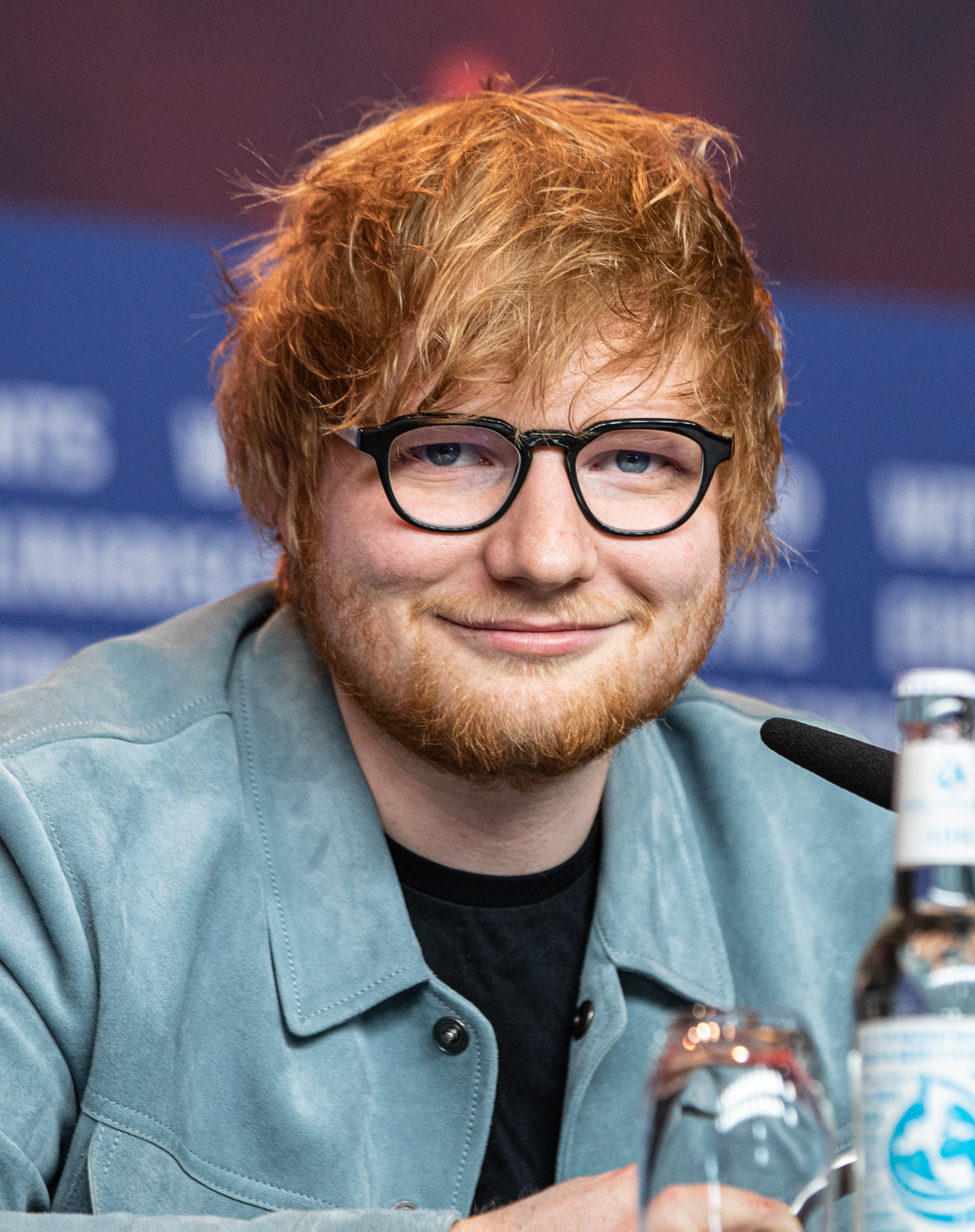
Ed Sheeran (* 1991)

- Sheeran, Frank (1920–2003), US-amerikanischer Mobster und Auftragsmörder der Cosa Nostra
- Sheeran, Josette (* 1954), US-amerikanische Journalistin, UN-Sondergesandte für Haiti
- Sheerer, Gary (* 1947), US-amerikanischer Wasserballspieler
- Sheerin, Paul (* 1974), schottischer Fußballspieler und -trainer
- Sheets, John M. (1854–1940), US-amerikanischer Jurist und Politiker
- Sheets, John Richard (1922–2003), US-amerikanischer römisch-katholischer Ordensgeistlicher, Weihbischof in Fort Wayne-South Bend
- Sheets, Millard (1907–1989), US-amerikanischer Maler, Grafiker, Mosaizist, Architekt, Designer und Kunstpädagoge
- Sheetz, Michael, Zellbiologe an der Columbia University

### Shef
- Sheff, Donald (* 1931), US-amerikanischer Schwimmer
- Sheff, Will (* 1976), US-amerikanischer Gitarrist und Sänger
- Sheffer, Craig (* 1960), US-amerikanischer Schauspieler
- Sheffer, Daniel (1783–1880), US-amerikanischer Politiker
- Sheffer, Doron (* 1972), israelischer Basketballspieler
- Sheffer, Henry Maurice (1882–1964), US-amerikanischer Logiker
- Sheffey, Daniel (1770–1830), US-amerikanischer Politiker
- Sheffield, Bill (1928–2022), US-amerikanischer Politiker
- Sheffield, Charles (1935–2002), US-amerikanischer Mathematiker, Physiker und Autor
- Sheffield, Edmund, 2. Duke of Buckingham and Normanby (1716–1735), britischer Adliger
- Sheffield, Frederick (1902–1971), US-amerikanischer Ruderer
- Sheffield, Frisbee, britische Philosophiehistorikerin
- Sheffield, Jeremy (* 1966), britischer Schauspieler und Balletttänzer
- Sheffield, John, 1. Duke of Buckingham and Normanby (1648–1721), englischer Staatsmann und DichterJohn Sheffield, 1. Duke of Buckingham and Normanby (1648–1721)

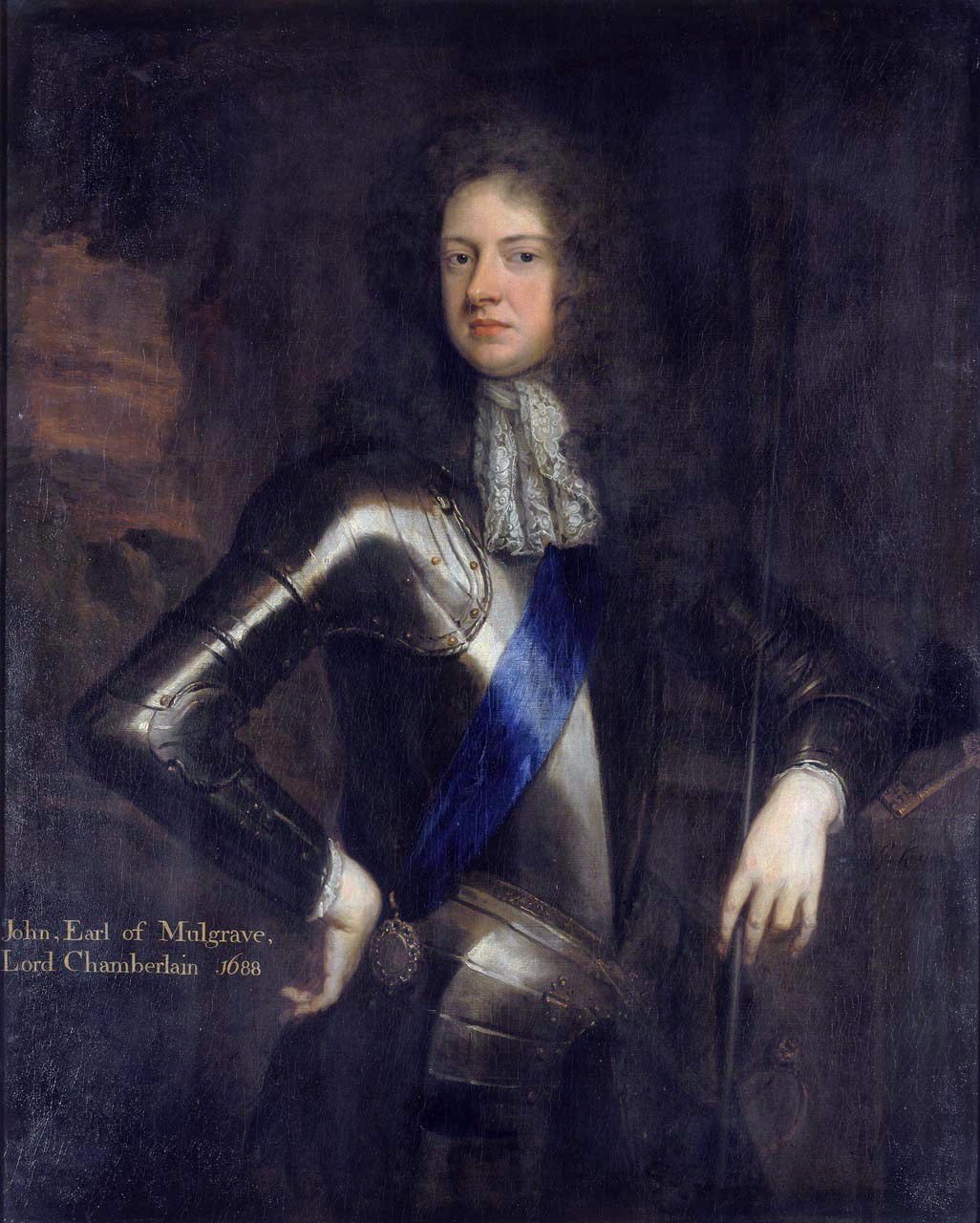
John Sheffield, 1. Duke of Buckingham and Normanby (1648–1721)

- Sheffield, Johnny (1931–2010), US-amerikanischer Filmschauspieler
- Sheffield, Magnus (* 2002), US-amerikanischer Radrennfahrer
- Sheffield, Scott (* 1973), US-amerikanischer Mathematiker und Hochschullehrer
- Sheffield, Washington W. (1827–1897), amerikanischer Zahnchirurg
- Sheffield, William Paine (1820–1907), US-amerikanischer Politiker
- Sheffield, William Paine junior (1857–1919), US-amerikanischer Politiker
- Shefflin, Henry (* 1979), irischer Hurling-Spieler
- Shefi, George (* 1931), israelischer Holocaust-Überlebender
- Shefland, Alan L. (* 1943), US-amerikanischer Filmeditor
- Shefrin, Hersh (* 1948), kanadischer Finanzwissenschaftler
- Shefter, Bert (1902–1999), US-amerikanischer Musiker (Piano), Arrangeur und Komponist russischer Herkunft
- Shefton, Brian B. (1919–2012), britischer Klassischer Archäologe

### Sheg
- Shegumo, Yared (* 1983), polnischer Langstreckenläufer

### Sheh
- Sheh, Charmaine (* 1975), chinesische Filmschauspielerin
- Shehab, Mohammed (* 1976), Snookerspieler aus den Vereinigten Arabischen Emiraten
- Shehab, Moufed Mahmoud (* 1936), ägyptischer Politiker
- Shehadeh, Bassel (1984–2012), syrischer Filmemacher
- Shehadeh, Raja (* 1951), palästinensischer Rechtsanwalt und SchriftstellerRaja Shehadeh (* 1951)

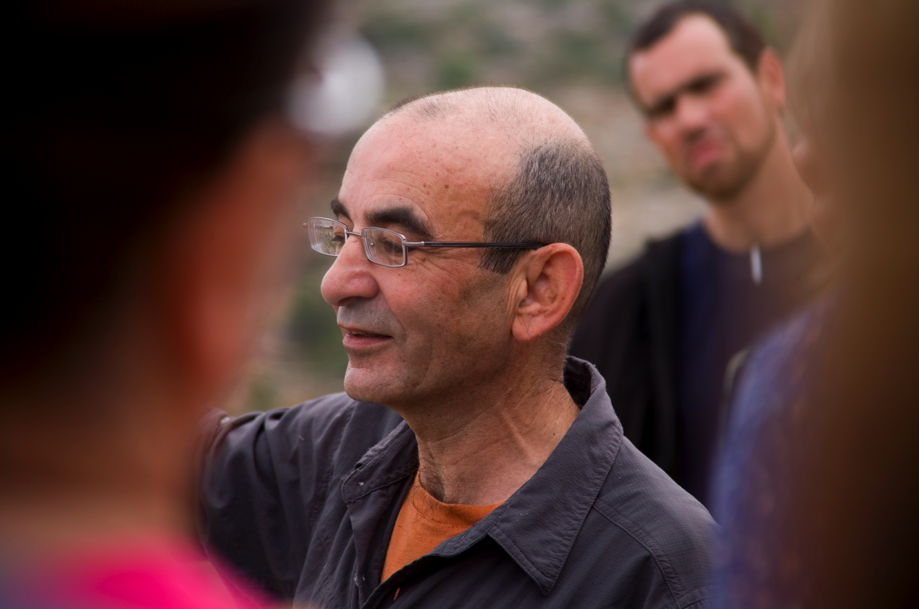
Raja Shehadeh (* 1951)

- Shehan, Abdullah al- (* 1976), saudi-arabischer Fußballspieler
- Shehan, Lawrence (1898–1984), US-amerikanischer Geistlicher, Erzbischof von Baltimore und Kardinal der römisch-katholischen Kirche
- Shehani, Lekha (* 1993), sri-lankische Badmintonspielerin
- Shehani, Malsha (* 1995), sri-lankische Cricketspielerin
- Shehata, Abdel-Rahim (* 1940), ägyptischer Politiker
- Shehata, Hassan (* 1949), ägyptischer Fußballspieler und -trainer
- Shehata, Hazem (* 1998), katarisch-ägyptischer Fußballspieler
- Shehata, Nabil (* 1980), deutsch-ägyptischer Dirigent und Kontrabassist
- Shehi, Orges (* 1977), albanischer Fußballtorhüter
- Shehri, Saleh al- (* 1993), saudi-arabischer Fußballspieler
- Shehri, Yahya Al- (* 1990), saudi-arabischer Fußballspieler
- Shehu, Abdullahi (* 1993), nigerianischer Fußballspieler
- Shehu, Enkelejda (* 1969), albanische Sportschützin
- Shehu, Manushaqe (* 1965), albanische Generalin
- Shehu, Mehmet (1913–1981), albanischer Politiker und Premierminister des kommunistischen AlbaniensMehmet Shehu (1913–1981)

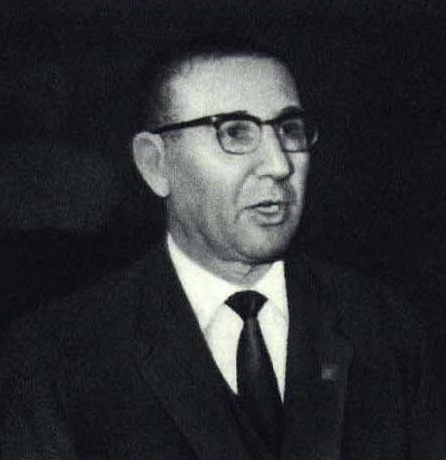
Mehmet Shehu (1913–1981)

### Shei
- Sheik, Duncan (* 1969), US-amerikanischer Singer-Songwriter und Gitarrist
- Sheik, Emerson (* 1978), brasilianisch-katarischer Fußballspieler
- Sheik, Sammy (* 1981), ägyptischer Schauspieler
- Sheik-Bahae, Mansoor (* 1956), US-amerikanischer Physiker
- Sheika, Omar (* 1977), US-amerikanischer Boxer
- Sheikh Abubakr Ahmad (* 1939), indischer Führer der traditionalistischen sunnitischen Muslime
- Sheikh Attar, Ali Reza (* 1952), iranischer Politiker und Diplomat
- Sheikh el-Ard, Medhat (1900–2001), saudi-arabischer Arzt und Diplomat
- Sheikh Muszaphar Shukor (* 1972), malaysischer Raumfahrer
- Sheikh Nasir Ahmad († 2000), Imam der islamischen Konfession Ahmadiyya Muslim Jamaat
- Sheikh Noor-ud-din Wali (1377–1438), kaschmirischer Sufi und Dichter
- Sheikh Walid Al-Shamsan (* 1980), einer von zehn Imamen in der heiligen Moschee in Mekka
- Sheikh, Fazal (* 1965), US-amerikanischer Fotograf
- Sheikh, Malika Amar (* 1957), indische Autorin
- Sheikh, Mohamed, Baron Sheikh (1941–2022), britischer Politiker, Unternehmer und Wirtschaftsmanager
- Sheikh, Nilima (* 1945), indische Malerin
- Sheikha Hoor al-Qasimi (* 1980), emiratische Kuratorin und Kunstmanagerin
- Sheikhan, Shawn (* 1969), iranischer Pokerspieler
- Sheikholeslam, Hussein (1952–2020), iranischer Diplomat und Politiker
- Sheil, Bernard James (1888–1969), Weihbischof in Chicago
- Sheil, Justin (1803–1871), britischer Botschafter
- Sheil, Kate Lyn (* 1985), US-amerikanische Schauspielerin
- Sheil, Norman (1932–2018), englischer Radrennfahrer
- Sheila (* 1945), französische Pop-Sängerin
- Sheila (* 1984), deutsche Volksmusik- und Schlagerinterpretin persischer Abstammung
- Sheila E. (* 1957), US-amerikanische Musikerin
- Sheiles, Bert (* 1911), australischer Speerwerfer
- Sheiman, Susana (* 1973), spanische Jazzmusikerin (Gesang, Komposition)
- Shein, Ali Mohamed (* 1948), tansanischer Vizepräsident und Präsident von Sansibar
- Shein, Rocco (* 2003), estnischer Fußballspieler
- Sheinbaum, Claudia (* 1962), mexikanische Wissenschaftlerin, Politikerin, Regierungschefin von Mexiko-Stadt und mexikanische StaatspräsidentinClaudia Sheinbaum (* 1962)

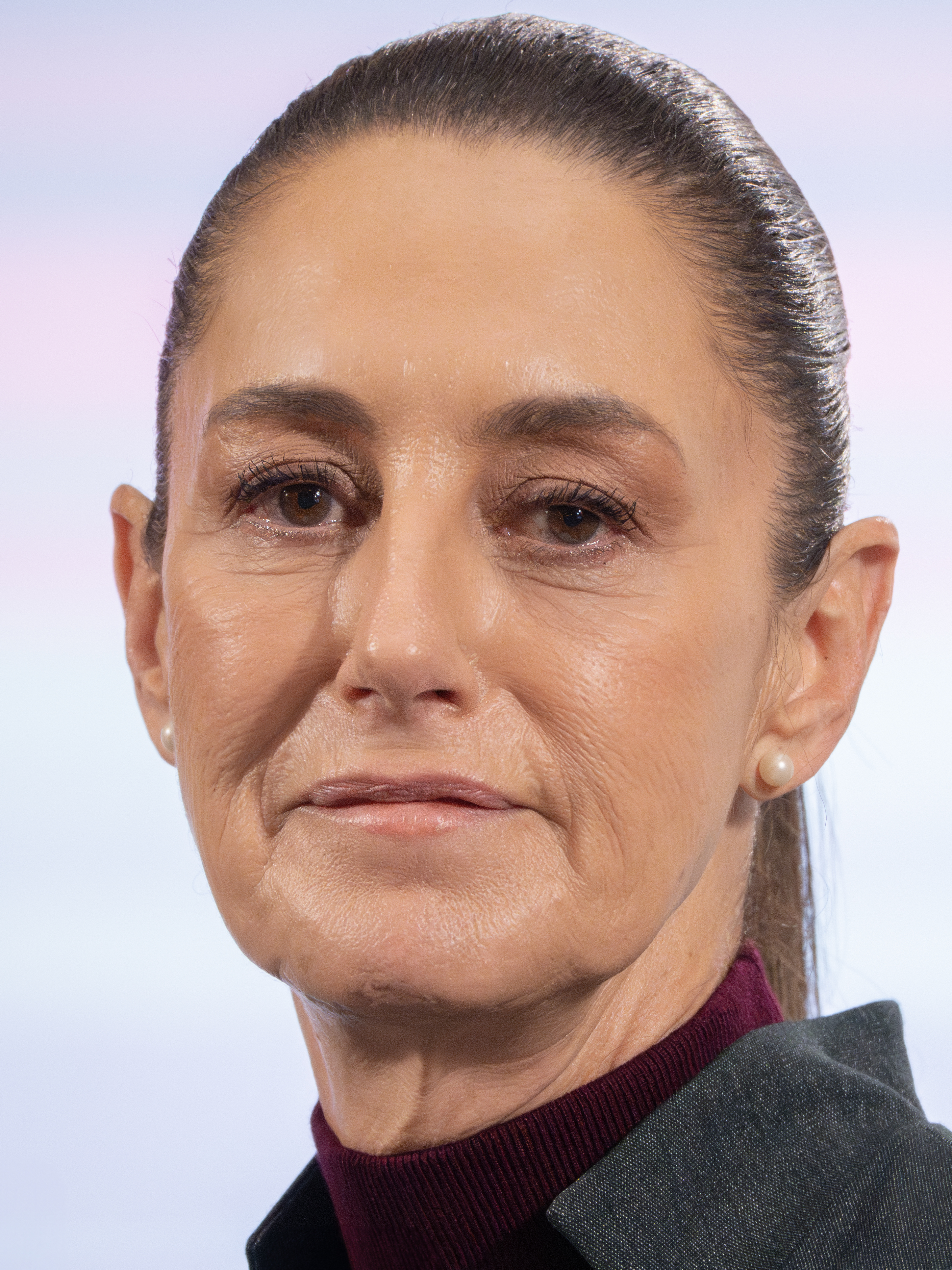
Claudia Sheinbaum (* 1962)

- Sheinberg, Sidney (1935–2019), US-amerikanischer Manager und Filmproduzent
- Sheindlin, Judith (* 1942), amerikanische Fernsehrichterin
- Sheiner, David (* 1928), US-amerikanischer Schauspieler
- Sheinkman, Mordechai (* 1926), israelischer Komponist

### Shej
- Shejbal, Michal (* 1985), slowakischer Handballspieler

### Shek
- Shek, Cheuk-ying (* 2005), chinesische Tennisspielerin (Hongkong)
- Shek, Dean (1949–2021), chinesischer Schauspieler und Produzent
- Shek, Zeev (1920–1978), israelischer Diplomat und Überlebender des Holocaust
- Shekarabi, Ardalan (* 1978), schwedischer Politiker und Minister
- Shekarau, Malam Ibrahim (* 1955), nigerianischer Politiker
- Shekau, Abubakar († 2021), nigerianischer Islamist
- Shekelle, Myron (* 1964), US-amerikanischer Primatologe und Anthropologe
- Shekhar, Chandra (1927–2007), indischer Politiker, Premierminister Indiens
- Shekhar, Hansda Sowvendra (* 1983), indischer Autor
- Shekhar, James (* 1967), indischer Geistlicher, römisch-katholischer Bischof von Buxar
- Shekhawat, Bhairon Singh (1923–2010), indischer Politiker
- Shekshnia, Stanislav (* 1964), russischer Unternehmer, Professor für Unternehmertum und Familienunternehmen

### Shel
- Shelah, Ofer (* 1960), israelischer Politiker
- Shelah, Saharon (* 1945), israelischer Mathematiker
- Shelbayh, Abedallah (* 2003), jordanischer TennisspielerAbedallah Shelbayh (* 2003)

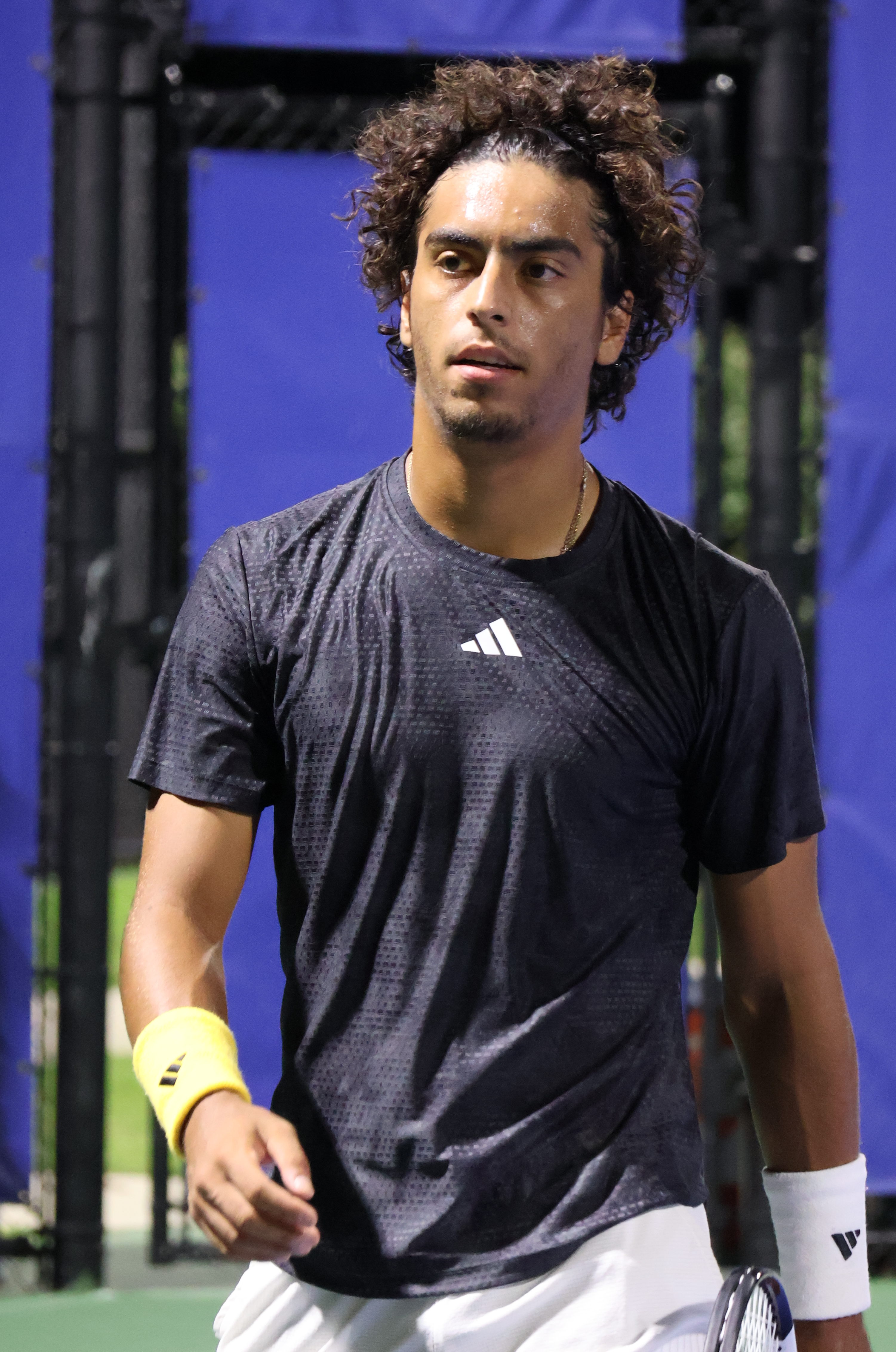
Abedallah Shelbayh (* 2003)

- Shelbia, Yael (* 2001), israelisches Model, Schauspielerin und Influencerin
- Shelbourne, Keneisha (* 2006), trinidadisch-tobagische Leichtathletin
- Shelby, Carroll (1923–2012), US-amerikanischer Autorennfahrer, Konstrukteur und UnternehmerCarroll Shelby (1923–2012)

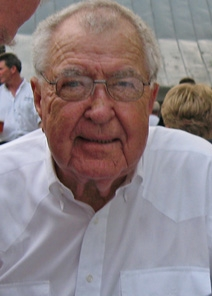
Carroll Shelby (1923–2012)

- Shelby, Derrick (* 1989), US-amerikanischer American-Football-Spieler
- Shelby, Isaac (1750–1826), US-amerikanischer Politiker, Gouverneur Kentuckys und Offizier
- Shelby, Marcus (* 1966), amerikanischer Jazzmusiker (Kontrabass, Komposition)
- Shelby, Richard (* 1934), US-amerikanischer Politiker
- Shelden, Carlos D. (1840–1904), US-amerikanischer Politiker
- Sheldon, Ben C. (* 1967), britischer Ornithologe
- Sheldon, Charles (1655–1739), schwedischer Schiffbauer
- Sheldon, Charles H. (1840–1898), US-amerikanischer Politiker
- Sheldon, Chris (* 1962), englischer Musikproduzent
- Sheldon, Donald Thomas (1930–2015), US-amerikanischer Radrennfahrer
- Sheldon, Dyan, US-amerikanische Schriftstellerin
- Sheldon, Edward Stevens (1851–1925), US-amerikanischer Romanist, Französist, Italianist, Germanist, Mediävist und Etymologe
- Sheldon, Frederick H. (* 1951), US-amerikanischer Ornithologe
- Sheldon, George (1874–1907), US-amerikanischer Wasserspringer
- Sheldon, George L. (1870–1960), US-amerikanischer Politiker
- Sheldon, Gilbert (1598–1677), Erzbischof von Canterbury
- Sheldon, Gilbert Ignatius (1926–2023), US-amerikanischer Geistlicher, römisch-katholischer Bischof von Steubenville
- Sheldon, Jack (1931–2019), US-amerikanischer Schauspieler, Sänger und Jazz-Trompeter
- Sheldon, Jackie (1888–1941), englischer Fußballspieler
- Sheldon, Jennie Maria Arms (1852–1938), US-amerikanische Biologin
- Sheldon, John (* 1946), britischer Autorennfahrer
- Sheldon, Kathleen (* 1952), US-amerikanische Historikerin, sie schreibt hauptsächlich über afrikanische Frauen
- Sheldon, Kerrin, US-amerikanischer Journalist und Dokumentarfilmer
- Sheldon, Lewis (1874–1960), US-amerikanischer Leichtathlet
- Sheldon, Lionel Allen (1828–1917), US-amerikanischer Politiker
- Sheldon, Porter (1831–1908), US-amerikanischer Politiker
- Sheldon, Richard (1878–1935), US-amerikanischer Leichtathlet
- Sheldon, Robert, Baron Sheldon (1923–2020), britischer Politiker (Labour Party)
- Sheldon, Shawn (* 1964), US-amerikanischer Ringer
- Sheldon, Sidney (1917–2007), US-amerikanischer Schriftsteller und Drehbuchautor
- Sheldon, William (1898–1977), US-amerikanischer Mediziner und Psychologe
- Sheldon, Wilmon Henry (1875–1980), US-amerikanischer Philosoph
- Sheldrake, Cosmo (* 1989), britischer Musiker, Komponist und Musikproduzent
- Sheldrake, Rupert (* 1942), britischer Autor und Biologe
- Sheldrick, Daphne (1934–2018), kenianische Gründerin einer Elefanten-Aufzuchtstation
- Sheldrick, David (1919–1977), britischer Gründer des Tsavo-East-Nationalpark in Kenia und Tierforscher
- Sheldrick, George M. (1942–2025), britischer Chemiker und Hochschullehrer
- Sheldrick, John (* 1939), britischer Diskuswerfer und Kugelstoßer
- Sheléa (* 1980), US-amerikanische Sängerin, Pianistin und KomponistinSheléa (* 1980)

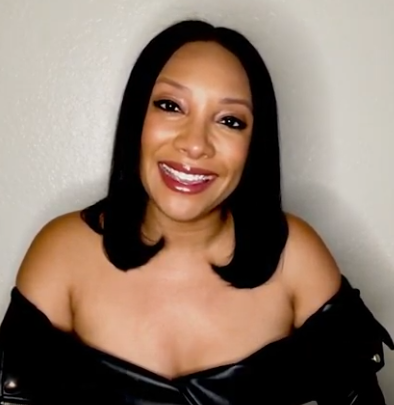
Sheléa (* 1980)

- Shelef, Gur (* 1974), israelischer Basketballspieler
- Shelehova, Ekaterina (* 1995), russische Opernsängerin
- Shelev, Shivko (* 1955), bulgarischer Opernsänger (Tenor)
- Shelford, Robert Walter Campbell (1872–1912), britischer Naturforscher und Entomologe
- Shell, Art (* 1946), US-amerikanischer American-Football-Spieler
- Shell, Donald L. (1924–2015), US-amerikanischer Ingenieur und Informatiker
- Shell, George W. (1831–1899), US-amerikanischer Politiker
- Shell, Karl (* 1938), US-amerikanischer Wirtschaftswissenschaftler
- Shell, Kurt Leo (1920–2018), amerikanisch-deutscher Politikwissenschaftler österreichischer Herkunft
- Shellabarger, Samuel (1817–1896), US-amerikanischer Politiker
- Shellback (* 1985), schwedischer Musikproduzent und Songwriter
- Shellen, Stephen (* 1957), kanadischer Schauspieler und Maler
- Shellenberger, Michael (* 1971), amerikanischer Autor und PR-Fachmann
- Sheller, Marty (1940–2022), US-amerikanischer Jazzmusiker
- Sheller, Mimi (* 1967), Professorin für Soziologie
- Shelley FKA DRAM (* 1988), US-amerikanischer Rapper
- Shelley, Alex (* 1983), US-amerikanischer WrestlerAlex Shelley (* 1983)

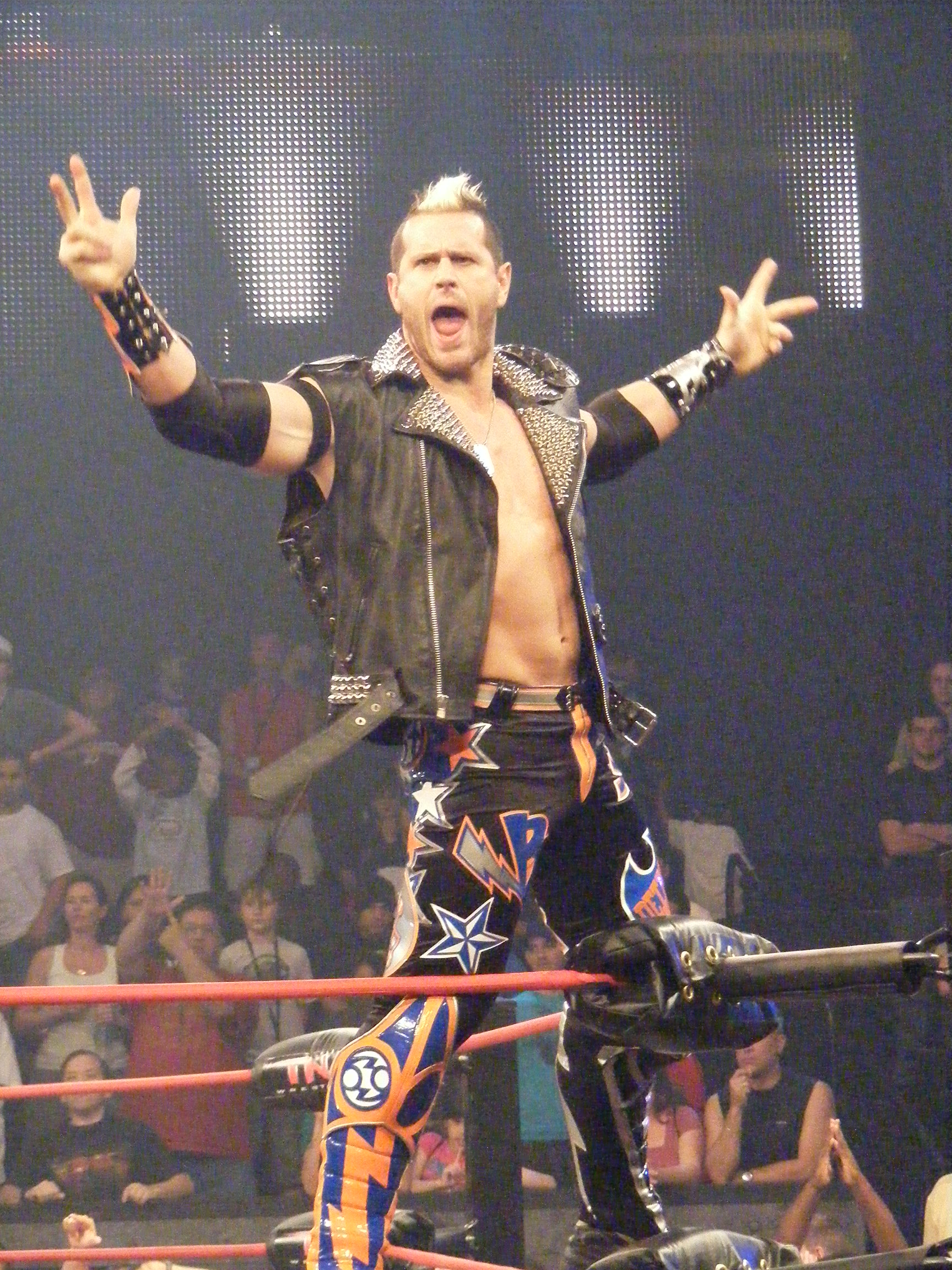
Alex Shelley (* 1983)

- Shelley, Alexander (* 1979), britischer Dirigent und Cellist
- Shelley, Barbara (1932–2021), britische Schauspielerin
- Shelley, Bruce, US-amerikanischer Game Designer
- Shelley, Carole (1939–2018), britische Schauspielerin
- Shelley, Charles M. (1833–1907), US-amerikanischer Architekt, Bauunternehmer und Politiker sowie konföderierter Offizier
- Shelley, Cindy (* 1960), britische Schauspielerin
- Shelley, Duke (* 1996), US-amerikanischer Footballspieler
- Shelley, George Ernest (1840–1910), britischer Geologe und Ornithologe
- Shelley, Harry Rowe (1858–1947), US-amerikanischer Organist, Komponist und Musikpädagoge
- Shelley, Jody (* 1976), kanadischer Eishockeyspieler
- Shelley, John (1905–1974), US-amerikanischer Politiker
- Shelley, Kenneth (* 1951), US-amerikanischer Eiskunstläufer
- Shelley, Louise (* 1952), US-amerikanische Kriminalitäts- und Terrorismusforscherin
- Shelley, Mary (1797–1851), englische SchriftstellerinMary Shelley (1797–1851)

Mary Shelley (1797–1851)

- Shelley, Michael (* 1983), australischer Marathonläufer
- Shelley, Percy Bysshe (1792–1822), englischer Schriftsteller
- Shelley, Pete (1955–2018), britischer Musiker
- Shelley, Rachel (* 1969), englische Schauspielerin
- Shellito, Ken (1940–2018), englischer Fußballspieler
- Shellshock, Shifty (1974–2024), US-amerikanischer RapperShifty Shellshock (1974–2024)

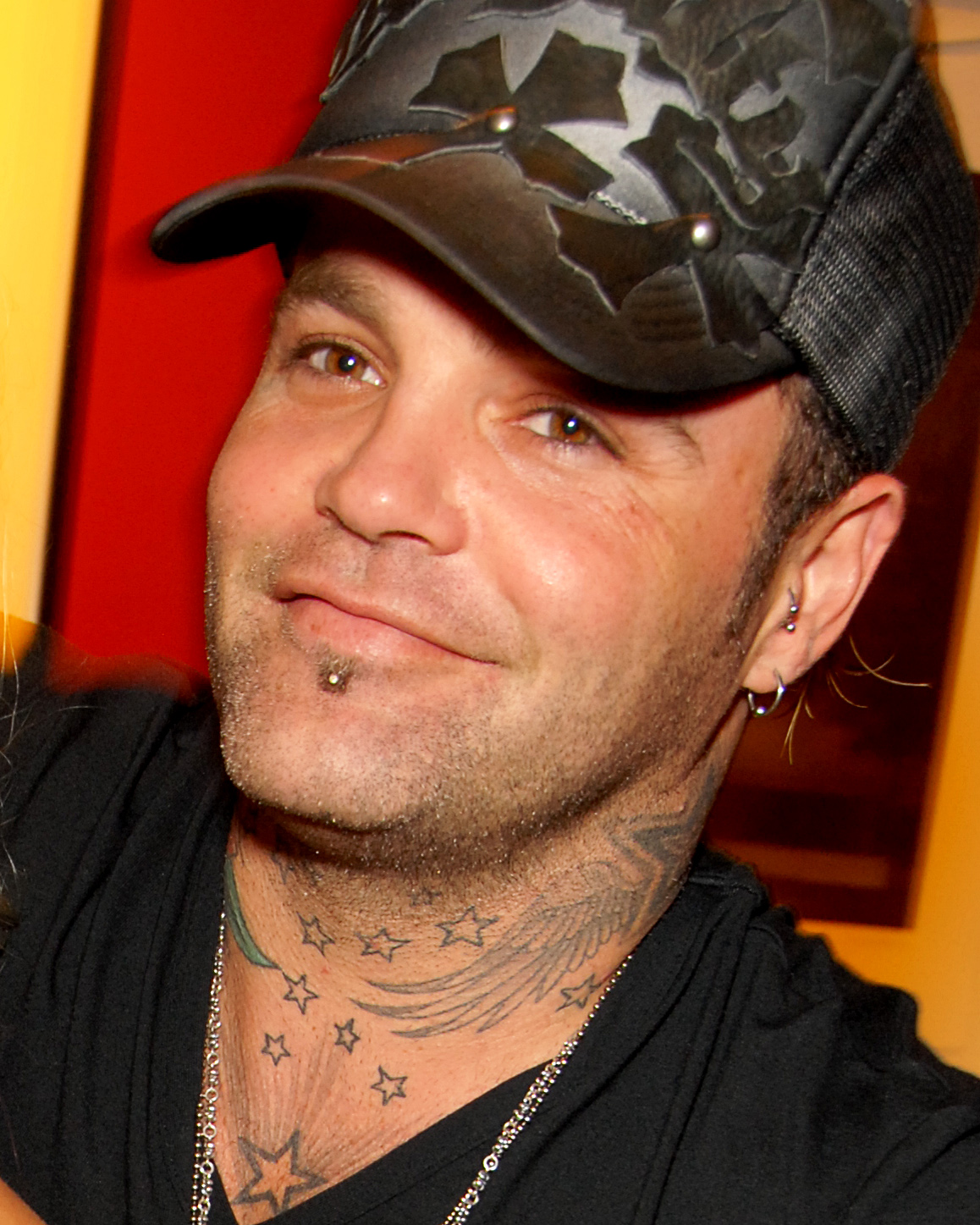
Shifty Shellshock (1974–2024)

- Shelly, Adrienne (1966–2006), US-amerikanische Schauspielerin
- Shelly, Arthur (1841–1902), britischer Landschaftsmaler der Düsseldorfer Schule
- Shelly, Gabriel (* 1968), irischer Boccia-Spieler
- Shelly, Randy (* 1994), US-amerikanischer Schauspieler und Model
- Shelly, Tony (1937–1998), neuseeländischer Automobilrennfahrer
- Shelmerdine, Cynthia W., US-amerikanische Klassische Philologin, Archäologin und Mykenologin
- Shelok Dolma (* 1987), chinesische Ringerin
- Shelstad, Diana (* 1947), australisch-US-amerikanische Mathematikerin
- Shelton, Ajaramu († 2006), US-amerikanischer Jazzmusiker (Schlagzeug, Perkussion)
- Shelton, Anne (1923–1994), englische Sängerin

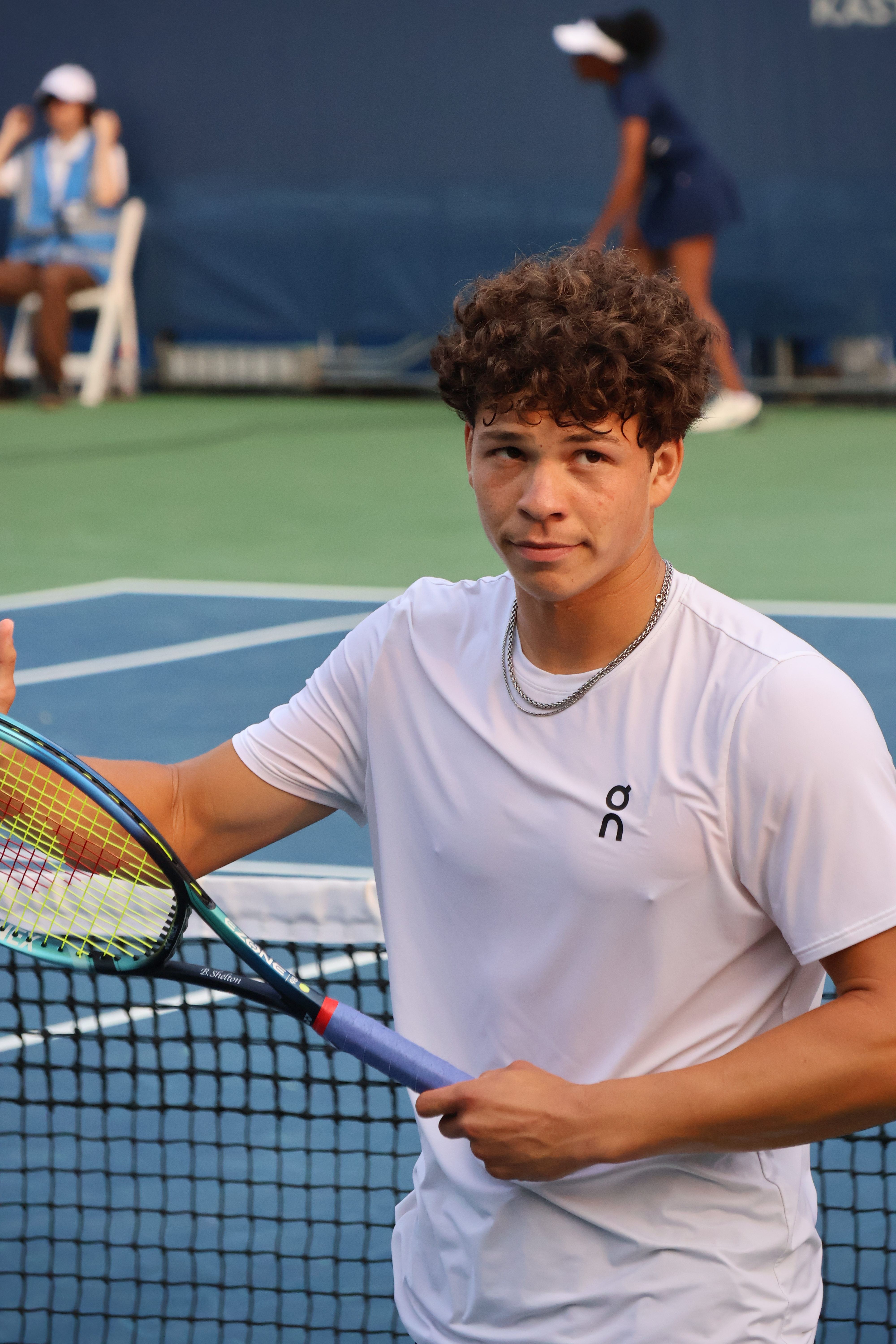
Ben Shelton (* 2002)

- Shelton, Aram (* 1976), US-amerikanischer Jazzmusiker
- Shelton, Ben (* 2002), US-amerikanischer TennisspielerBen Shelton (* 2002)
- Shelton, Blake (* 1976), US-amerikanischer Country-Sänger und -Songschreiber
- Shelton, Bryan (* 1965), US-amerikanischer Tennisspieler
- Shelton, David (* 1967), US-amerikanischer Football-Spieler und -Trainer
- Shelton, Deborah (* 1948), US-amerikanische Schönheitskönigin und Schauspielerin
- Shelton, Don (* 1934), US-amerikanischer Jazzsänger (Tenor) und Holzbläser (Tenorsaxophon, Flöte, Klarinette)
- Shelton, Ernie (* 1932), US-amerikanischer Hochspringer
- Shelton, Gilbert (* 1940), US-amerikanischer Comiczeichner
- Shelton, Henry H. (* 1942), US-amerikanischer General
- Shelton, John C. (1943–1992), US-amerikanischer Papyrologe
- Shelton, Judy (* 1954), US-amerikanische Wirtschaftswissenschaftlerin
- Shelton, Karen (* 1957), US-amerikanische Hockeyspielerin
- Shelton, Khiry (* 1993), US-amerikanischer Fußballspieler
- Shelton, Luton (1985–2021), jamaikanischer Fußballspieler
- Shelton, Lynn (1965–2020), US-amerikanische Filmregisseurin, Drehbuchautorin, Filmeditorin, Filmproduzentin und Schauspielerin
- Shelton, Marley (* 1974), US-amerikanische SchauspielerinMarley Shelton (* 1974)

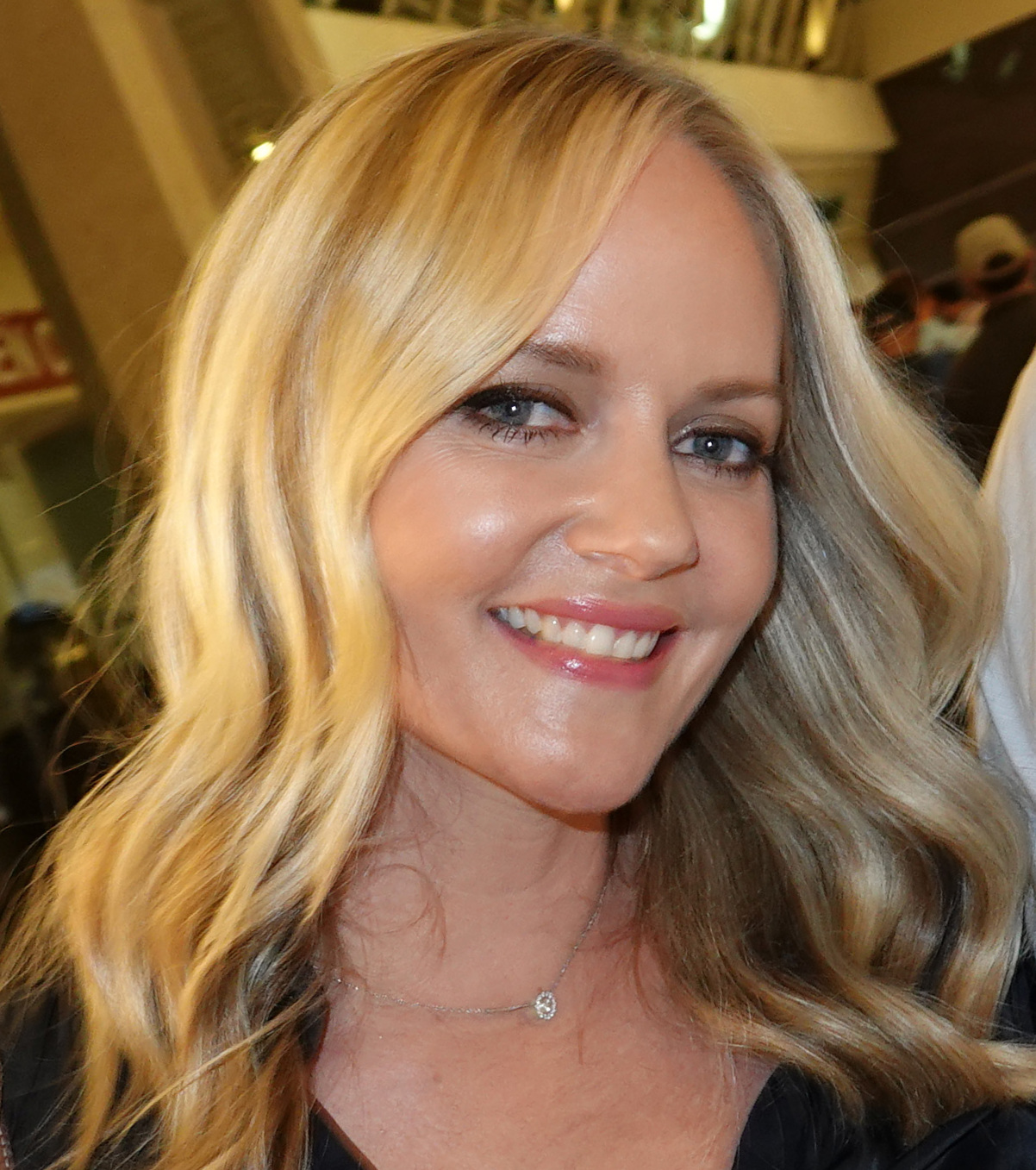
Marley Shelton (* 1974)

- Shelton, Norman (1905–1980), neuseeländischer Politiker, Minister und Abgeordneter
- Shelton, Ricky Van (* 1952), US-amerikanischer Country-Sänger
- Shelton, Robert (1929–2003), US-amerikanischer Grand Wizard des Ku-Klux-Klans
- Shelton, Ron (* 1945), US-amerikanischer Baseballspieler, Drehbuchautor, Regisseur und Produzent
- Shelton, Samuel A. (1858–1948), US-amerikanischer Politiker
- Shelton, Sean (* 1991), US-amerikanischer Footballspieler
- Shelton, Thomas, Erstübersetzer von Cervantes „Don Quijote“
- Shelton, Thomas, englischer Stenograf und Stenografie-Erfinder
- Shelton, Uriah (* 1997), US-amerikanischer Schauspieler und Sänger
- Shelton, William L. (* 1954), US-amerikanischer General (U.S. Air Force)
- Shelton-Colby, Sally (* 1944), US-amerikanische Diplomatin und Hochschullehrerin
- Sheltz, George Arthur (1946–2021), US-amerikanischer römisch-katholischer Geistlicher, Weihbischof in Galveston-Houston
- Shelvey, Jonjo (* 1992), englischer Fußballspieler
- Shelvis (* 1975), deutscher Imitator, Musiker und Radiomoderator

### Shem
- Shem, Samuel (* 1944), US-amerikanischer Autor und Psychiater
- Shemai, Etleva, albanische Opernsängerin (Mezzosopran) und Solistin
- Shemali, Fuad († 1972), Politiker
- Shemallari, Arben (* 1987), deutscher Boxer
- Shembe, Isaiah (1867–1935), Zulu-Prophet, Heiler und Kirchengründer
- Shemesh, Reut (* 1982), israelische Choreografin, Regisseurin, Schauspielerin und Tänzerin
- Shemin, David (1911–1991), US-amerikanischer Biochemiker
- Shemoelof, Mati (* 1972), israelischer Schriftsteller, Dichter und Kurator
- Shemshaki, Hassan (* 1974), iranischer Skirennläufer
- Shemun VII. Ishoyahb († 1558), Patriarch der Assyrischen Kirche des Ostens
- Shemunkasho, Aho (* 1969), Theologe und Hochschullehrer

### Shen
- Shen Congwen (1902–1988), chinesischer Schriftsteller
- Shen Dao, chinesischer Philosoph
- Shen Menglu (* 2002), chinesische Fußballspielerin
- Shen Weixiao (* 1975), chinesischer Mathematiker
- Shen, Baozhen (1820–1879), chinesischer Beamter
- Shen, Buhai († 337 v. Chr.), Philosoph des chinesischen Altertums
- Shen, Freda Foh (* 1948), US-amerikanische Film-, Fernseh- und Theaterschauspielerin
- Shen, Guobin (1984–2024), chinesisch-deutscher Architekt
- Shen, Guoqin (* 1961), chinesische Eisschnellläuferin
- Shen, Jianping (* 1961), chinesische Tischtennisspielerin
- Shen, Jiawei (* 1948), chinesisch-australischer Maler
- Shen, Jingdong (* 1965), chinesischer Künstler
- Shen, Joseph Bin (* 1970), chinesischer römisch-katholischer Geistlicher, Bischof von Shanghai
- Shen, Josiane, luxemburgische Moderatorin
- Shen, Junru (1875–1963), chinesischer Politiker
- Shen, Kuo (1031–1095), chinesischer Politiker, Naturwissenschaftler, Mathematiker, Geologe, Feldherr, Diplomat, Erfinder des Kompasses für Navigation zur Zeit der Song-Dynastie
- Shen, Li-chien (* 1952), taiwanischer Biathlet und Skilangläufer
- Shen, Lijuan (* 1958), chinesische Kugelstoßerin
- Shen, Mengyu (* 2001), chinesische Fußballspielerin
- Shen, Muhan (* 1997), chinesische Leichtathletin
- Shen, Parry (* 1973), US-amerikanischer Schauspieler, Synchronsprecher, Filmproduzent und Drehbuchautor
- Shen, Quan (1682–1762), chinesischer Maler
- Shen, Rong (1935–2024), chinesische Schriftstellerin
- Shen, Weijing († 1597), chinesischer Gesandter
- Shen, Xiaoming (* 1963), chinesischer Politiker, Gouverneur von Hainan
- Shen, Xiling (1904–1940), chinesischer Filmregisseur und Drehbuchautor
- Shen, Xue (* 1978), chinesische Eiskunstläuferin
- Shen, Yanfei (* 1979), spanische Tischtennisspielerin
- Shen, Yang (* 1989), chinesische Schachspielerin
- Shen, Yaying (* 1994), chinesische Badmintonspielerin
- Shen, Ye (* 1987), chinesischer Badmintonspieler
- Shen, Yen-chin (* 1990), taiwanischer Eishockeyspieler
- Shen, Yen-lin (* 1991), taiwanischer Eishockeyspieler
- Shen, Yiqin (* 1959), chinesische Politikerin
- Shen, Yu, chinesischer Gelehrter
- Shen, Yue (441–513), chinesischer Dichter und Geschichtsschreiber
- Shen, Yue (* 1997), chinesische Schauspielerin, Model und Sängerin
- Shen, Yuen-Ron (* 1935), US-amerikanischer Physiker
- Shen, Yun-ting (* 2001), taiwanische Handball- und Beachhandballspielerin
- Shen, Yunbao (* 1976), chinesischer Sprinter
- Shen, Zhi-Xun (* 1962), US-amerikanischer Physiker
- Shen, Zhiqiang (* 1965), chinesischer Astrophysiker und Kommunalpolitiker
- Shenandoah († 1816), Häuptling der Oneida
- Shenar, Paul (1936–1989), US-amerikanischer Schauspieler
- Shenault, Laviska (* 1998), US-amerikanischer American-Football-Spieler
- Sheng, Bright (* 1955), US-amerikanischer Komponist, Dirigent und Pianist chinesischer Herkunft
- Sheng, Dandan (* 1992), chinesische Tischtennisspielerin
- Sheng, Huaren (* 1935), chinesischer Politiker
- Sheng, Lihao (* 2004), chinesischer Sportschütze
- Sheng, Shicai (1897–1970), chinesischer Kriegsherr
- Sheng, Xiaomei (* 1983), chinesische Eisschnellläuferin
- Sheng, Yi-ju (* 1997), taiwanische Stabhochspringerin
- Sheng, Yuqi (* 1996), chinesische Tennisspielerin
- Shenhav, Ilana (1931–1986), Künstlerin
- Shenk, Gary (* 1971), US-amerikanischer Manager
- Shenk, Jon, US-amerikanischer Filmregisseur und Kameramann
- Shenkarow, Justin (* 1980), US-amerikanischer Schauspieler
- Shenker, Scott (* 1956), US-amerikanischer Informatiker
- Shenker, Stephen (* 1953), US-amerikanischer theoretischer Physiker
- Shenkman, Ben (* 1968), US-amerikanischer SchauspielerBen Shenkman (* 1968)

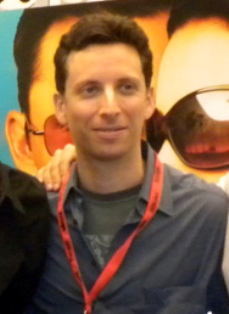
Ben Shenkman (* 1968)

- Shenna, Leila, marokkanische Filmschauspielerin
- Shennan, J. H. (1933–2015), britischer Historiker
- Shennan, Stephen (* 1949), britischer Prähistoriker
- Shenoy, Arun (* 1978), indischer Musiker und Musikproduzent
- Shenphen Nangwa (1871–1927), Autor der Dreizehn Großen Kommentare
- Shenphen Rinpoche (* 1969), buddhistischer Lehrer
- Shenseea (* 1996), jamaikanische Reggae-, Dancehall- und Rap-Musikerin
- Shenson, Walter (1919–2000), US-amerikanischer Filmproduzent
- Shenstone, William (1714–1763), britischer Schriftsteller und Gärtner
- Shentall, Susan (1934–1996), britische Schauspielerin
- Shentema, Gudisa (* 1980), äthiopischer Marathonläufer
- Shenton, Brian (1927–1987), englischer Sprinter
- Shenton, Rachel (* 1987), britische Schauspielerin
- Shenton, Tracey, englische Squashspielerin

### Sheo
- Sheoran, Nirmala (* 1995), indische Sprinterin

### Shep
- Shep, David (* 1954), kanadischer Autorennfahrer
- Shepard, Alan (1923–1998), US-amerikanischer AstronautAlan Shepard (1923–1998)

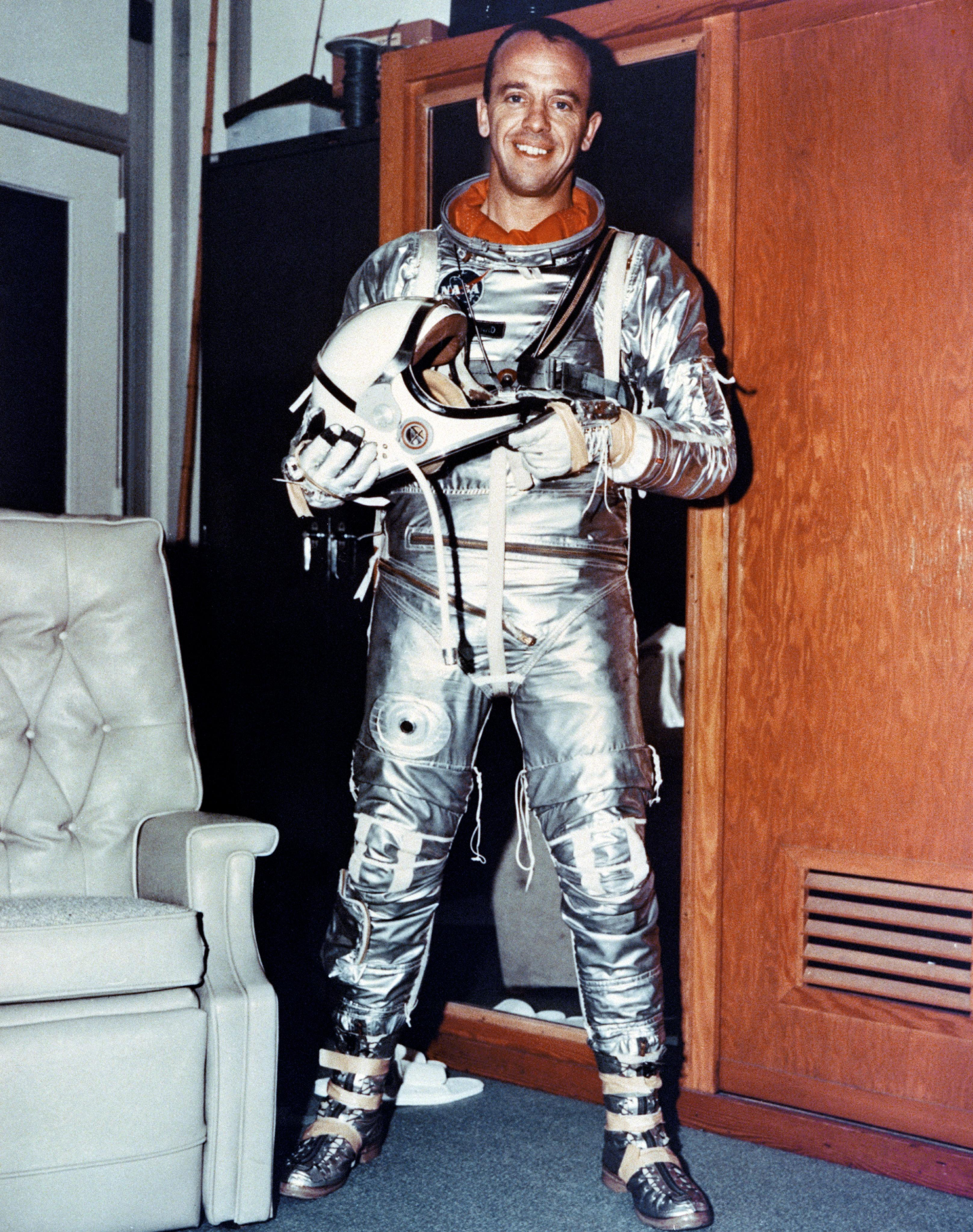
Alan Shepard (1923–1998)

- Shepard, Bella (* 2001), US-amerikanische Schauspielerin
- Shepard, Bert (1920–2008), US-amerikanischer Militärpilot und Baseballspieler
- Shepard, Charles Biddle (1808–1843), US-amerikanischer Politiker
- Shepard, Charles Upham (1804–1886), US-amerikanischer Mineraloge
- Shepard, Cheryl (* 1966), US-amerikanische Schauspielerin
- Shepard, Dax (* 1975), US-amerikanischer SchauspielerDax Shepard (* 1975)

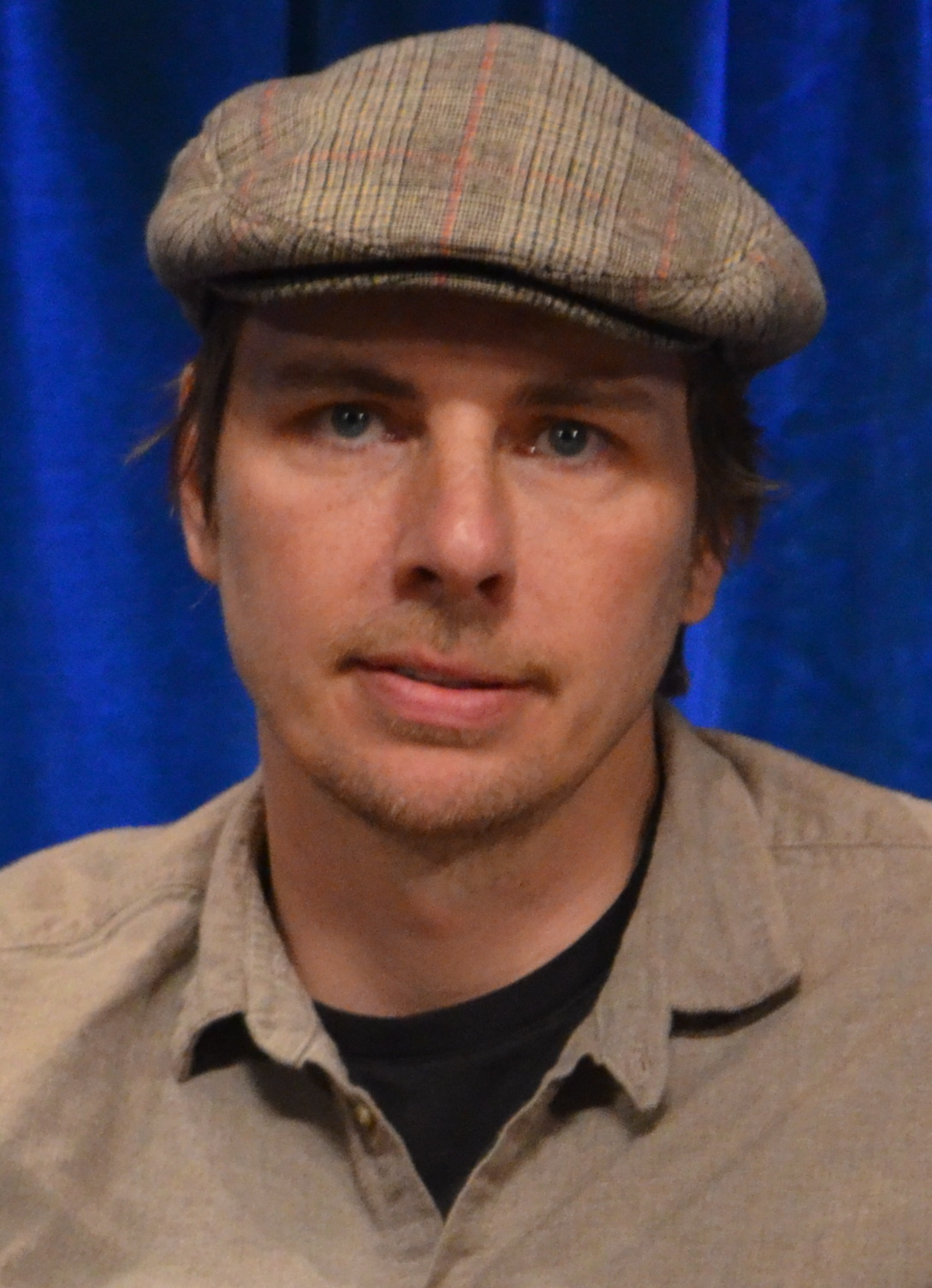
Dax Shepard (* 1975)

- Shepard, Elaine (1913–1998), US-amerikanische Autor- und Schauspielerin
- Shepard, Ernest (1879–1976), englischer Maler und Illustrator
- Shepard, Ernie (1916–1965), US-amerikanischer Jazzbassist
- Shepard, Francis Parker (1897–1985), US-amerikanischer Meeresgeologe
- Shepard, H. Michael (* 1942), US-amerikanischer Molekularbiologe
- Shepard, Helen Miller (1868–1938), US-amerikanische Philanthropin
- Shepard, Hilary (* 1959), US-amerikanische Schauspielerin
- Shepard, Jan (1928–2025), US-amerikanische Schauspielerin
- Shepard, Jean (1933–2016), US-amerikanische Country-Sängerin
- Shepard, Lucius (1943–2014), US-amerikanischer Schriftsteller, Science-Fiction- und Fantasy-Autor
- Shepard, Matthew (1976–1998), US-amerikanisches Opfer eines antischwulen Hassverbrechens
- Shepard, Odell (1884–1967), US-amerikanischer Schriftsteller und Politiker
- Shepard, Ollie (* 1909), US-amerikanischer Bluespianist, Sänger und Songwriter
- Shepard, Patty (1945–2013), US-amerikanische Schauspielerin
- Shepard, Richard (* 1965), US-amerikanischer Film- und Fernsehregisseur
- Shepard, Roger N. (1929–2022), US-amerikanischer Kognitionswissenschaftler
- Shepard, Sam (1943–2017), US-amerikanischer Dramatiker, Prosaautor und SchauspielerSam Shepard (1943–2017)

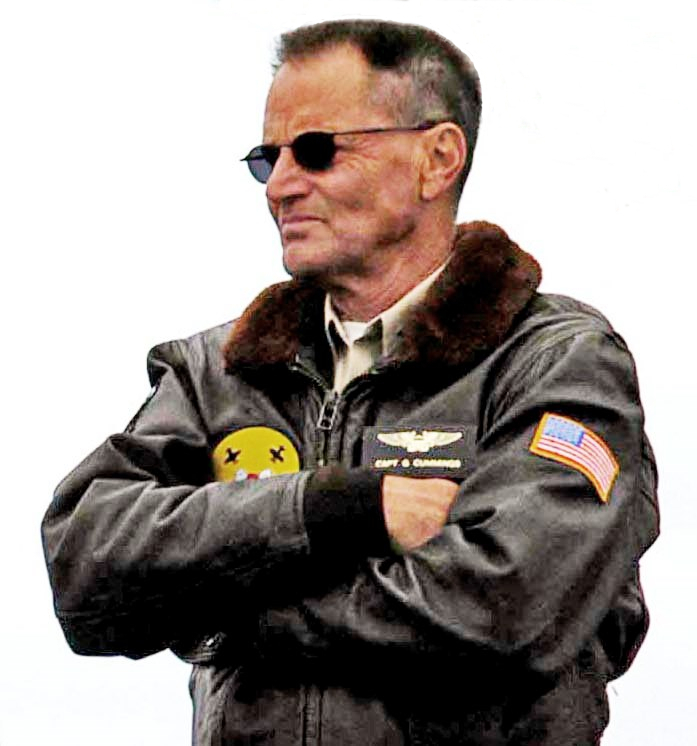
Sam Shepard (1943–2017)

- Shepard, Sara (* 1977), US-amerikanische Autorin
- Shepard, Sterling (* 1993), US-amerikanischer American-Football-Spieler
- Shepard, Vonda (* 1963), US-amerikanische Singer-Songwriterin und Schauspielerin
- Shepard, Walt (* 1982), US-amerikanischer Biathlet
- Shepard, Walter J. (1876–1936), US-amerikanischer Politikwissenschaftler und Hochschullehrer
- Shepard, William (1737–1817), US-amerikanischer Offizier und Politiker
- Shepard, William Biddle (1799–1852), US-amerikanischer Politiker
- Shepard, William Pierce (1870–1948), US-amerikanischer Romanist, Provenzalist und Mediävist
- Shepard-Kegl, Judy (* 1953), amerikanische Linguistin
- Sheperd, Dennis, deutscher Trance-DJ und -Produzent
- Sheperd, Karen (* 1961), US-amerikanische Schauspielerin, Stuntfrau und Kampfkünstlerin
- Shephard, Geoffrey Colin (1927–2016), britischer Mathematiker
- Shephard, Gillian, Baroness Shephard of Northwold (* 1940), britische Politikerin (Conservative Party), Mitglied des House of Commons
- Shephard, Jack (* 1997), englischer Badmintonspieler
- Shephard, Neil (* 1964), britischer Wirtschaftswissenschaftler
- Shephard, Quinn (* 1995), US-amerikanische Schauspielerin und ehemalige Kinderdarstellerin
- Shepherd Stern, Cori (* 1968), US-amerikanische Filmproduzentin und Strategin für sozialen Wandel
- Shepherd Stuurman († 1907), afrikanischer Wanderprediger
- Shepherd, Alan (1935–2007), britischer Motorradrennfahrer
- Shepherd, Albert (1885–1929), englischer Fußballspieler
- Shepherd, Alexander Robey (1835–1902), US-amerikanischer Politiker
- Shepherd, André (* 1977), US-amerikanischer Deserteur
- Shepherd, Arthur (1880–1958), US-amerikanischer Komponist
- Shepherd, Ben (* 1968), US-amerikanischer BassistBen Shepherd (* 1968)

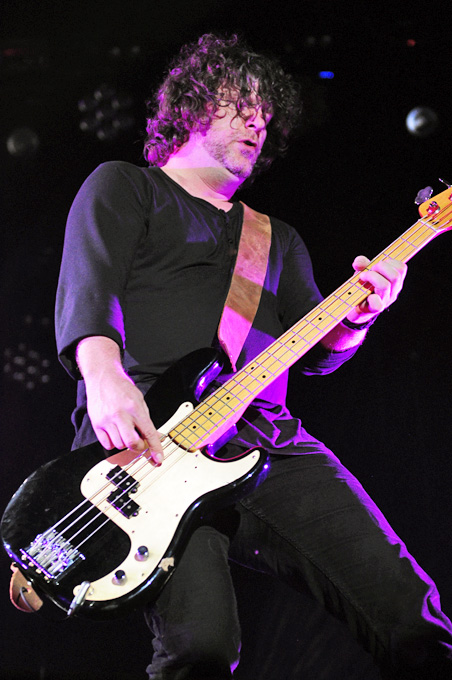
Ben Shepherd (* 1968)

- Shepherd, Ben H., britischer Neuzeithistoriker und Militärhistoriker
- Shepherd, Caleb (* 1993), neuseeländischer Ruderer
- Shepherd, Catherine (* 1972), deutsche Kriminalschriftstellerin
- Shepherd, Charles jun. (1829–1905), britischer Uhrmacher, Erfinder und Ingenieur
- Shepherd, Chaz Lamar (* 1977), US-amerikanischer Schauspieler
- Shepherd, Chris (* 1966), britischer Regisseur, Drehbuchautor und Produzent
- Shepherd, Conrad (1937–2020), deutscher Science-Fiction-Autor
- Shepherd, Cybill (* 1950), US-amerikanische Schauspielerin und SängerinCybill Shepherd (* 1950)

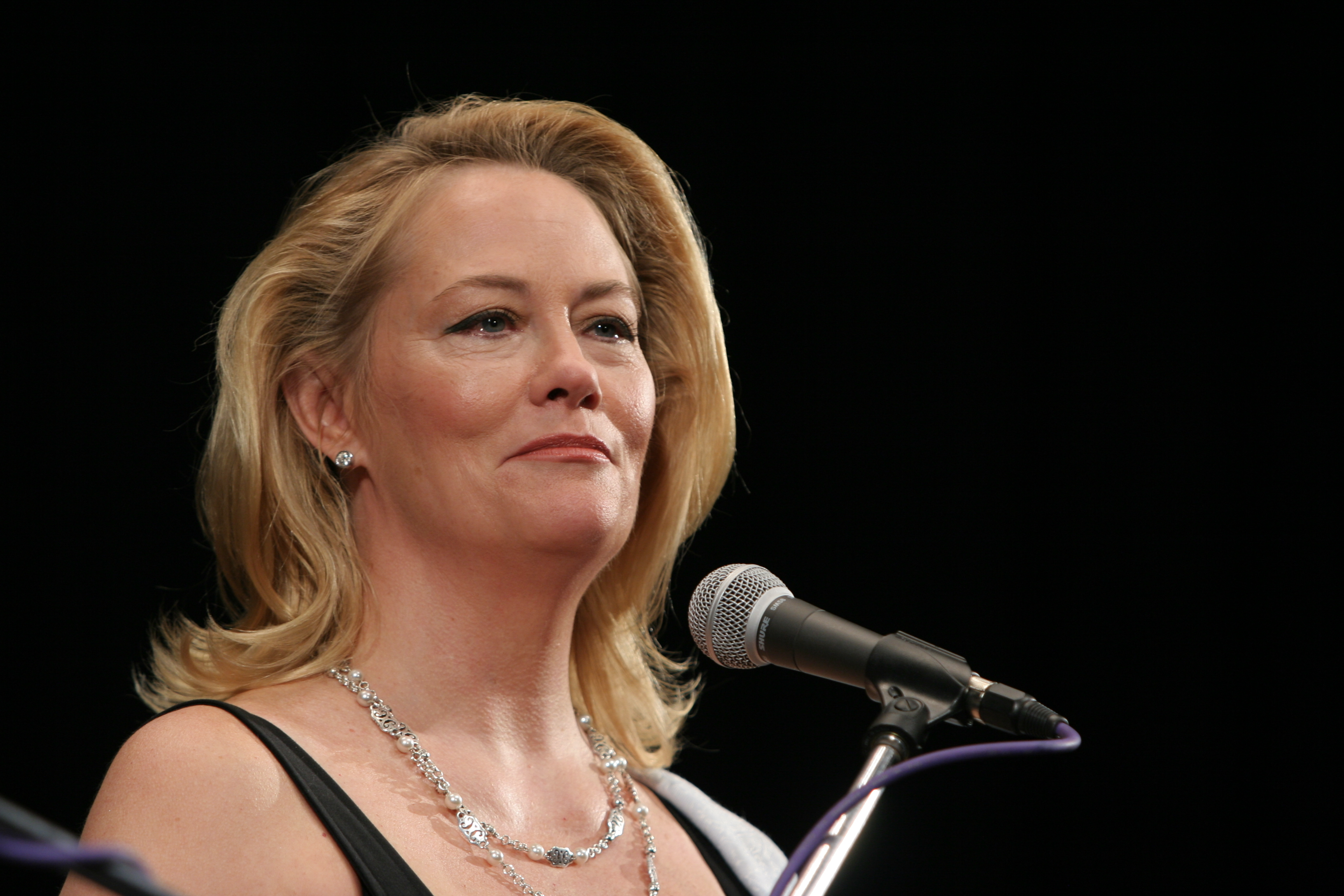
Cybill Shepherd (* 1950)

- Shepherd, Dave (1929–2016), britischer Jazz-Klarinettist
- Shepherd, Dennis (1926–2006), südafrikanischer Boxer
- Shepherd, Dolly (1886–1983), britische Fallschirmspringerin
- Shepherd, Elizabeth (* 1977), kanadische Jazzmusikerin (Gesang, Piano) und Singer-Songwriterin
- Shepherd, Elvin (1923–1995), US-amerikanischer Jazz-Musiker (Trompeter, später Tenorsaxophon) und Musikpädagoge
- Shepherd, Eric (1894–1967), australischer Politiker, Sprecher des South Australian House of Assembly
- Shepherd, Francis (1893–1962), britischer Botschafter
- Shepherd, George (1938–2022), kanadischer Hürdenläufer und Sprinter
- Shepherd, Gordon M. (1933–2022), US-amerikanischer Neurowissenschaftler
- Shepherd, Jack (* 1940), britischer Schauspieler, Dramatiker, Regisseur und Musiker
- Shepherd, James (1884–1954), britischer Tauzieher
- Shepherd, Jean Parker (1921–1999), US-amerikanischer Erzähler, Autor, Moderator und Discjockey
- Shepherd, Jevohn (* 1986), kanadisch-jamaikanischer Basketballspieler
- Shepherd, Joel (* 1974), australischer Science-Fiction-Schriftsteller
- Shepherd, John William (* 1960), US-amerikanischer Schauspieler und Filmproduzent
- Shepherd, Karen (* 1940), US-amerikanische Politikerin
- Shepherd, Kenny Wayne (* 1977), US-amerikanischer Bluesrock-MusikerKenny Wayne Shepherd (* 1977)

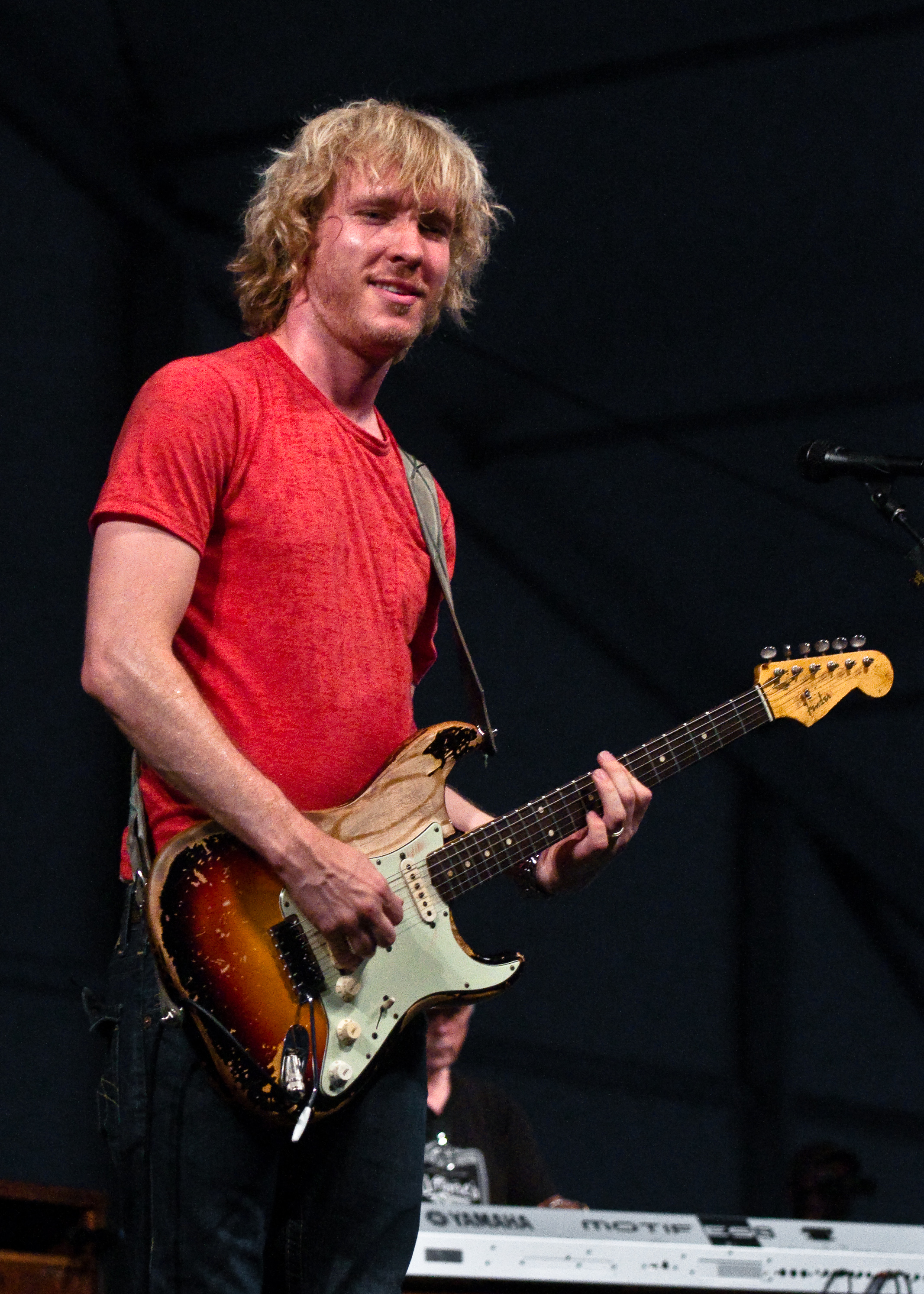
Kenny Wayne Shepherd (* 1977)

- Shepherd, Kirk (* 1986), englischer Dartspieler
- Shepherd, Kyle (* 1987), südafrikanischer Jazzmusiker (Piano, Komposition) und Dichter
- Shepherd, Laura J. (* 1977), australische Politikwissenschaftlerin
- Shepherd, Lemuel C. junior (1896–1990), US-amerikanischer Militär, General und 20. Commandant des US Marine Corps
- Shepherd, Louise (* 1958), australische Sportkletterin
- Shepherd, Malcolm, 2. Baron Shepherd (1918–2001), britischer Politiker (Labour) und Peer
- Shepherd, Mark (1923–2009), US-amerikanischer Manager
- Shepherd, Mark Allen (* 1961), US-amerikanischer Filmschauspieler
- Shepherd, Mary (1777–1847), schottische Philosophin
- Shepherd, Nan (1893–1981), schottische Schriftstellerin und Dichterin
- Shepherd, Richard (1942–2022), schottischer Politiker, Mitglied des House of Commons
- Shepherd, Robert (* 1969), US-amerikanischer Basketballtrainer und -spieler
- Shepherd, Romario (* 1994), Cricketspieler der West Indies
- Shepherd, Scott, US-amerikanischer Schauspieler
- Shepherd, Sharon (* 1938), US-amerikanische Kugelstoßerin und Diskuswerferin
- Shepherd, Sherri (* 1967), US-amerikanische Schauspielerin, Komikerin und FernsehmoderatorinSherri Shepherd (* 1967)

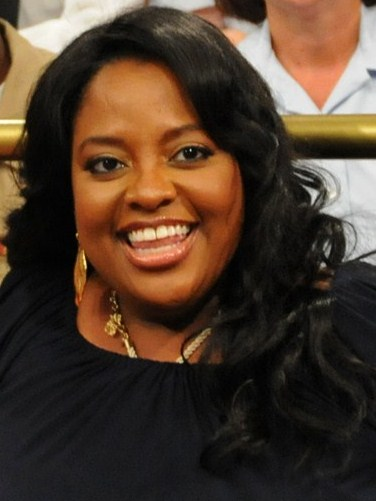
Sherri Shepherd (* 1967)

- Shepherd, Suzanne (1934–2023), US-amerikanische Schauspielerin, Regisseurin und Schauspiellehrerin
- Shepherd, Thomas H. (1792–1864), britischer Aquarellmaler
- Shepherd, Verene (* 1950), jamaikanische Sozialhistorikerin
- Shepherd, William McMichael (* 1949), US-amerikanischer Astronaut
- Shepherd, William Robert (1871–1934), amerikanischer Historiker
- Shepherd-Barron, Dorothy (1897–1953), britische Tennisspielerin
- Shepherd-Barron, John (1925–2010), britischer Erfinder, Entwickler des Bankautomaten
- Shepherd-Barron, Nicholas (* 1955), britischer Mathematiker
- Shepherdson, Harold (1918–1995), englischer Fußballspieler und -trainer
- Shepik, Brad (* 1966), amerikanischer Gitarrist des Modern Creative Jazz
- Shepis, Tiffany (* 1979), US-amerikanische Schauspielerin
- Shepler, Matthias (1790–1863), US-amerikanischer Politiker (Demokratische Partei)
- Shepley, Anne (* 1979), deutsche Politikerin (Bündnis 90/Die Grünen)
- Shepley, Ether (1789–1877), US-amerikanischer Jurist und Politiker
- Shepley, George F. (1819–1878), US-amerikanischer Politiker und General in der Unionsarmee
- Shepley, George L. (1854–1924), US-amerikanischer Politiker
- Shepley, Joe (1930–2016), US-amerikanischer Jazztrompeter
- Shepp, Archie (* 1937), US-amerikanischer Jazzmusiker, Komponist sowie Literatur- und TheaterwissenschaftlerArchie Shepp (* 1937)

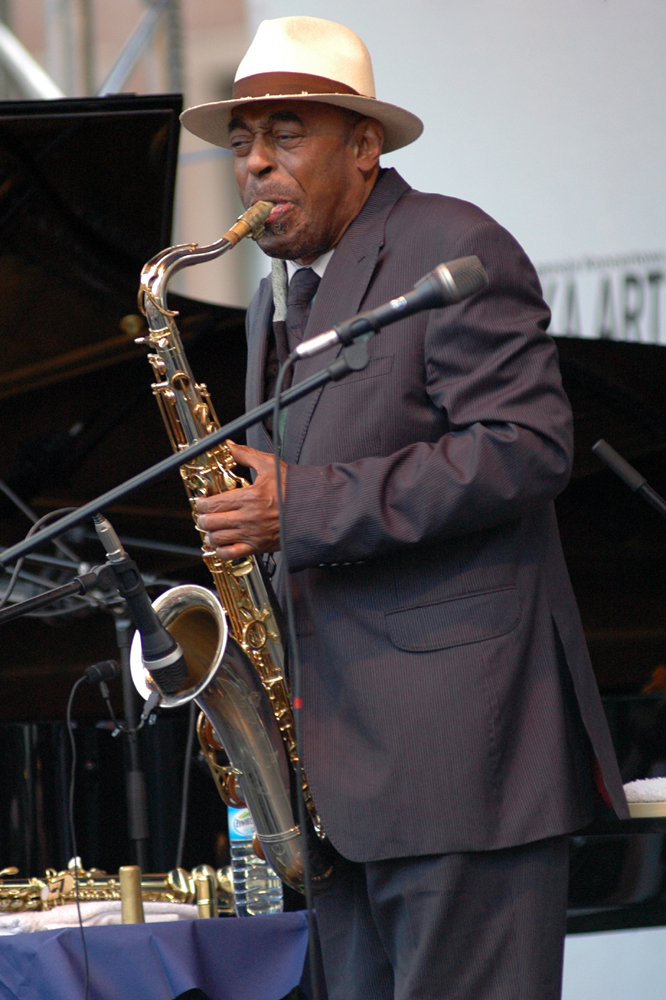
Archie Shepp (* 1937)

- Sheppard, Alison (* 1972), britische Schwimmerin
- Sheppard, Allen, Baron Sheppard of Didgemere (1932–2015), britischer Politiker und Wirtschaftsmanager
- Sheppard, Andy (* 1957), britischer Jazzsaxophonist
- Sheppard, Anna B. (* 1946), polnische Kostümbildnerin
- Sheppard, Anne D. R. (* 1951), britische Altphilologin und Philosophiehistorikerin (Spezialistin für Neuplatonismus)
- Sheppard, Bill (1922–1997), US-amerikanischer Musikproduzent
- Sheppard, Bob (* 1952), US-amerikanischer Saxophonist
- Sheppard, Christopher, britischer Filmproduzent und Regisseur
- Sheppard, Dave (1931–2000), US-amerikanischer Gewichtheber
- Sheppard, David, Baron Sheppard of Liverpool (1929–2005), britischer Cricketspieler und anglikanischer Theologe
- Sheppard, Gregg (* 1949), kanadischer Eishockeyspieler
- Sheppard, Harry (1928–2022), US-amerikanischer Jazzmusiker (Vibraphon, auch Schlagzeug)
- Sheppard, Harry R. (1885–1969), US-amerikanischer Politiker
- Sheppard, Jack (1702–1724), englischer RäuberJack Sheppard (1702–1724)

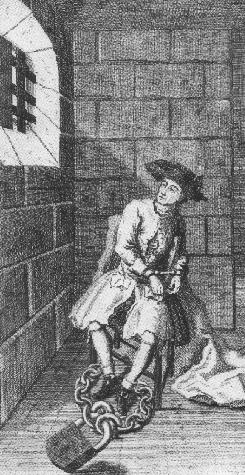
Jack Sheppard (1702–1724)

- Sheppard, James (1890–1973), US-amerikanischer Politiker
- Sheppard, James (* 1988), kanadischer Eishockeyspieler
- Sheppard, John († 1558), englischer Komponist und Organist
- Sheppard, John Calhoun (1850–1931), US-amerikanischer Politiker
- Sheppard, John Levi (1852–1902), US-amerikanischer Politiker
- Sheppard, Kate († 1934), neuseeländische Suffragette
- Sheppard, Kerry Ann (* 1984), walisische Badmintonspielerin
- Sheppard, Kevin (* 1979), US-amerikanischer Basketball- und Fußballspieler der Amerikanischen Jungferninseln
- Sheppard, Lito (* 1981), US-amerikanischer Footballspieler
- Sheppard, Loulia, Maskenbildnerin
- Sheppard, Marc (* 1967), US-amerikanischer Sommerbiathlet
- Sheppard, Mark (* 1964), britischer Schauspieler und MusikerMark Sheppard (* 1964)

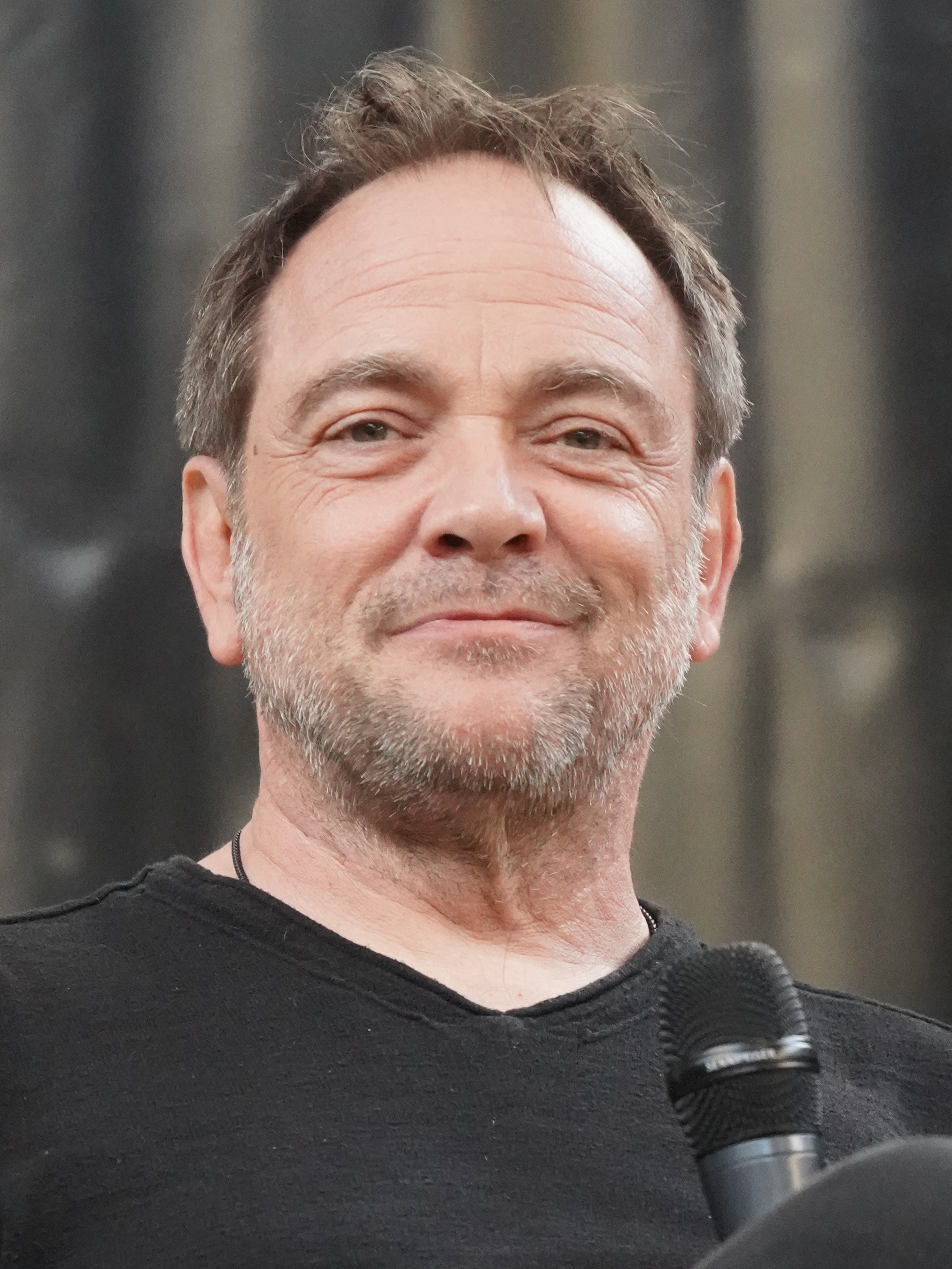
Mark Sheppard (* 1964)

- Sheppard, Mel (1883–1942), US-amerikanischer Mittelstreckenläufer
- Sheppard, Morris (1875–1941), US-amerikanischer Politiker
- Sheppard, Oliver (1865–1941), irischer Bildhauer
- Sheppard, Philip (1921–1976), britischer Genetiker und Entomologe
- Sheppard, Ray (* 1966), kanadischer Eishockeyspieler und -trainer
- Sheppard, Reed (* 2004), US-amerikanischer Basketballspieler
- Sheppard, Richard William (1944–2022), britischer Germanist
- Sheppard, Robert C. (1932–2019), britischer Chemiker
- Sheppard, Samuel (1923–1970), US-amerikanischer Osteopath und Opfer eines Justizirrtums
- Sheppard, Scott S. (* 1977), Astronom
- Sheppard, Tommy (* 1959), schottischer Politiker
- Sheppard, William Henry (1865–1927), afro-amerikanischer Missionar in Afrika
- Sheppard, William Morgan (1932–2019), britischer SchauspielerWilliam Morgan Sheppard (1932–2019)

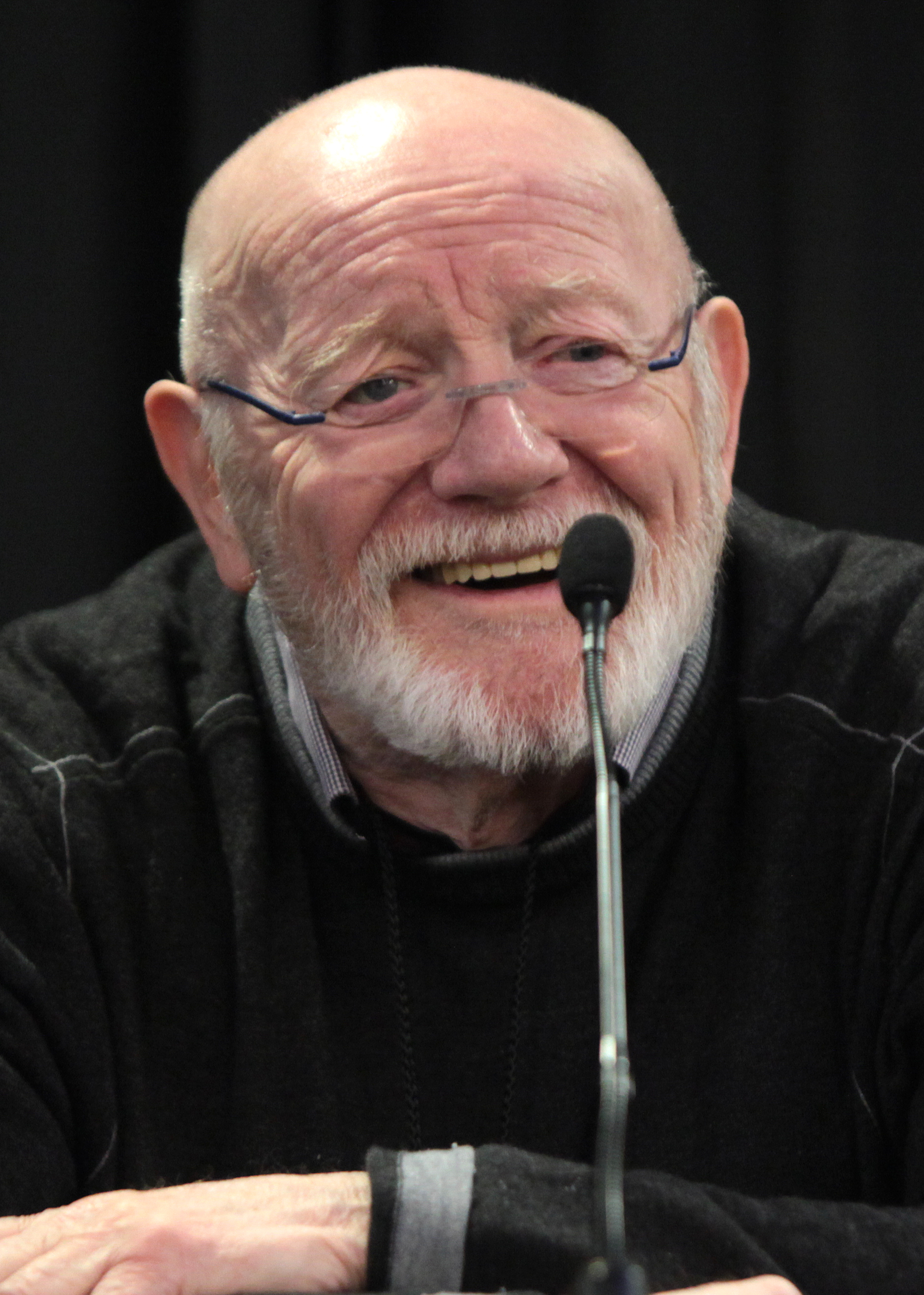
William Morgan Sheppard (1932–2019)

- Shepperd, Augustine Henry (1792–1864), US-amerikanischer Politiker
- Shepstone, Theophilus (1817–1893), britisch-südafrikanischer Staatsmann

### Sher
- Sher Shah Suri († 1545), indischer Herrscher
- Sher, Aimar (* 2002), irakisch-schwedischer Fußballspieler
- Sher, Antony (1949–2021), britischer Schauspieler und Schriftsteller
- Sher, Barbara (1935–2020), US-amerikanische Autorin und Coach
- Sher, Chun Wing (* 1991), chinesische Tennisspielerin (Hongkong)
- Sher, Eden (* 1991), US-amerikanische SchauspielerinEden Sher (* 1991)

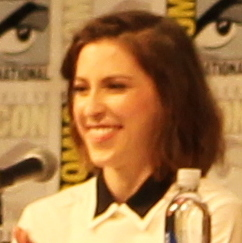
Eden Sher (* 1991)

- Sher, Jack (1913–1988), US-amerikanischer Drehbuchautor, Filmregisseur und Filmproduzent
- Sher, Jules (* 1934), südafrikanisch-australischer Maler
- Sher, Lawrence (* 1970), US-amerikanischer Kameramann
- Sher, Stacey (* 1963), US-amerikanische Filmproduzentin
- Sher-Gil, Amrita (1913–1941), indisch-ungarische Künstlerin

#### Shera
- Shera, Mark (* 1949), US-amerikanischer Schauspieler
- Sherab Gyatsho (1884–1968), Mönch und Gelehrter der Gelug-Tradition des tibetischen Buddhismus und tibetischer Politiker und Autor
- Sherab Mebar (1267–1326), Lama und Tertön der Nyingma-Tradition des tibetischen Buddhismus
- Sherak, Tom (1945–2014), US-amerikanischer Filmproduzent und -funktionär
- Sherald, Amy (* 1973), US-amerikanische afroamerikanische Malerin
- Sherar, Zoe (* 1999), kanadische Leichtathletin
- Sherard, William (1659–1728), englischer Botaniker
- Sheraton, Mimi (1926–2023), US-amerikanische Restaurantkritikerin und Sachbuchautorin
- Sheraton, Thomas (1751–1806), Möbeldesigner
- Sherawat, Mallika (* 1976), indische Schauspielerin
- Sherazadishvili, Nikoloz (* 1996), spanischer Judoka

#### Sherb
- Sherbatov, Eliezer (* 1991), israelischer Eishockeyspieler
- Sherbell, Shepard (1944–2018), US-amerikanischer Fotograf und Journalist
- Sherborn, Charles Davies (1861–1942), britischer Zoologe und Taxonom
- Sherbourne, Stephen, Baron Sherbourne of Didsbury (* 1945), britischer konservativer Politiker
- Sherburne, John Samuel (1757–1830), US-amerikanischer Jurist und Politiker
- Sherburne, Zoa (1912–1995), US-amerikanische Schriftstellerin

#### Shere
- Sheredine, Upton (1740–1800), US-amerikanischer Politiker
- Sherels, Marcus (* 1987), US-amerikanischer American-Football-Spieler
- Sherer, Albert W. (1916–1986), US-amerikanischer Diplomat
- Sherer, Moshe (1921–1998), US-amerikanischer Rabbiner und Präsident der World Agudath Israel Organization

#### Sherf
- Sherf, Maor (* 1994), israelischer Eishockeyspieler
- Sherf, Zeev (1906–1984), israelischer Politiker
- Sherff, Earl Edward (1886–1966), US-amerikanischer Botaniker
- Sherfield, Michael B. (1947–2000), US-amerikanischer Offizier, Generalmajor der US-Army

#### Sherg
- Shergill, Jimmy (* 1970), indischer Schauspieler
- Shergold, Craig (1979–2020), britischer Krebspatient und Internet-Phänomen

#### Sheri
- Sheridan, Andrew (* 1979), englischer Rugby-Union-Spieler
- Sheridan, Angelika (* 1965), deutsche Improvisationsmusikerin (Flöte, Bassflöte) und Musikpädagogin
- Sheridan, Ann (1915–1967), US-amerikanische Schauspielerin
- Sheridan, Chris (* 1967), US-amerikanischer Drehbuchautor, Produzent und gelegentlicher Synchronsprecher
- Sheridan, Cillian (* 1989), irischer Fußballspieler
- Sheridan, Clare (1885–1970), britische Bildhauerin und Autorin
- Sheridan, Dave (* 1969), US-amerikanischer SchauspielerDave Sheridan (* 1969)

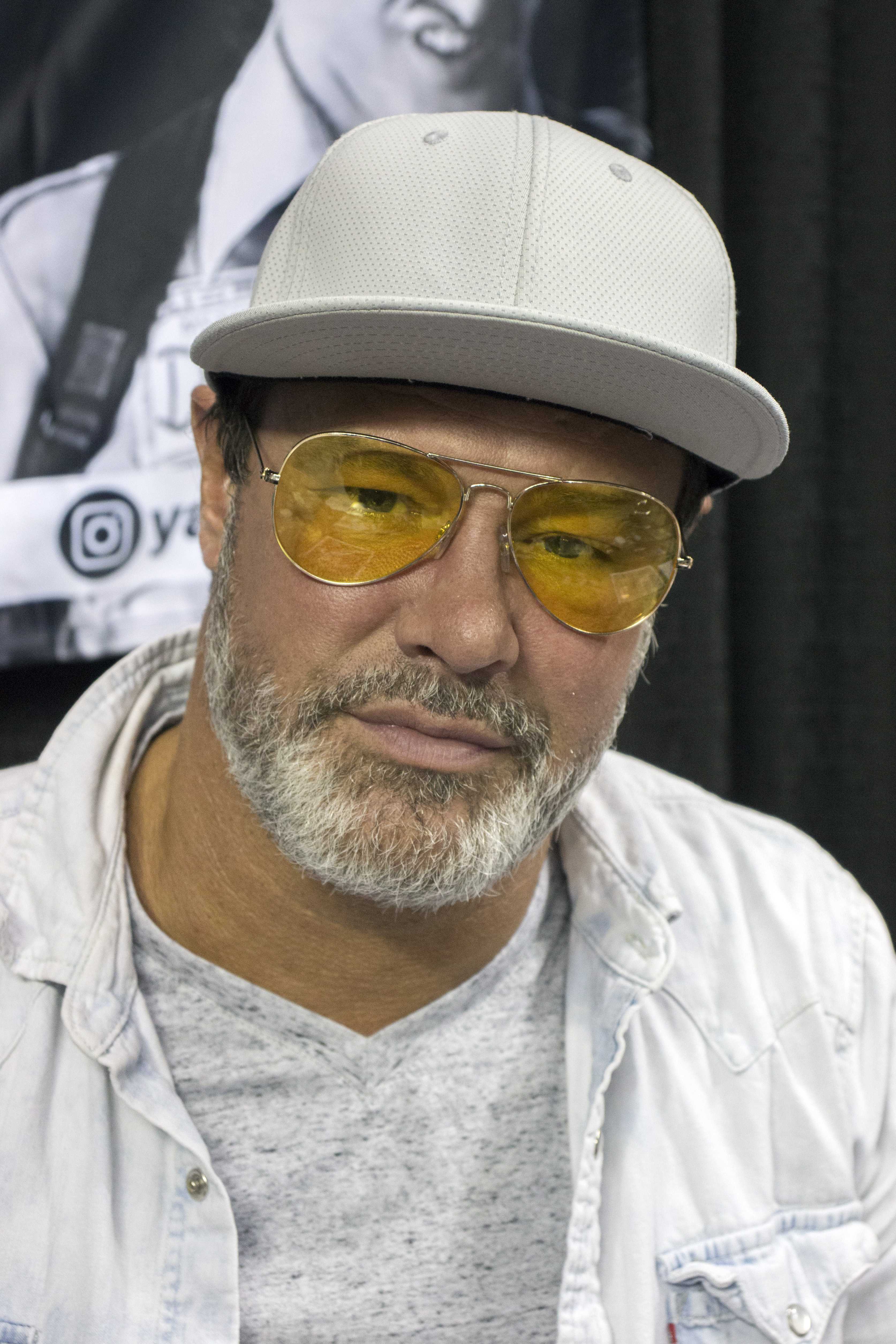
Dave Sheridan (* 1969)

- Sheridan, Dick (1936–2023), US-amerikanischer Jazz- und Unterhaltungsmusiker
- Sheridan, Dinah (1920–2012), britische Schauspielerin
- Sheridan, Edwin E., US-amerikanischer Amateurastronom
- Sheridan, Eileen (1923–2023), britische Radsportlerin
- Sheridan, George A. (1840–1896), US-amerikanischer Politiker
- Sheridan, Hugh (* 1985), australischer Schauspieler, Synchronsprecher und Sänger
- Sheridan, Jamey (* 1951), US-amerikanischer Schauspieler
- Sheridan, Jim (* 1949), irischer Filmregisseur, -produzent und DrehbuchautorJim Sheridan (* 1949)

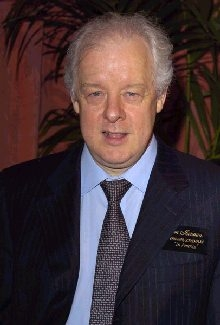
Jim Sheridan (* 1949)

- Sheridan, Jim (* 1952), britischer Politiker
- Sheridan, Joe (1914–2000), irischer Politiker
- Sheridan, John (1946–2021), US-amerikanischer Jazzmusiker (Piano, Arrangement)
- Sheridan, John (* 1964), irischer Fußballspieler und -trainer
- Sheridan, John E. (1902–1987), US-amerikanischer Politiker
- Sheridan, Kailen (* 1995), kanadische Fußballspielerin
- Sheridan, Katie (* 1986), britische Schauspielerin
- Sheridan, Kelly (* 1977), kanadische Synchronsprecherin
- Sheridan, Kirsten (* 1976), irische Schauspielerin und Regisseurin
- Sheridan, Lisa (1974–2019), US-amerikanische Schauspielerin
- Sheridan, Liz (1929–2022), US-amerikanische Schauspielerin
- Sheridan, Margaret (1926–1982), US-amerikanische Schauspielerin
- Sheridan, Mark (* 1938), US-amerikanischer Benediktinermönch
- Sheridan, Martin (1881–1918), US-amerikanischer Leichtathlet
- Sheridan, Matthew (* 2004), neuseeländischer Fußballspieler
- Sheridan, Michael (1896–1970), irischer Politiker (Fianna Fáil)
- Sheridan, Michael John (1945–2022), US-amerikanischer Geistlicher und Theologe, römisch-katholischer Bischof von Colorado Springs
- Sheridan, Naomi, amerikanische Drehbuchautorin
- Sheridan, Nick (* 1984), australisch-britischer Mathematiker
- Sheridan, Nicole (* 1975), US-amerikanische Pornodarstellerin und Schauspielerin
- Sheridan, Nicollette (* 1963), US-amerikanisch-britische SchauspielerinNicollette Sheridan (* 1963)

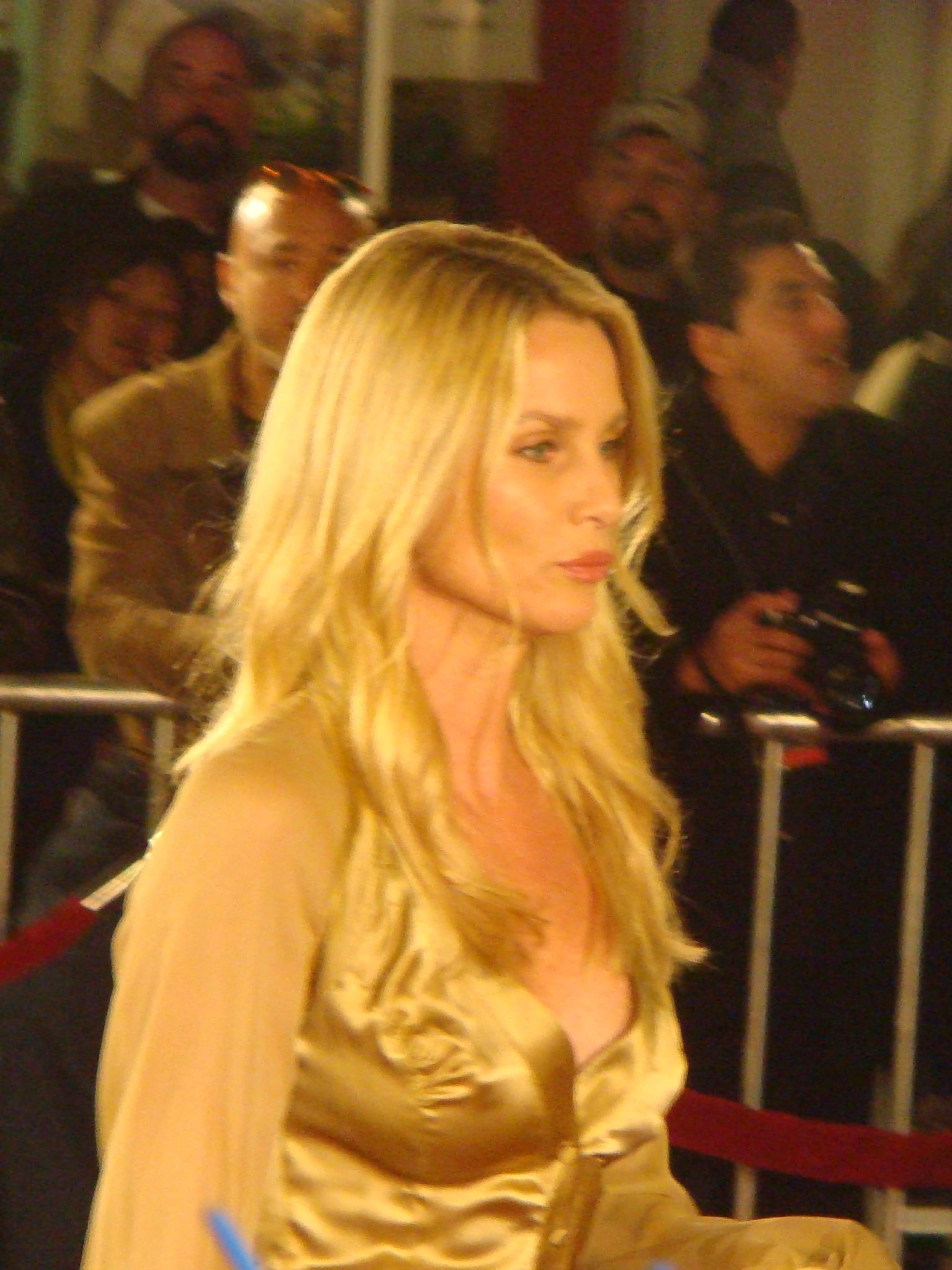
Nicollette Sheridan (* 1963)

- Sheridan, Patrick (1922–2011), römisch-katholischer Weihbischof in New York
- Sheridan, Philip (1831–1888), Oberbefehlshaber des US-Heeres
- Sheridan, Richard Brinsley (1751–1816), irischer Dramatiker und Politiker, Mitglied des House of Commons
- Sheridan, Ryan (* 1982), irischer Sänger, Songwriter und Gitarrist
- Sheridan, Taylor (* 1970), US-amerikanischer Drehbuchautor, Regisseur und Schauspieler
- Sheridan, Tommy (* 1964), schottischer Politiker
- Sheridan, Tony (1940–2013), britischer Musiker
- Sheridan, Tye (* 1996), US-amerikanischer Schauspieler und FilmproduzentTye Sheridan (* 1996)

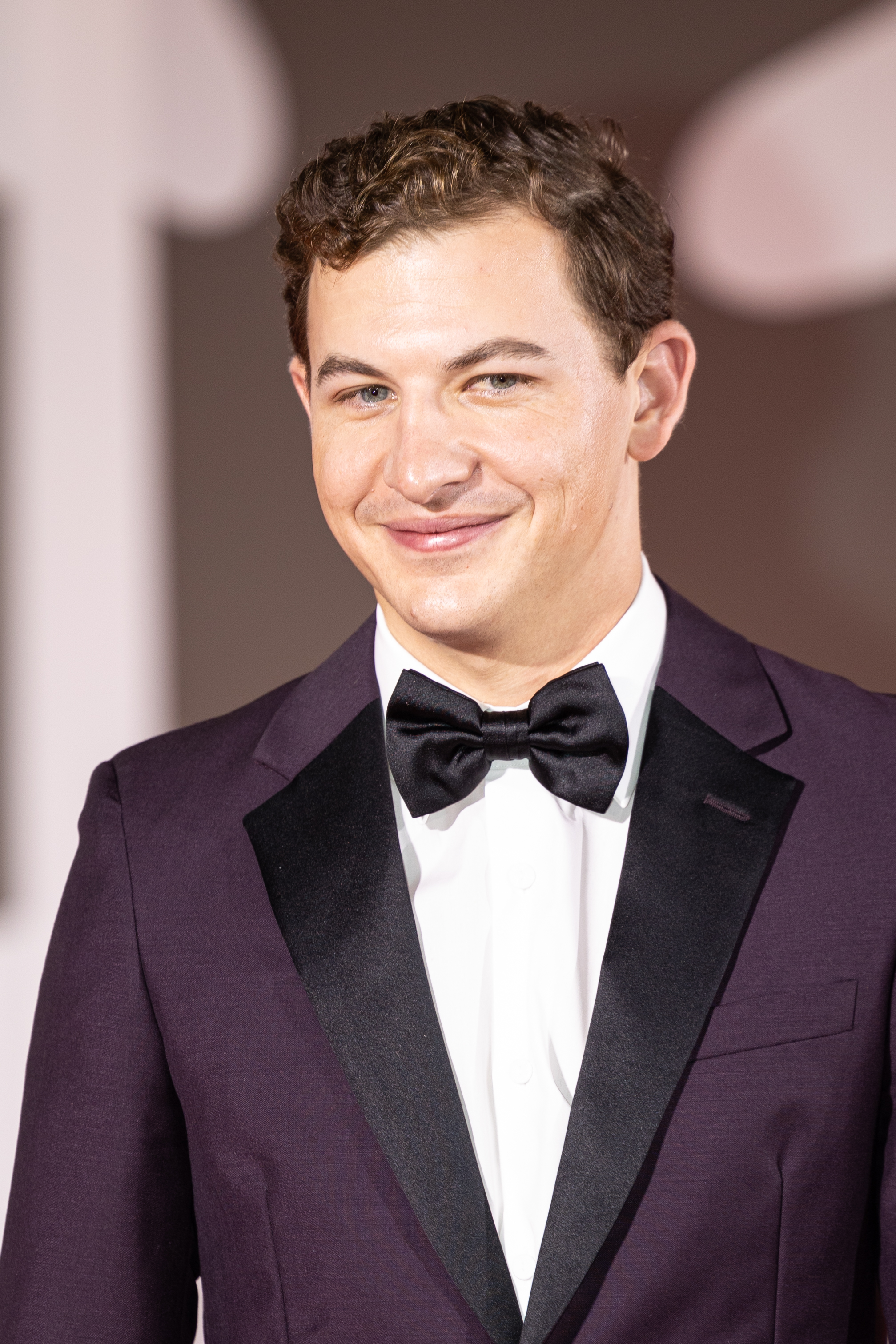
Tye Sheridan (* 1996)

- Sherif, Amina (* 1999), deutsche Schachspielerin
- Sherif, Mayar (* 1996), ägyptische Tennisspielerin
- Sherif, Muzafer (1906–1988), türkischer Sozialpsychologe
- Sherif, Soraya (* 1934), ägyptische Mathematikerin und Hochschullehrerin
- Sheriff, Naadia, britische Jazzmusikerin (Piano)
- Sheriff, Noam (1935–2018), israelischer Komponist
- Sheriff, Paul (1903–1960), britisch-russischer Artdirector und Szenenbildner
- Sherifi, Isuf (* 1967), mazedonischer Autor
- Sherifi, Rufat, Persönlichkeit des Islams in Nordmazedonien
- Sherifo, Mahmoud Ahmed (* 1948), eritreischer Politiker
- Sherine, Ariane (* 1980), britische Journalistin und Autorin
- Sheringham, Teddy (* 1966), englischer Fußballspieler und -trainer
- Sherinian, Derek (* 1966), US-amerikanischer Keyboarder

#### Sherl
- Sherley, Glen (1936–1978), US-amerikanischer Countrysänger und Songschreiber
- Sherley, J. Swagar (1871–1941), US-amerikanischer Politiker
- Sherlock, Allie (* 2005), irische MusikerinAllie Sherlock (* 2005)

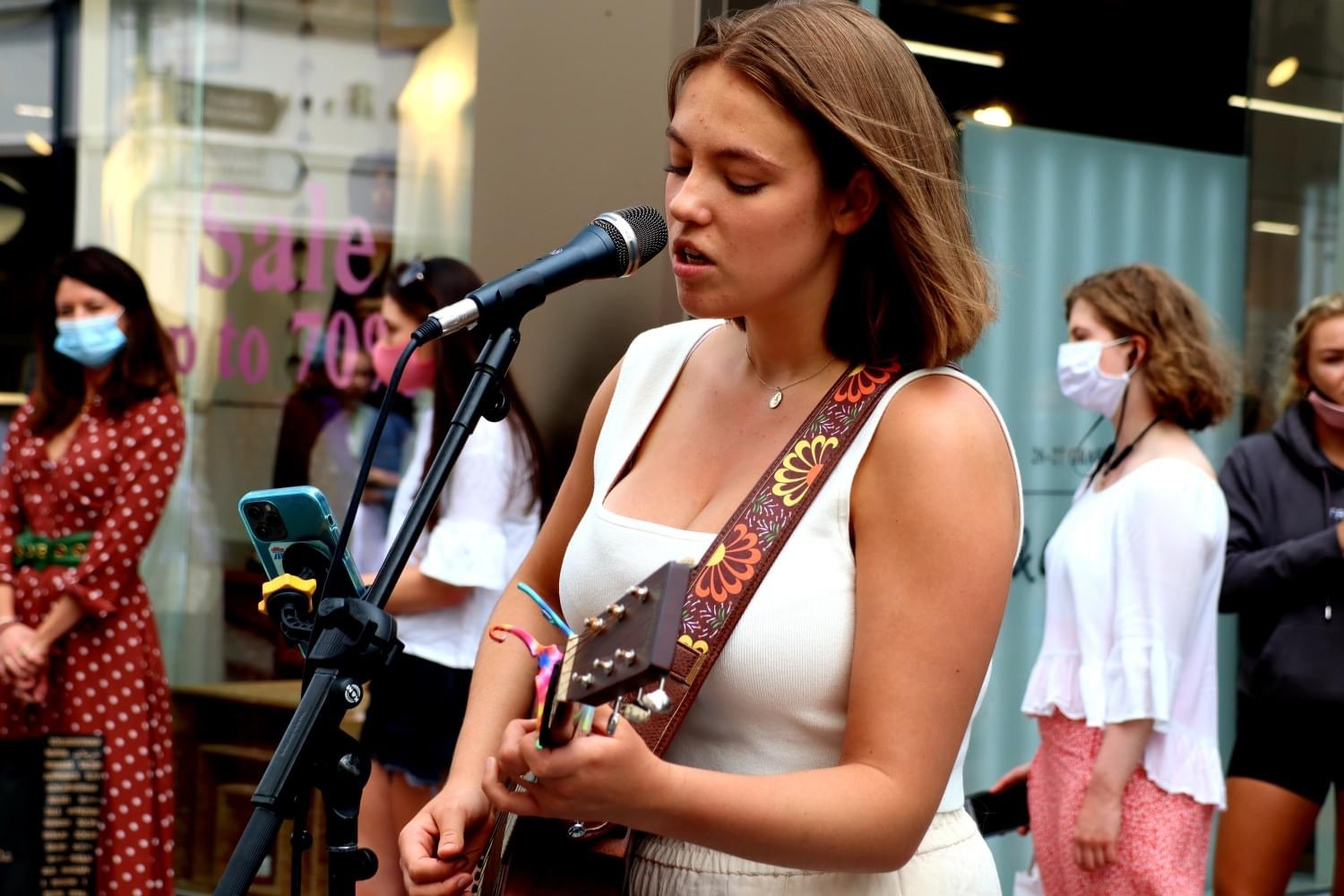
Allie Sherlock (* 2005)

- Sherlock, Joe (1930–2007), irischer Politiker
- Sherlock, John Michael (1926–2019), kanadischer Geistlicher, römisch-katholischer Bischof von London
- Sherlock, Lorcan George (1874–1945), irischer Politiker
- Sherlock, Maeve, Baroness Sherlock (* 1960), britische Politikerin und Life Peer
- Sherlock, Marie, irische Politikerin
- Sherlock, Ryan (* 1982), irischer Mountainbike-, Cyclocross- und Straßenradrennfahrer
- Sherlock, Seán (* 1972), irischer Politiker
- Sherlock, Sheila (1918–2001), britische Hepatologin

#### Sherm
- Sherman, Alfred (1919–2006), britischer Politiker, Journalist und Politikwissenschaftler
- Sherman, Allan (1924–1973), US-amerikanischer Musiker, Parodist, Satiriker und Fernsehproduzent
- Sherman, Alson (1811–1903), US-amerikanischer Politiker
- Sherman, Althea (1853–1943), US-amerikanische Ornithologin
- Sherman, Anthony (* 1988), US-amerikanischer American-Football-Spieler
- Sherman, Augustus Frederick (1865–1925), US-amerikanischer Einwanderungsbeamter und Amateurfotograf
- Sherman, Ben (1925–1987), englischer Modefabrikant
- Sherman, Brad (* 1954), US-amerikanischer Politiker
- Sherman, Buren (1836–1904), Gouverneur von Iowa
- Sherman, Carl (1890–1956), US-amerikanischer Jurist und Politiker
- Sherman, Carlos (1934–2005), belarussisch-spanischer Übersetzer und Schriftsteller
- Sherman, Carrie Babcock (1856–1931), Second Lady der Vereinigten Staaten
- Sherman, Charlotte Watson (* 1958), US-amerikanische Autorin und Psychotherapeutin
- Sherman, Chloe (* 1969), US-amerikanische Fotografin
- Sherman, Cindy (* 1954), US-amerikanische FotografinCindy Sherman (* 1954)

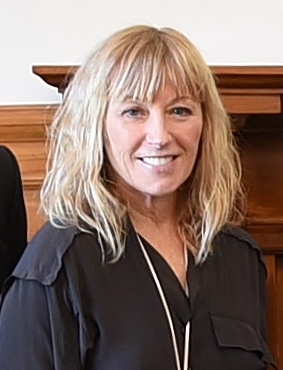
Cindy Sherman (* 1954)

- Sherman, Daryl (* 1949), amerikanische Jazzmusikerin (Piano, Gesang)
- Sherman, Denis Ronald (1934–1985), britischer Schriftsteller
- Sherman, Emile, australischer Filmproduzent
- Sherman, Evan (* 1993), US-amerikanischer Jazzmusiker (Schlagzeug)
- Sherman, Forrest P. (1896–1951), Admiral der US Navy
- Sherman, Francis Cornwall (1805–1870), US-amerikanischer Politiker
- Sherman, Fred (1932–2013), US-amerikanischer Genetiker und Biochemiker
- Sherman, Frederick C. (1888–1957), Vizeadmiral der US Navy
- Sherman, Gary (* 1945), US-amerikanischer Regisseur, Filmproduzent und Drehbuchautor
- Sherman, George (1908–1991), US-amerikanischer Filmregisseur
- Sherman, Geraldine (* 1944), britische Schauspielerin
- Sherman, Grace (* 1988), kanadische Schauspielerin
- Sherman, Greg (* 1970), US-amerikanischer Eishockeyfunktionär
- Sherman, Harold (1898–1987), US-amerikanischer Schriftsteller
- Sherman, Harry B. (1894–1974), US-amerikanischer Offizier, Brigadegeneral der US-Army
- Sherman, Hilde (1923–2011), deutsch-kolumbianische Jüdin, Holocaustüberlebende
- Sherman, Hoyt L. (1903–1981), US-amerikanischer Künstler und Hochschullehrer
- Sherman, Jack (1956–2020), amerikanischer Studiomusiker (Gitarrist)Jack Sherman (1956–2020)

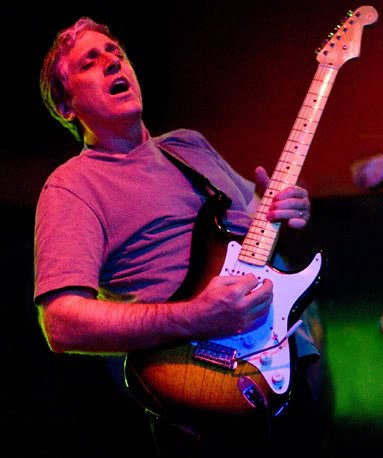
Jack Sherman (1956–2020)

- Sherman, James S. (1855–1912), US-amerikanischer Politiker
- Sherman, Jenny, US-amerikanische Schauspielerin
- Sherman, Jimmy (1908–1975), US-amerikanischer Jazzpianist, Arrangeur und Komponist
- Sherman, John (1823–1900), US-amerikanischer Politiker
- Sherman, John (* 2004), liberianischer Sprinter
- Sherman, Jon, US-amerikanischer Regisseur und Drehbuchautor
- Sherman, Joseph (1944–2009), südafrikanischer Literaturwissenschaftler des Jiddischen
- Sherman, Josepha (1946–2012), US-amerikanische Science-Fiction und Fantasy-Schriftstellerin, Herausgeberin und Volkskundlerin
- Sherman, Judson W. (1808–1881), US-amerikanischer Politiker
- Sherman, Kerry (* 1953), US-amerikanische Schauspielerin
- Sherman, Lawrence W. (* 1949), US-amerikanischer Kriminologe und Hochschullehrer
- Sherman, Lawrence Yates (1858–1939), US-amerikanischer Politiker
- Sherman, Lowell († 1934), US-amerikanischer Schauspieler und Filmregisseur
- Sherman, Mark (* 1957), US-amerikanischer Jazzmusiker (Vibraphon)
- Sherman, Martin (* 1938), US-amerikanischer Dramatiker und Drehbuchautor
- Sherman, Moses H. (1853–1932), US-amerikanischer Lehrer, Schulleiter, Bankier, Geschäftsmann, Großgrundbesitzer und Politiker
- Sherman, Norman (1924–2015), US-amerikanisch-kanadischer Fagottist, Musikpädagoge und Komponist
- Sherman, Patsy O’Connell (1930–2008), US-amerikanische Chemikerin und Erfinderin
- Sherman, Richard (* 1988), US-amerikanischer American-Football-Spieler
- Sherman, Richard M. (1928–2024), US-amerikanischer Komponist
- Sherman, Robert (1940–2004), US-amerikanischer Schauspieler und Theaterautor
- Sherman, Robert B. (1925–2012), US-amerikanischer Komponist
- Sherman, Roger (1721–1793), US-amerikanischer Anwalt und Politiker sowie Mitverfasser der Unabhängigkeitserklärung der Vereinigten Staaten
- Sherman, Sarai (1922–2013), US-amerikanische Malerin und Bildhauerin
- Sherman, Sean (* 1974), US-amerikanischer Koch vom Stamm der Oglala Lakota Sioux, Förderer der indigenen Küche
- Sherman, Socrates N. (1801–1873), US-amerikanischer Arzt, Offizier und Politiker
- Sherman, Stacy, US-amerikanische Filmproduzentin, Filmregisseurin und Drehbuchautorin
- Sherman, Thomas P., US-amerikanischer Offizier, Generalmajor der US Air Force
- Sherman, Vincent (1906–2006), US-amerikanischer Filmregisseur
- Sherman, Wendy (* 1949), US-amerikanische Diplomatin und Journalistin
- Sherman, William Tecumseh (1820–1891), US-amerikanischer Soldat, Bankier, Rechtsanwalt, Schriftsteller und General des SezessionskriegesWilliam Tecumseh Sherman (1820–1891)

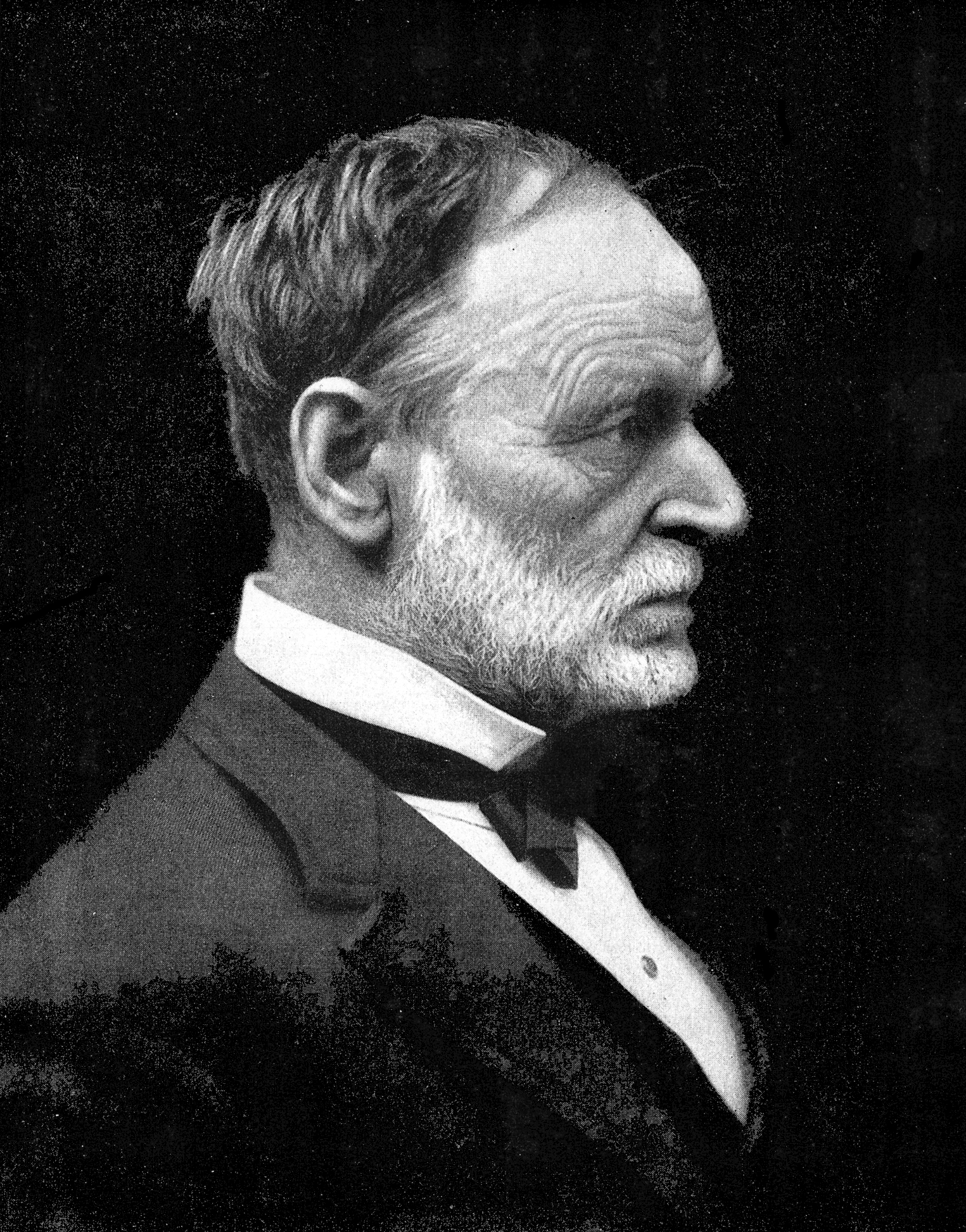
William Tecumseh Sherman (1820–1891)

- Sherman, Yahel (* 1976), israelischer DJ und Musikproduzent
- Sherman, Yvonne (1930–2005), US-amerikanische Eiskunstläuferin
- Sherman, Zachary Ray (* 1984), US-amerikanischer Schauspieler, Filmproduzent, Filmregisseur und Drehbuchautor
- Sherman-Palladino, Amy (* 1966), US-amerikanische Drehbuchautorin und ProduzentinAmy Sherman-Palladino (* 1966)

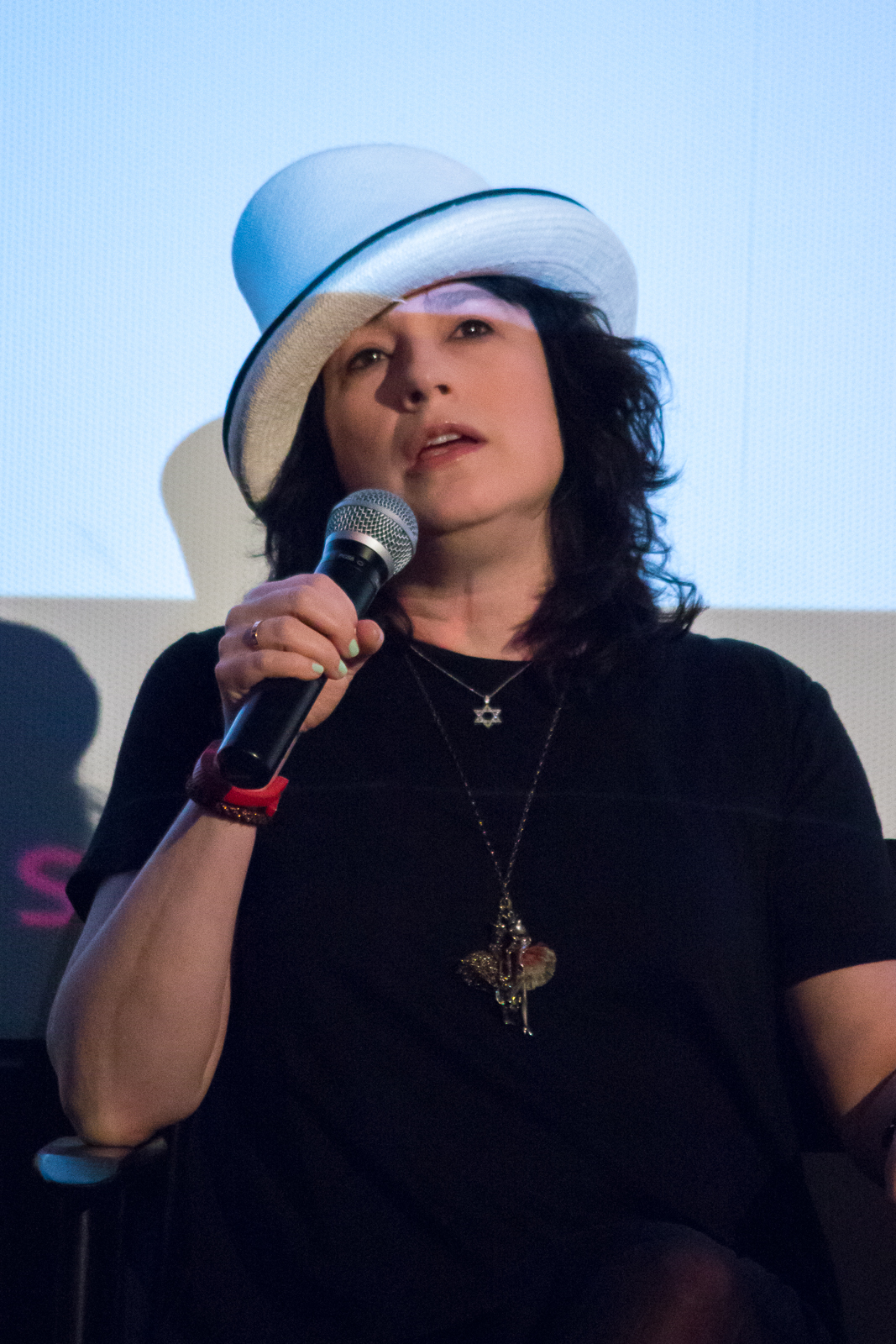
Amy Sherman-Palladino (* 1966)

- Shermann, Hank (* 1958), dänischer Gitarrist
- Shermarke, Abdirashid Ali (1919–1969), erster Premierminister und zweiter Präsident Somalias
- Shermatov, Sherzod (* 1977), usbekischer Politiker
- Shermer, Chris (* 1972), österreichisch-australischer Komponist, Sänger und Gitarrist
- Shermer, Michael (* 1954), US-amerikanischer Wissenschaftsjournalist, Wissenschaftshistoriker und Gründer der Skeptics Society
- Shermis, Boyd (* 1958), US-amerikanischer Filmtechniker für visuelle Effekte

#### Shero
- Shero, Fred (1925–1990), kanadischer Eishockeyspieler und -trainer
- Shero, Ray (1962–2025), US-amerikanischer Eishockeyspieler und General Manager
- Sherocho, Gaki († 1919), König von Kaffa
- Sherock, Shorty (1915–1980), US-amerikanischer Jazz-Trompeter des Swing
- Sheron, Nathan (* 1997), englischer Fußballspieler

#### Sherp
- Sherpa, Ang Tshering (* 1953), nepalesischer Bergsteiger
- Sherpa, Dachhiri Dawa (* 1969), nepalesischer Berg- und Ultramarathonläufer sowie Skilangläufer
- Sherpa, Lhakpa (* 1973), nepalesische Bergsteigerin
- Sherpa, Lucky, nepalesische Politikerin und Diplomatin
- Sherpa, Mingma (* 1978), nepalesischer Bergsteiger
- Sherpa, Pemba Dorjee, nepalesischer Bergsteiger
- Sherpa, Sanu (* 1975), nepalesischer Bergsteiger
- Sherpao, Aftab Ahmad Khan (* 1944), pakistanischer Politiker und Innenminister

#### Sherr
- Sherr, Charles J. (* 1944), amerikanischer Krebsforscher
- Sherr, Rubby (1913–2013), US-amerikanischer Physiker
- Sherrard, Cherrie (* 1938), US-amerikanische Hürdenläuferin
- Sherrard, James E. III (* 1943), US-amerikanischer Offizier, Generalleutnant der US Air Force
- Sherrard, Philip (1922–1995), britischer Byzantinist und Neogräzist
- Sherrard, Samuel (* 1941), evangelikaler Geistlicher
- Sherrard, Tudor (1965–2010), US-amerikanischer Schauspieler
- Sherratt, Andrew (1946–2006), britischer prähistorischer Archäologe
- Sherred, T. L. (1915–1985), amerikanischer Science-Fiction-Autor
- Sherrer, Gary (* 1940), US-amerikanischer Politiker
- Sherret, India (* 1996), kanadische Freestyle-Skisportlerin
- Sherriff, Gail (* 1945), französische Tennisspielerin
- Sherriff, R. C. (1896–1975), englischer Schriftsteller und Drehbuchautor
- Sherrill, Billy (1936–2015), US-amerikanischer Country- und Folk-Sänger
- Sherrill, Bradley M. (* 1958), US-amerikanischer Physiker
- Sherrill, Charles H. (1867–1936), US-amerikanischer Diplomat, Sportler und Sportfunktionär
- Sherrill, Eliakim (1813–1863), US-amerikanischer Offizier und Politiker
- Sherrill, Homer (1915–2001), US-amerikanischer Old-Time-Musiker
- Sherrill, Joya (1927–2010), US-amerikanische Jazzsängerin, Schauspielerin und Moderatorin
- Sherrill, K. J. (* 1991), US-amerikanischer Basketballspieler und -trainer
- Sherrill, Mary Lura (1888–1968), US-amerikanische Chemikerin und Hochschullehrerin
- Sherrill, Mikie (* 1972), US-amerikanische Politikerin, ehemalige Hubschrauberpilotin der United States Navy und Mitglied der United States Attorney
- Sherrill, Patrick (1941–1986), US-amerikanischer Amokläufer
- Sherrin, George (1843–1909), britischer Architekt
- Sherring, Billy (1878–1964), kanadischer Marathonläufer und Olympiasieger
- Sherrington, Charles Scott (1857–1952), britischer Neurophysiologe
- Sherrington, David (* 1941), britischer Physiker
- Sherrington, Georgina (* 1985), englische Schauspielerin
- Sherrington, John (* 1958), britischer römisch-katholischer Geistlicher, Erzbischof von Liverpool
- Sherrock, Fallon (* 1994), englische DartspielerinFallon Sherrock (* 1994)

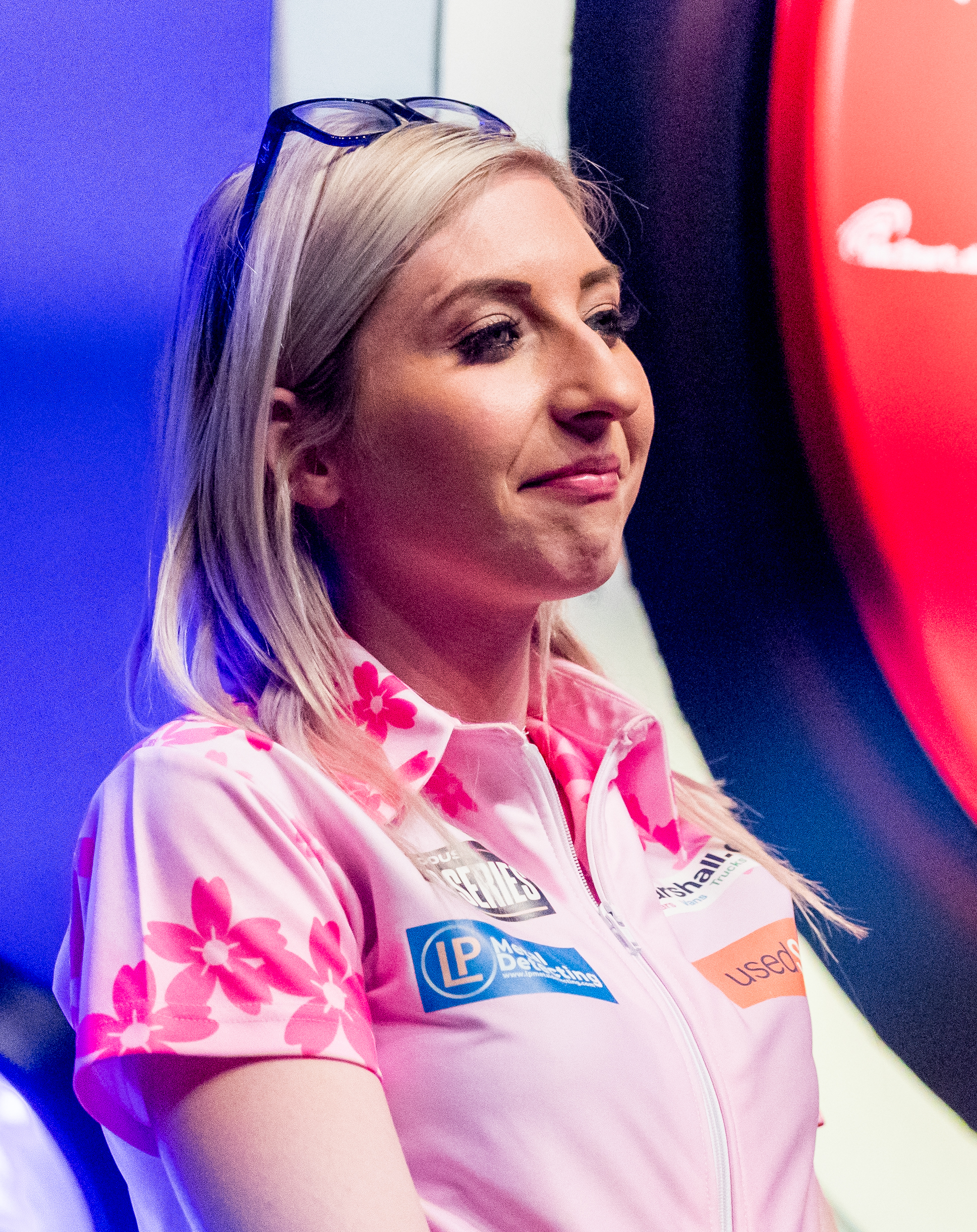
Fallon Sherrock (* 1994)

- Sherrod, Mark (* 1990), US-amerikanischer Fußballspieler
- Sherrod, William Crawford (1835–1919), US-amerikanischer Politiker
- Sherry, Alexander-Patterson (1908–1966), schottischer Fußballspieler
- Sherry, Andy (* 1943), britischer Karateka
- Sherry, DJ (* 1972), deutscher DJ und Musikproduzent
- Sherry, Fionnuala (* 1962), irische Geigerin und Sängerin
- Sherry, Fred (* 1948), US-amerikanischer Cellist und Musikpädagoge
- Sherry, Michael (* 1945), US-amerikanischer Historiker
- Sherry-Ou (* 1991), Schweizer Rapper

#### Shers
- Sherstobitoff, Jeff (* 1982), kanadischer Radrennfahrer

#### Shert
- Shertzer, Hymie (1909–1977), US-amerikanischer Altsaxophonist (Swing)

#### Sherv
- Sherven, Gordon (* 1963), kanadischer Eishockeyspieler

#### Sherw
- Sherwan, Amed (* 1998), irakischer Aktivist für Atheismus und LGBT-RechteAmed Sherwan (* 1998)

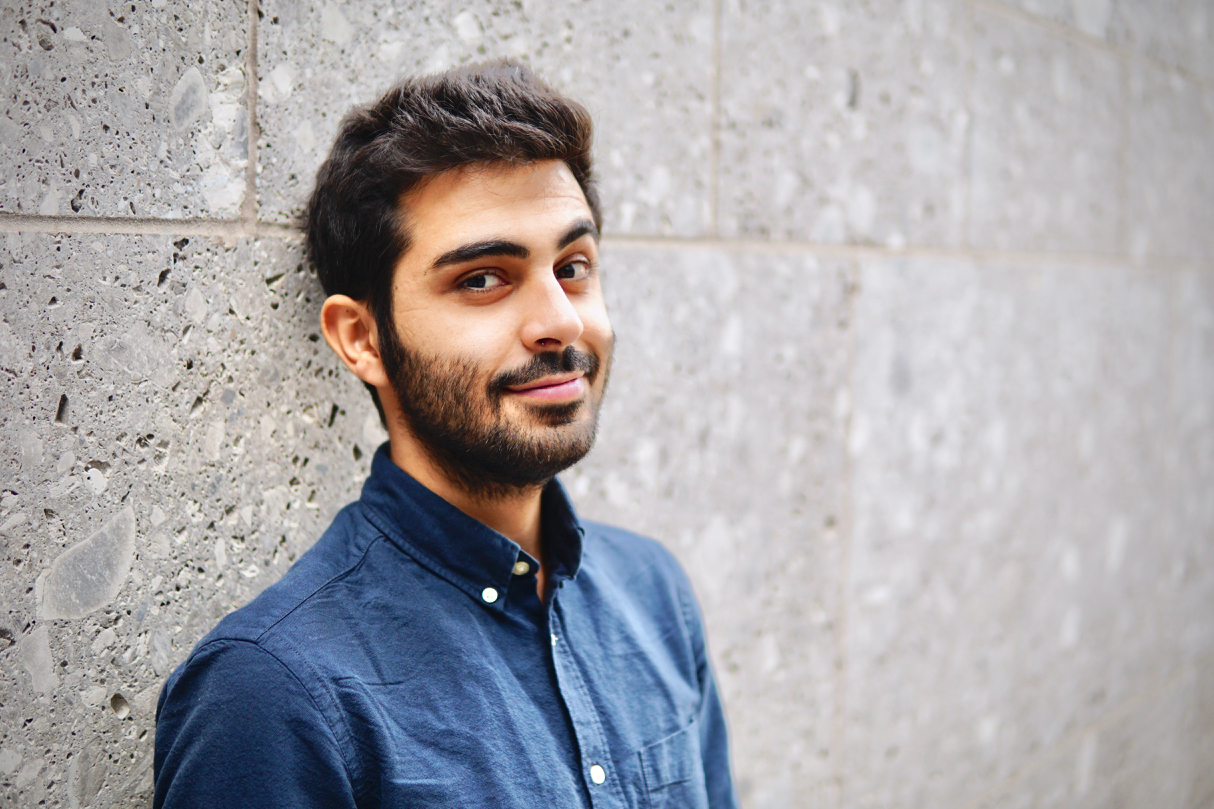
Amed Sherwan (* 1998)

- Sherwani, Imran (* 1962), englischer Hockeyspieler
- Sherwani, Saleem (* 1951), pakistanischer Hockeyspieler
- Sherwani, Saleem (* 1962), pakistanischer Hockeyspieler
- Sherwen, Paul (1956–2018), britischer Radkommentator und Radsportler
- Sherwin, Amy (1855–1935), australische Opernsängerin (Sopran)
- Sherwin, Frank (1905–1981), irischer Politiker
- Sherwin, John C. (1838–1904), US-amerikanischer Politiker
- Sherwin, Martin J. (1937–2021), US-amerikanischer Historiker
- Sherwin, Michael S. (* 1963), römisch-katholischer Theologe und Hochschullehrer
- Sherwin, Seán (1946–2025), irischer Politiker der Fianna Fáil
- Sherwin, Thomas (1799–1869), US-amerikanischer Lehrer und Schulleiter
- Sherwin-White, Adrian N. (1911–1993), britischer Althistoriker
- Sherwood, Adrian (* 1958), britischer Musikproduzent, Musiker und Labelbetreiber
- Sherwood, Anthony (* 1949), kanadischer Schauspieler
- Sherwood, Bill (1952–1990), US-amerikanischer Drehbuchautor, Regisseur
- Sherwood, Billy (* 1965), US-amerikanischer Musiker, Plattenproduzent und Toningenieur
- Sherwood, Bobby (1914–1980), US-amerikanischer Jazz-Gitarrist
- Sherwood, Carlton (1946–2014), US-amerikanischer Journalist
- Sherwood, Charles D. (1833–1895), US-amerikanischer Politiker
- Sherwood, David (* 1944), südafrikanischer Theater- und Filmschauspieler
- Sherwood, Dominic (* 1990), britischer SchauspielerDominic Sherwood (* 1990)

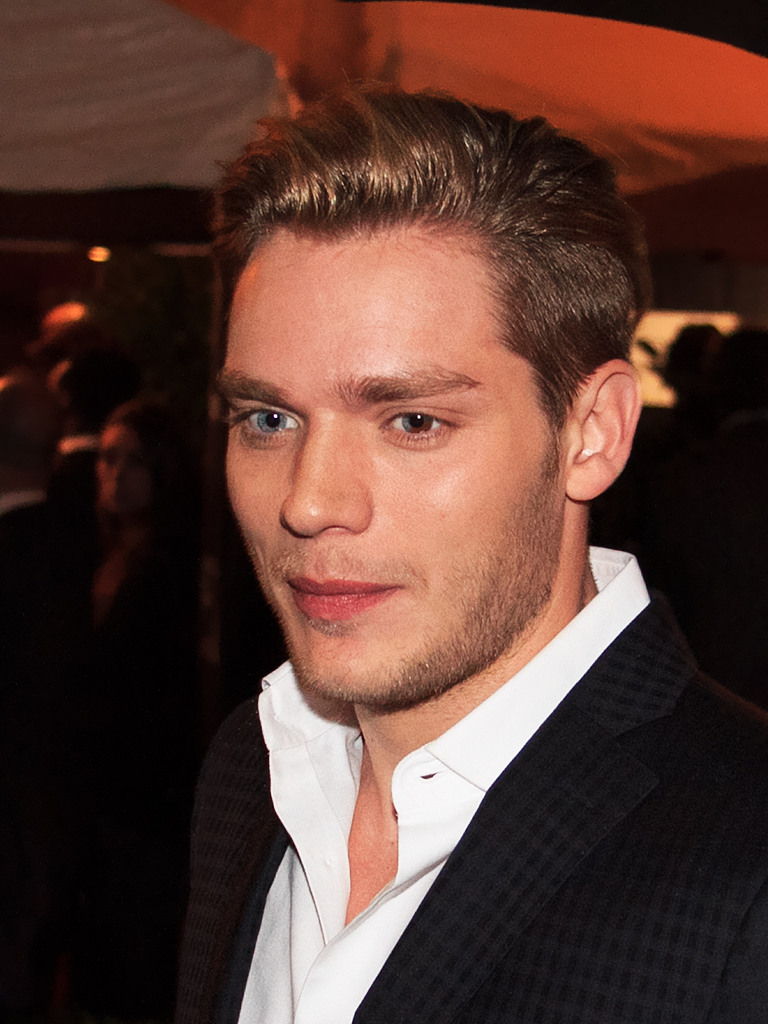
Dominic Sherwood (* 1990)

- Sherwood, Don (* 1941), US-amerikanischer Politiker
- Sherwood, Frances (1940–2021), US-amerikanische Schriftstellerin
- Sherwood, Gordon (1929–2013), US-amerikanischer Komponist
- Sherwood, Grace, Bäuerin, Heilerin und Hebamme
- Sherwood, Henry (1807–1855), kanadischer Anwalt, Geschäftsmann, Offizier beim Militär und Politiker in Kanada
- Sherwood, Henry (1813–1896), US-amerikanischer Politiker
- Sherwood, Henry F. (1921–2005), deutsch-US-amerikanischer Computer-Pionier
- Sherwood, Isaac R. (1835–1925), US-amerikanischer Politiker
- Sherwood, James Webster (1936–2014), US-amerikanischer Schriftsteller
- Sherwood, Jim (1942–2011), US-amerikanischer Musiker
- Sherwood, John (* 1945), britischer Hürdenläufer und Sprinter
- Sherwood, Kiefer (* 1995), US-amerikanischer Eishockeyspieler
- Sherwood, Leonid Wladimirowitsch (1871–1954), russischer Bildhauer und Hochschullehrer
- Sherwood, Madeleine (1922–2016), kanadische Schauspielerin
- Sherwood, Maud Winifred (1880–1956), neuseeländisch-australische Malerin
- Sherwood, Robert E. (1896–1955), US-amerikanischer Dramatiker und Drehbuchautor
- Sherwood, Rosina Emmet (1854–1948), US-amerikanische Malerin
- Sherwood, Roy (1932–2017), US-amerikanischer Skispringer
- Sherwood, Samuel (1779–1862), US-amerikanischer Jurist und Politiker
- Sherwood, Samuel B. (1767–1833), US-amerikanischer Politiker
- Sherwood, Sergei Wladimirowitsch (1858–1899), russischer Architekt
- Sherwood, Sheila (* 1945), britische Weitspringerin
- Sherwood, Steven, US-amerikanischer Geophysiker und Klimawissenschaftler
- Sherwood, Thomas Kilgore (1903–1976), US-amerikanischer Chemieingenieur
- Sherwood, Tim (* 1969), englischer Fußballspieler
- Sherwood, Wladimir Ossipowitsch (1832–1897), russischer Maler, Architekt und Bildhauer
- Sherwood, Wladimir Wladimirowitsch (1867–1930), russischer Architekt

#### Shery
- Shery (* 1983), guatemaltekische Popsängerin und -Songwriterin

#### Sherz
- Sherzad, Halim Aqa, afghanischer Fußballschiedsrichter
- Sherzad, Zolaykha (* 1967), afghanisch-schweizerisch-US-amerikanische Künstlerin, Architektin und Hochschullehrerin
- Sherzada, Muschda (* 1986), deutsche Journalistin und Moderatorin

### Shes
- Shesha, Summer, saudi-arabische Schauspielerin
- Sheshadri, H. V. (1926–2005), indischer Autor und sozialer Aktivist
- Sheskey, Linda (* 1962), US-amerikanische Mittelstreckenläuferin
- Shestak, Nikolay (* 1987), russischer Schauspieler

### Shet
- Shetelig, Haakon (1877–1955), norwegischer Archäologe
- Sheth, Sheetal (* 1976), US-amerikanische Schauspielerin
- Shetler, Norman (1931–2024), österreichischer Pianist und Puppenspieler amerikanischer Abstammung, Hochschullehrer Würzburg und Wien
- Shetliffe, Dudleigh (1916–1998), australischer Hochspringer
- Shettar, Jagadish (* 1955), indischer Politiker
- Shetterly, Margot Lee (* 1969), US-amerikanische Sachbuchautorin
- Shetty, Chirag (* 1997), indischer Badmintonspieler
- Shetty, Devi (* 1953), indischer Herzchirurg und Unternehmer
- Shetty, Reshma (* 1977), britisch-amerikanische Schauspielerin
- Shetty, Salil (* 1961), indischer Menschenrechtsaktivist
- Shetty, Shamita (* 1979), indische Innenarchitektin, Model und Schauspielerin
- Shetty, Shilpa (* 1975), indische Schauspielerin und Model
- Shetty, Sunil (* 1961), indischer Filmschauspieler des kommerziellen Hindi-Films
- Shetty, Yannick (* 1995), österreichischer Politiker (NEOS)Yannick Shetty (* 1995)

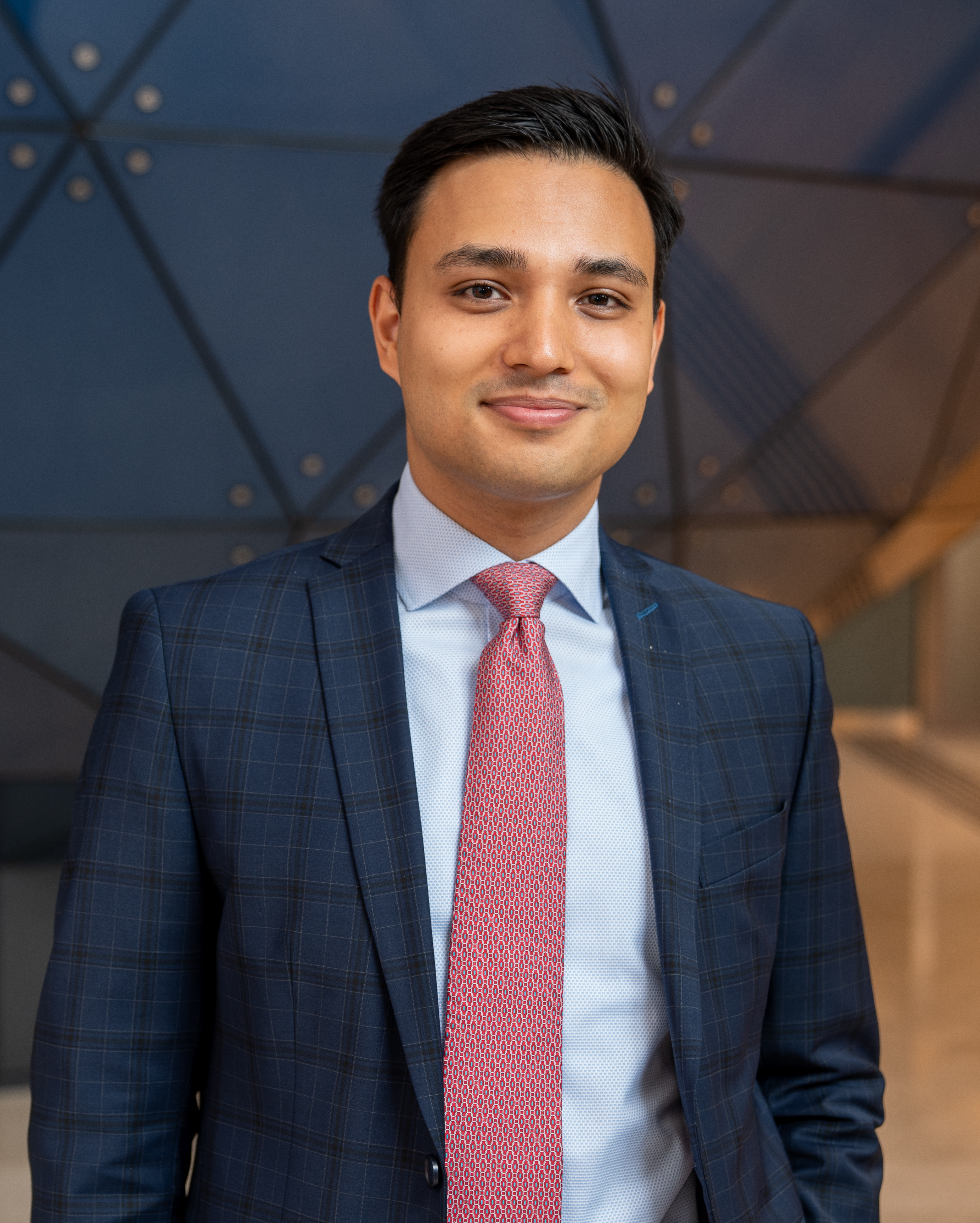
Yannick Shetty (* 1995)

### Sheu
- Shéu (* 1953), portugiesischer Fußballspieler und -trainer

### Shev
- Sheva, Marissa (* 1997), US-amerikanisch-irische Fußballspielerin
- Shevach, Ethan M. (* 1943), Immunologe
- Shevchenko, Kirill (* 2002), ukrainisch-rumänischer Schachspieler
- Shevelov, George (1908–2002), ukrainisch-amerikanischer Slawist
- Shevky, Eshref (1893–1969), US-amerikanischer Soziologe und Hochschullehrer türkischer Herkunft
- Shevyrin, Denis (* 1995), deutscher Eishockeyspieler

### Shew
- Shew, Bobby (* 1941), amerikanischer Jazzmusiker
- Shew, Jacob († 1879), amerikanischer Fotograf
- Shewfelt, Kyle (* 1982), kanadischer Turner
- Shewhart, Walter A. (1891–1967), US-amerikanischer Physiker, Ingenieur und Statistiker
- Shewmake, John Troup (1828–1898), US-amerikanischer Jurist und Politiker
- Shewman, Albert Powel (1866–1901), US-amerikanischer Politiker

### Shey
- Shey, KDM, Rapper aus Bayern mit persischen Wurzeln
- Sheybal, Vladek (1923–1992), polnischer SchauspielerVladek Sheybal (1923–1992)

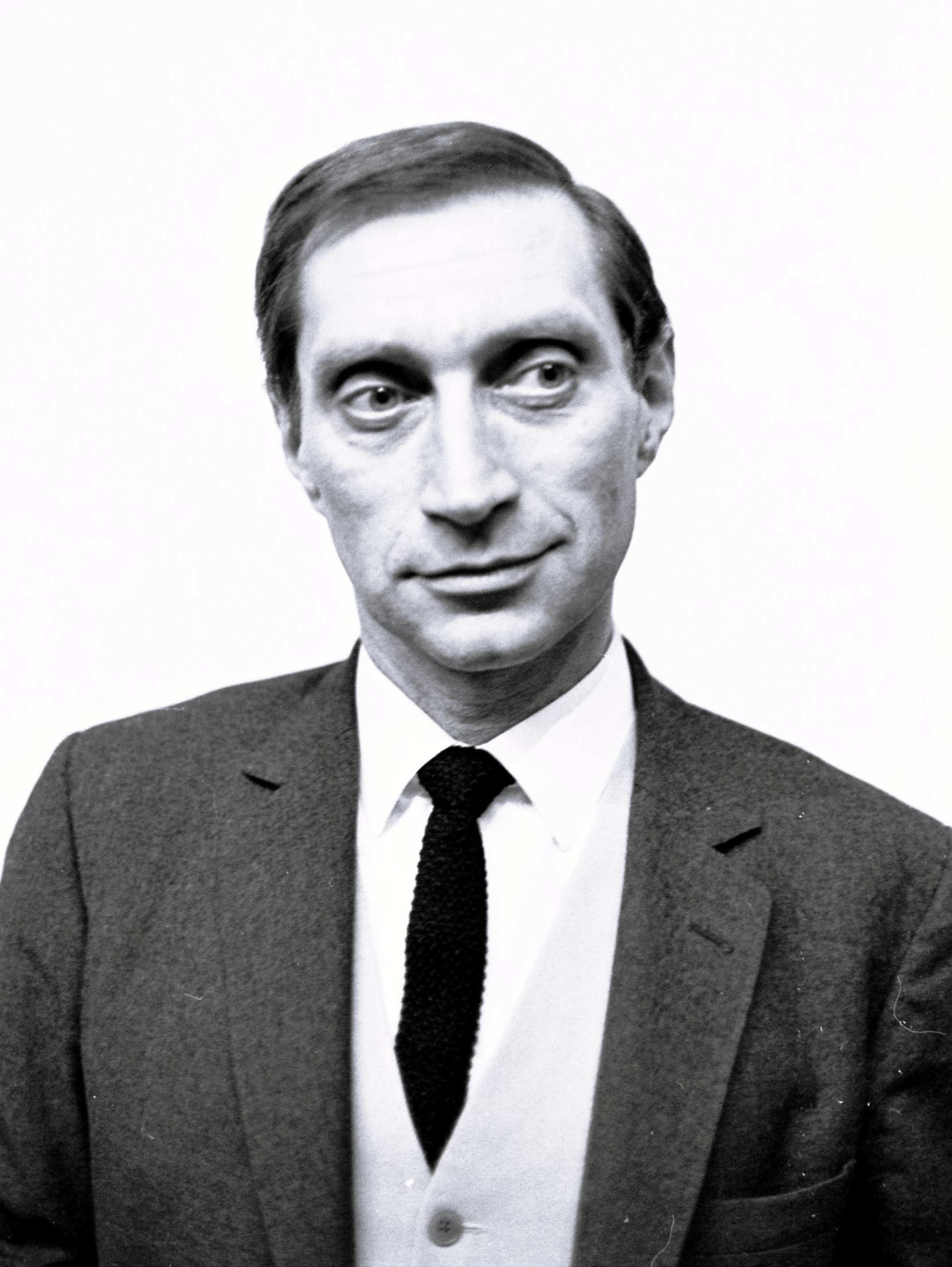
Vladek Sheybal (1923–1992)